# Карлсбадская пешечная структура
|   | a | b | c | d | e | f | g | h |   |
| - | --- | --- | --- | --- | --- | --- | --- | --- | - |
| 8 | a7 чёрная пешка · b7 чёрная пешка · f7 чёрная пешка · g7 чёрная пешка · h7 чёрная пешка · c6 чёрная пешка · d5 чёрная пешка · d4 белая пешка · e3 белая пешка · a2 белая пешка · b2 белая пешка · f2 белая пешка · g2 белая пешка · h2 белая пешка | a7 чёрная пешка · b7 чёрная пешка · f7 чёрная пешка · g7 чёрная пешка · h7 чёрная пешка · c6 чёрная пешка · d5 чёрная пешка · d4 белая пешка · e3 белая пешка · a2 белая пешка · b2 белая пешка · f2 белая пешка · g2 белая пешка · h2 белая пешка | a7 чёрная пешка · b7 чёрная пешка · f7 чёрная пешка · g7 чёрная пешка · h7 чёрная пешка · c6 чёрная пешка · d5 чёрная пешка · d4 белая пешка · e3 белая пешка · a2 белая пешка · b2 белая пешка · f2 белая пешка · g2 белая пешка · h2 белая пешка | a7 чёрная пешка · b7 чёрная пешка · f7 чёрная пешка · g7 чёрная пешка · h7 чёрная пешка · c6 чёрная пешка · d5 чёрная пешка · d4 белая пешка · e3 белая пешка · a2 белая пешка · b2 белая пешка · f2 белая пешка · g2 белая пешка · h2 белая пешка | a7 чёрная пешка · b7 чёрная пешка · f7 чёрная пешка · g7 чёрная пешка · h7 чёрная пешка · c6 чёрная пешка · d5 чёрная пешка · d4 белая пешка · e3 белая пешка · a2 белая пешка · b2 белая пешка · f2 белая пешка · g2 белая пешка · h2 белая пешка | a7 чёрная пешка · b7 чёрная пешка · f7 чёрная пешка · g7 чёрная пешка · h7 чёрная пешка · c6 чёрная пешка · d5 чёрная пешка · d4 белая пешка · e3 белая пешка · a2 белая пешка · b2 белая пешка · f2 белая пешка · g2 белая пешка · h2 белая пешка | a7 чёрная пешка · b7 чёрная пешка · f7 чёрная пешка · g7 чёрная пешка · h7 чёрная пешка · c6 чёрная пешка · d5 чёрная пешка · d4 белая пешка · e3 белая пешка · a2 белая пешка · b2 белая пешка · f2 белая пешка · g2 белая пешка · h2 белая пешка | a7 чёрная пешка · b7 чёрная пешка · f7 чёрная пешка · g7 чёрная пешка · h7 чёрная пешка · c6 чёрная пешка · d5 чёрная пешка · d4 белая пешка · e3 белая пешка · a2 белая пешка · b2 белая пешка · f2 белая пешка · g2 белая пешка · h2 белая пешка | 8 |
| 7 | a7 чёрная пешка · b7 чёрная пешка · f7 чёрная пешка · g7 чёрная пешка · h7 чёрная пешка · c6 чёрная пешка · d5 чёрная пешка · d4 белая пешка · e3 белая пешка · a2 белая пешка · b2 белая пешка · f2 белая пешка · g2 белая пешка · h2 белая пешка | a7 чёрная пешка · b7 чёрная пешка · f7 чёрная пешка · g7 чёрная пешка · h7 чёрная пешка · c6 чёрная пешка · d5 чёрная пешка · d4 белая пешка · e3 белая пешка · a2 белая пешка · b2 белая пешка · f2 белая пешка · g2 белая пешка · h2 белая пешка | a7 чёрная пешка · b7 чёрная пешка · f7 чёрная пешка · g7 чёрная пешка · h7 чёрная пешка · c6 чёрная пешка · d5 чёрная пешка · d4 белая пешка · e3 белая пешка · a2 белая пешка · b2 белая пешка · f2 белая пешка · g2 белая пешка · h2 белая пешка | a7 чёрная пешка · b7 чёрная пешка · f7 чёрная пешка · g7 чёрная пешка · h7 чёрная пешка · c6 чёрная пешка · d5 чёрная пешка · d4 белая пешка · e3 белая пешка · a2 белая пешка · b2 белая пешка · f2 белая пешка · g2 белая пешка · h2 белая пешка | a7 чёрная пешка · b7 чёрная пешка · f7 чёрная пешка · g7 чёрная пешка · h7 чёрная пешка · c6 чёрная пешка · d5 чёрная пешка · d4 белая пешка · e3 белая пешка · a2 белая пешка · b2 белая пешка · f2 белая пешка · g2 белая пешка · h2 белая пешка | a7 чёрная пешка · b7 чёрная пешка · f7 чёрная пешка · g7 чёрная пешка · h7 чёрная пешка · c6 чёрная пешка · d5 чёрная пешка · d4 белая пешка · e3 белая пешка · a2 белая пешка · b2 белая пешка · f2 белая пешка · g2 белая пешка · h2 белая пешка | a7 чёрная пешка · b7 чёрная пешка · f7 чёрная пешка · g7 чёрная пешка · h7 чёрная пешка · c6 чёрная пешка · d5 чёрная пешка · d4 белая пешка · e3 белая пешка · a2 белая пешка · b2 белая пешка · f2 белая пешка · g2 белая пешка · h2 белая пешка | a7 чёрная пешка · b7 чёрная пешка · f7 чёрная пешка · g7 чёрная пешка · h7 чёрная пешка · c6 чёрная пешка · d5 чёрная пешка · d4 белая пешка · e3 белая пешка · a2 белая пешка · b2 белая пешка · f2 белая пешка · g2 белая пешка · h2 белая пешка | 7 |
| 6 | a7 чёрная пешка · b7 чёрная пешка · f7 чёрная пешка · g7 чёрная пешка · h7 чёрная пешка · c6 чёрная пешка · d5 чёрная пешка · d4 белая пешка · e3 белая пешка · a2 белая пешка · b2 белая пешка · f2 белая пешка · g2 белая пешка · h2 белая пешка | a7 чёрная пешка · b7 чёрная пешка · f7 чёрная пешка · g7 чёрная пешка · h7 чёрная пешка · c6 чёрная пешка · d5 чёрная пешка · d4 белая пешка · e3 белая пешка · a2 белая пешка · b2 белая пешка · f2 белая пешка · g2 белая пешка · h2 белая пешка | a7 чёрная пешка · b7 чёрная пешка · f7 чёрная пешка · g7 чёрная пешка · h7 чёрная пешка · c6 чёрная пешка · d5 чёрная пешка · d4 белая пешка · e3 белая пешка · a2 белая пешка · b2 белая пешка · f2 белая пешка · g2 белая пешка · h2 белая пешка | a7 чёрная пешка · b7 чёрная пешка · f7 чёрная пешка · g7 чёрная пешка · h7 чёрная пешка · c6 чёрная пешка · d5 чёрная пешка · d4 белая пешка · e3 белая пешка · a2 белая пешка · b2 белая пешка · f2 белая пешка · g2 белая пешка · h2 белая пешка | a7 чёрная пешка · b7 чёрная пешка · f7 чёрная пешка · g7 чёрная пешка · h7 чёрная пешка · c6 чёрная пешка · d5 чёрная пешка · d4 белая пешка · e3 белая пешка · a2 белая пешка · b2 белая пешка · f2 белая пешка · g2 белая пешка · h2 белая пешка | a7 чёрная пешка · b7 чёрная пешка · f7 чёрная пешка · g7 чёрная пешка · h7 чёрная пешка · c6 чёрная пешка · d5 чёрная пешка · d4 белая пешка · e3 белая пешка · a2 белая пешка · b2 белая пешка · f2 белая пешка · g2 белая пешка · h2 белая пешка | a7 чёрная пешка · b7 чёрная пешка · f7 чёрная пешка · g7 чёрная пешка · h7 чёрная пешка · c6 чёрная пешка · d5 чёрная пешка · d4 белая пешка · e3 белая пешка · a2 белая пешка · b2 белая пешка · f2 белая пешка · g2 белая пешка · h2 белая пешка | a7 чёрная пешка · b7 чёрная пешка · f7 чёрная пешка · g7 чёрная пешка · h7 чёрная пешка · c6 чёрная пешка · d5 чёрная пешка · d4 белая пешка · e3 белая пешка · a2 белая пешка · b2 белая пешка · f2 белая пешка · g2 белая пешка · h2 белая пешка | 6 |
| 5 | a7 чёрная пешка · b7 чёрная пешка · f7 чёрная пешка · g7 чёрная пешка · h7 чёрная пешка · c6 чёрная пешка · d5 чёрная пешка · d4 белая пешка · e3 белая пешка · a2 белая пешка · b2 белая пешка · f2 белая пешка · g2 белая пешка · h2 белая пешка | a7 чёрная пешка · b7 чёрная пешка · f7 чёрная пешка · g7 чёрная пешка · h7 чёрная пешка · c6 чёрная пешка · d5 чёрная пешка · d4 белая пешка · e3 белая пешка · a2 белая пешка · b2 белая пешка · f2 белая пешка · g2 белая пешка · h2 белая пешка | a7 чёрная пешка · b7 чёрная пешка · f7 чёрная пешка · g7 чёрная пешка · h7 чёрная пешка · c6 чёрная пешка · d5 чёрная пешка · d4 белая пешка · e3 белая пешка · a2 белая пешка · b2 белая пешка · f2 белая пешка · g2 белая пешка · h2 белая пешка | a7 чёрная пешка · b7 чёрная пешка · f7 чёрная пешка · g7 чёрная пешка · h7 чёрная пешка · c6 чёрная пешка · d5 чёрная пешка · d4 белая пешка · e3 белая пешка · a2 белая пешка · b2 белая пешка · f2 белая пешка · g2 белая пешка · h2 белая пешка | a7 чёрная пешка · b7 чёрная пешка · f7 чёрная пешка · g7 чёрная пешка · h7 чёрная пешка · c6 чёрная пешка · d5 чёрная пешка · d4 белая пешка · e3 белая пешка · a2 белая пешка · b2 белая пешка · f2 белая пешка · g2 белая пешка · h2 белая пешка | a7 чёрная пешка · b7 чёрная пешка · f7 чёрная пешка · g7 чёрная пешка · h7 чёрная пешка · c6 чёрная пешка · d5 чёрная пешка · d4 белая пешка · e3 белая пешка · a2 белая пешка · b2 белая пешка · f2 белая пешка · g2 белая пешка · h2 белая пешка | a7 чёрная пешка · b7 чёрная пешка · f7 чёрная пешка · g7 чёрная пешка · h7 чёрная пешка · c6 чёрная пешка · d5 чёрная пешка · d4 белая пешка · e3 белая пешка · a2 белая пешка · b2 белая пешка · f2 белая пешка · g2 белая пешка · h2 белая пешка | a7 чёрная пешка · b7 чёрная пешка · f7 чёрная пешка · g7 чёрная пешка · h7 чёрная пешка · c6 чёрная пешка · d5 чёрная пешка · d4 белая пешка · e3 белая пешка · a2 белая пешка · b2 белая пешка · f2 белая пешка · g2 белая пешка · h2 белая пешка | 5 |
| 4 | a7 чёрная пешка · b7 чёрная пешка · f7 чёрная пешка · g7 чёрная пешка · h7 чёрная пешка · c6 чёрная пешка · d5 чёрная пешка · d4 белая пешка · e3 белая пешка · a2 белая пешка · b2 белая пешка · f2 белая пешка · g2 белая пешка · h2 белая пешка | a7 чёрная пешка · b7 чёрная пешка · f7 чёрная пешка · g7 чёрная пешка · h7 чёрная пешка · c6 чёрная пешка · d5 чёрная пешка · d4 белая пешка · e3 белая пешка · a2 белая пешка · b2 белая пешка · f2 белая пешка · g2 белая пешка · h2 белая пешка | a7 чёрная пешка · b7 чёрная пешка · f7 чёрная пешка · g7 чёрная пешка · h7 чёрная пешка · c6 чёрная пешка · d5 чёрная пешка · d4 белая пешка · e3 белая пешка · a2 белая пешка · b2 белая пешка · f2 белая пешка · g2 белая пешка · h2 белая пешка | a7 чёрная пешка · b7 чёрная пешка · f7 чёрная пешка · g7 чёрная пешка · h7 чёрная пешка · c6 чёрная пешка · d5 чёрная пешка · d4 белая пешка · e3 белая пешка · a2 белая пешка · b2 белая пешка · f2 белая пешка · g2 белая пешка · h2 белая пешка | a7 чёрная пешка · b7 чёрная пешка · f7 чёрная пешка · g7 чёрная пешка · h7 чёрная пешка · c6 чёрная пешка · d5 чёрная пешка · d4 белая пешка · e3 белая пешка · a2 белая пешка · b2 белая пешка · f2 белая пешка · g2 белая пешка · h2 белая пешка | a7 чёрная пешка · b7 чёрная пешка · f7 чёрная пешка · g7 чёрная пешка · h7 чёрная пешка · c6 чёрная пешка · d5 чёрная пешка · d4 белая пешка · e3 белая пешка · a2 белая пешка · b2 белая пешка · f2 белая пешка · g2 белая пешка · h2 белая пешка | a7 чёрная пешка · b7 чёрная пешка · f7 чёрная пешка · g7 чёрная пешка · h7 чёрная пешка · c6 чёрная пешка · d5 чёрная пешка · d4 белая пешка · e3 белая пешка · a2 белая пешка · b2 белая пешка · f2 белая пешка · g2 белая пешка · h2 белая пешка | a7 чёрная пешка · b7 чёрная пешка · f7 чёрная пешка · g7 чёрная пешка · h7 чёрная пешка · c6 чёрная пешка · d5 чёрная пешка · d4 белая пешка · e3 белая пешка · a2 белая пешка · b2 белая пешка · f2 белая пешка · g2 белая пешка · h2 белая пешка | 4 |
| 3 | a7 чёрная пешка · b7 чёрная пешка · f7 чёрная пешка · g7 чёрная пешка · h7 чёрная пешка · c6 чёрная пешка · d5 чёрная пешка · d4 белая пешка · e3 белая пешка · a2 белая пешка · b2 белая пешка · f2 белая пешка · g2 белая пешка · h2 белая пешка | a7 чёрная пешка · b7 чёрная пешка · f7 чёрная пешка · g7 чёрная пешка · h7 чёрная пешка · c6 чёрная пешка · d5 чёрная пешка · d4 белая пешка · e3 белая пешка · a2 белая пешка · b2 белая пешка · f2 белая пешка · g2 белая пешка · h2 белая пешка | a7 чёрная пешка · b7 чёрная пешка · f7 чёрная пешка · g7 чёрная пешка · h7 чёрная пешка · c6 чёрная пешка · d5 чёрная пешка · d4 белая пешка · e3 белая пешка · a2 белая пешка · b2 белая пешка · f2 белая пешка · g2 белая пешка · h2 белая пешка | a7 чёрная пешка · b7 чёрная пешка · f7 чёрная пешка · g7 чёрная пешка · h7 чёрная пешка · c6 чёрная пешка · d5 чёрная пешка · d4 белая пешка · e3 белая пешка · a2 белая пешка · b2 белая пешка · f2 белая пешка · g2 белая пешка · h2 белая пешка | a7 чёрная пешка · b7 чёрная пешка · f7 чёрная пешка · g7 чёрная пешка · h7 чёрная пешка · c6 чёрная пешка · d5 чёрная пешка · d4 белая пешка · e3 белая пешка · a2 белая пешка · b2 белая пешка · f2 белая пешка · g2 белая пешка · h2 белая пешка | a7 чёрная пешка · b7 чёрная пешка · f7 чёрная пешка · g7 чёрная пешка · h7 чёрная пешка · c6 чёрная пешка · d5 чёрная пешка · d4 белая пешка · e3 белая пешка · a2 белая пешка · b2 белая пешка · f2 белая пешка · g2 белая пешка · h2 белая пешка | a7 чёрная пешка · b7 чёрная пешка · f7 чёрная пешка · g7 чёрная пешка · h7 чёрная пешка · c6 чёрная пешка · d5 чёрная пешка · d4 белая пешка · e3 белая пешка · a2 белая пешка · b2 белая пешка · f2 белая пешка · g2 белая пешка · h2 белая пешка | a7 чёрная пешка · b7 чёрная пешка · f7 чёрная пешка · g7 чёрная пешка · h7 чёрная пешка · c6 чёрная пешка · d5 чёрная пешка · d4 белая пешка · e3 белая пешка · a2 белая пешка · b2 белая пешка · f2 белая пешка · g2 белая пешка · h2 белая пешка | 3 |
| 2 | a7 чёрная пешка · b7 чёрная пешка · f7 чёрная пешка · g7 чёрная пешка · h7 чёрная пешка · c6 чёрная пешка · d5 чёрная пешка · d4 белая пешка · e3 белая пешка · a2 белая пешка · b2 белая пешка · f2 белая пешка · g2 белая пешка · h2 белая пешка | a7 чёрная пешка · b7 чёрная пешка · f7 чёрная пешка · g7 чёрная пешка · h7 чёрная пешка · c6 чёрная пешка · d5 чёрная пешка · d4 белая пешка · e3 белая пешка · a2 белая пешка · b2 белая пешка · f2 белая пешка · g2 белая пешка · h2 белая пешка | a7 чёрная пешка · b7 чёрная пешка · f7 чёрная пешка · g7 чёрная пешка · h7 чёрная пешка · c6 чёрная пешка · d5 чёрная пешка · d4 белая пешка · e3 белая пешка · a2 белая пешка · b2 белая пешка · f2 белая пешка · g2 белая пешка · h2 белая пешка | a7 чёрная пешка · b7 чёрная пешка · f7 чёрная пешка · g7 чёрная пешка · h7 чёрная пешка · c6 чёрная пешка · d5 чёрная пешка · d4 белая пешка · e3 белая пешка · a2 белая пешка · b2 белая пешка · f2 белая пешка · g2 белая пешка · h2 белая пешка | a7 чёрная пешка · b7 чёрная пешка · f7 чёрная пешка · g7 чёрная пешка · h7 чёрная пешка · c6 чёрная пешка · d5 чёрная пешка · d4 белая пешка · e3 белая пешка · a2 белая пешка · b2 белая пешка · f2 белая пешка · g2 белая пешка · h2 белая пешка | a7 чёрная пешка · b7 чёрная пешка · f7 чёрная пешка · g7 чёрная пешка · h7 чёрная пешка · c6 чёрная пешка · d5 чёрная пешка · d4 белая пешка · e3 белая пешка · a2 белая пешка · b2 белая пешка · f2 белая пешка · g2 белая пешка · h2 белая пешка | a7 чёрная пешка · b7 чёрная пешка · f7 чёрная пешка · g7 чёрная пешка · h7 чёрная пешка · c6 чёрная пешка · d5 чёрная пешка · d4 белая пешка · e3 белая пешка · a2 белая пешка · b2 белая пешка · f2 белая пешка · g2 белая пешка · h2 белая пешка | a7 чёрная пешка · b7 чёрная пешка · f7 чёрная пешка · g7 чёрная пешка · h7 чёрная пешка · c6 чёрная пешка · d5 чёрная пешка · d4 белая пешка · e3 белая пешка · a2 белая пешка · b2 белая пешка · f2 белая пешка · g2 белая пешка · h2 белая пешка | 2 |
| 1 | a7 чёрная пешка · b7 чёрная пешка · f7 чёрная пешка · g7 чёрная пешка · h7 чёрная пешка · c6 чёрная пешка · d5 чёрная пешка · d4 белая пешка · e3 белая пешка · a2 белая пешка · b2 белая пешка · f2 белая пешка · g2 белая пешка · h2 белая пешка | a7 чёрная пешка · b7 чёрная пешка · f7 чёрная пешка · g7 чёрная пешка · h7 чёрная пешка · c6 чёрная пешка · d5 чёрная пешка · d4 белая пешка · e3 белая пешка · a2 белая пешка · b2 белая пешка · f2 белая пешка · g2 белая пешка · h2 белая пешка | a7 чёрная пешка · b7 чёрная пешка · f7 чёрная пешка · g7 чёрная пешка · h7 чёрная пешка · c6 чёрная пешка · d5 чёрная пешка · d4 белая пешка · e3 белая пешка · a2 белая пешка · b2 белая пешка · f2 белая пешка · g2 белая пешка · h2 белая пешка | a7 чёрная пешка · b7 чёрная пешка · f7 чёрная пешка · g7 чёрная пешка · h7 чёрная пешка · c6 чёрная пешка · d5 чёрная пешка · d4 белая пешка · e3 белая пешка · a2 белая пешка · b2 белая пешка · f2 белая пешка · g2 белая пешка · h2 белая пешка | a7 чёрная пешка · b7 чёрная пешка · f7 чёрная пешка · g7 чёрная пешка · h7 чёрная пешка · c6 чёрная пешка · d5 чёрная пешка · d4 белая пешка · e3 белая пешка · a2 белая пешка · b2 белая пешка · f2 белая пешка · g2 белая пешка · h2 белая пешка | a7 чёрная пешка · b7 чёрная пешка · f7 чёрная пешка · g7 чёрная пешка · h7 чёрная пешка · c6 чёрная пешка · d5 чёрная пешка · d4 белая пешка · e3 белая пешка · a2 белая пешка · b2 белая пешка · f2 белая пешка · g2 белая пешка · h2 белая пешка | a7 чёрная пешка · b7 чёрная пешка · f7 чёрная пешка · g7 чёрная пешка · h7 чёрная пешка · c6 чёрная пешка · d5 чёрная пешка · d4 белая пешка · e3 белая пешка · a2 белая пешка · b2 белая пешка · f2 белая пешка · g2 белая пешка · h2 белая пешка | a7 чёрная пешка · b7 чёрная пешка · f7 чёрная пешка · g7 чёрная пешка · h7 чёрная пешка · c6 чёрная пешка · d5 чёрная пешка · d4 белая пешка · e3 белая пешка · a2 белая пешка · b2 белая пешка · f2 белая пешка · g2 белая пешка · h2 белая пешка | 1 |
|   | a | b | c | d | e | f | g | h |   |

Карлсбадская пешечная структура — шахматный термин, обозначающий пешечную структуру, характеризующуюся двумя симметричными относительно центра пешечными цепями сторон, в которых наиболее продвинутые пешки блокированы одна другой.

## Название
|   | a | b | c | d | e | f | g | h |   |
| - | --- | --- | --- | --- | --- | --- | --- | --- | - |
| 8 | a8 чёрная ладья · c8 чёрный слон · d8 чёрный ферзь · e8 чёрный король · f8 чёрный слон · h8 чёрная ладья · a7 чёрная пешка · b7 чёрная пешка · d7 чёрный конь · f7 чёрная пешка · g7 чёрная пешка · h7 чёрная пешка · c6 чёрная пешка · f6 чёрный конь · d5 чёрная пешка · g5 белый слон · d4 белая пешка · c3 белый конь · e3 белая пешка · f3 белый конь · a2 белая пешка · b2 белая пешка · f2 белая пешка · g2 белая пешка · h2 белая пешка · a1 белая ладья · d1 белый ферзь · e1 белый король · f1 белый слон · h1 белая ладья | a8 чёрная ладья · c8 чёрный слон · d8 чёрный ферзь · e8 чёрный король · f8 чёрный слон · h8 чёрная ладья · a7 чёрная пешка · b7 чёрная пешка · d7 чёрный конь · f7 чёрная пешка · g7 чёрная пешка · h7 чёрная пешка · c6 чёрная пешка · f6 чёрный конь · d5 чёрная пешка · g5 белый слон · d4 белая пешка · c3 белый конь · e3 белая пешка · f3 белый конь · a2 белая пешка · b2 белая пешка · f2 белая пешка · g2 белая пешка · h2 белая пешка · a1 белая ладья · d1 белый ферзь · e1 белый король · f1 белый слон · h1 белая ладья | a8 чёрная ладья · c8 чёрный слон · d8 чёрный ферзь · e8 чёрный король · f8 чёрный слон · h8 чёрная ладья · a7 чёрная пешка · b7 чёрная пешка · d7 чёрный конь · f7 чёрная пешка · g7 чёрная пешка · h7 чёрная пешка · c6 чёрная пешка · f6 чёрный конь · d5 чёрная пешка · g5 белый слон · d4 белая пешка · c3 белый конь · e3 белая пешка · f3 белый конь · a2 белая пешка · b2 белая пешка · f2 белая пешка · g2 белая пешка · h2 белая пешка · a1 белая ладья · d1 белый ферзь · e1 белый король · f1 белый слон · h1 белая ладья | a8 чёрная ладья · c8 чёрный слон · d8 чёрный ферзь · e8 чёрный король · f8 чёрный слон · h8 чёрная ладья · a7 чёрная пешка · b7 чёрная пешка · d7 чёрный конь · f7 чёрная пешка · g7 чёрная пешка · h7 чёрная пешка · c6 чёрная пешка · f6 чёрный конь · d5 чёрная пешка · g5 белый слон · d4 белая пешка · c3 белый конь · e3 белая пешка · f3 белый конь · a2 белая пешка · b2 белая пешка · f2 белая пешка · g2 белая пешка · h2 белая пешка · a1 белая ладья · d1 белый ферзь · e1 белый король · f1 белый слон · h1 белая ладья | a8 чёрная ладья · c8 чёрный слон · d8 чёрный ферзь · e8 чёрный король · f8 чёрный слон · h8 чёрная ладья · a7 чёрная пешка · b7 чёрная пешка · d7 чёрный конь · f7 чёрная пешка · g7 чёрная пешка · h7 чёрная пешка · c6 чёрная пешка · f6 чёрный конь · d5 чёрная пешка · g5 белый слон · d4 белая пешка · c3 белый конь · e3 белая пешка · f3 белый конь · a2 белая пешка · b2 белая пешка · f2 белая пешка · g2 белая пешка · h2 белая пешка · a1 белая ладья · d1 белый ферзь · e1 белый король · f1 белый слон · h1 белая ладья | a8 чёрная ладья · c8 чёрный слон · d8 чёрный ферзь · e8 чёрный король · f8 чёрный слон · h8 чёрная ладья · a7 чёрная пешка · b7 чёрная пешка · d7 чёрный конь · f7 чёрная пешка · g7 чёрная пешка · h7 чёрная пешка · c6 чёрная пешка · f6 чёрный конь · d5 чёрная пешка · g5 белый слон · d4 белая пешка · c3 белый конь · e3 белая пешка · f3 белый конь · a2 белая пешка · b2 белая пешка · f2 белая пешка · g2 белая пешка · h2 белая пешка · a1 белая ладья · d1 белый ферзь · e1 белый король · f1 белый слон · h1 белая ладья | a8 чёрная ладья · c8 чёрный слон · d8 чёрный ферзь · e8 чёрный король · f8 чёрный слон · h8 чёрная ладья · a7 чёрная пешка · b7 чёрная пешка · d7 чёрный конь · f7 чёрная пешка · g7 чёрная пешка · h7 чёрная пешка · c6 чёрная пешка · f6 чёрный конь · d5 чёрная пешка · g5 белый слон · d4 белая пешка · c3 белый конь · e3 белая пешка · f3 белый конь · a2 белая пешка · b2 белая пешка · f2 белая пешка · g2 белая пешка · h2 белая пешка · a1 белая ладья · d1 белый ферзь · e1 белый король · f1 белый слон · h1 белая ладья | a8 чёрная ладья · c8 чёрный слон · d8 чёрный ферзь · e8 чёрный король · f8 чёрный слон · h8 чёрная ладья · a7 чёрная пешка · b7 чёрная пешка · d7 чёрный конь · f7 чёрная пешка · g7 чёрная пешка · h7 чёрная пешка · c6 чёрная пешка · f6 чёрный конь · d5 чёрная пешка · g5 белый слон · d4 белая пешка · c3 белый конь · e3 белая пешка · f3 белый конь · a2 белая пешка · b2 белая пешка · f2 белая пешка · g2 белая пешка · h2 белая пешка · a1 белая ладья · d1 белый ферзь · e1 белый король · f1 белый слон · h1 белая ладья | 8 |
| 7 | a8 чёрная ладья · c8 чёрный слон · d8 чёрный ферзь · e8 чёрный король · f8 чёрный слон · h8 чёрная ладья · a7 чёрная пешка · b7 чёрная пешка · d7 чёрный конь · f7 чёрная пешка · g7 чёрная пешка · h7 чёрная пешка · c6 чёрная пешка · f6 чёрный конь · d5 чёрная пешка · g5 белый слон · d4 белая пешка · c3 белый конь · e3 белая пешка · f3 белый конь · a2 белая пешка · b2 белая пешка · f2 белая пешка · g2 белая пешка · h2 белая пешка · a1 белая ладья · d1 белый ферзь · e1 белый король · f1 белый слон · h1 белая ладья | a8 чёрная ладья · c8 чёрный слон · d8 чёрный ферзь · e8 чёрный король · f8 чёрный слон · h8 чёрная ладья · a7 чёрная пешка · b7 чёрная пешка · d7 чёрный конь · f7 чёрная пешка · g7 чёрная пешка · h7 чёрная пешка · c6 чёрная пешка · f6 чёрный конь · d5 чёрная пешка · g5 белый слон · d4 белая пешка · c3 белый конь · e3 белая пешка · f3 белый конь · a2 белая пешка · b2 белая пешка · f2 белая пешка · g2 белая пешка · h2 белая пешка · a1 белая ладья · d1 белый ферзь · e1 белый король · f1 белый слон · h1 белая ладья | a8 чёрная ладья · c8 чёрный слон · d8 чёрный ферзь · e8 чёрный король · f8 чёрный слон · h8 чёрная ладья · a7 чёрная пешка · b7 чёрная пешка · d7 чёрный конь · f7 чёрная пешка · g7 чёрная пешка · h7 чёрная пешка · c6 чёрная пешка · f6 чёрный конь · d5 чёрная пешка · g5 белый слон · d4 белая пешка · c3 белый конь · e3 белая пешка · f3 белый конь · a2 белая пешка · b2 белая пешка · f2 белая пешка · g2 белая пешка · h2 белая пешка · a1 белая ладья · d1 белый ферзь · e1 белый король · f1 белый слон · h1 белая ладья | a8 чёрная ладья · c8 чёрный слон · d8 чёрный ферзь · e8 чёрный король · f8 чёрный слон · h8 чёрная ладья · a7 чёрная пешка · b7 чёрная пешка · d7 чёрный конь · f7 чёрная пешка · g7 чёрная пешка · h7 чёрная пешка · c6 чёрная пешка · f6 чёрный конь · d5 чёрная пешка · g5 белый слон · d4 белая пешка · c3 белый конь · e3 белая пешка · f3 белый конь · a2 белая пешка · b2 белая пешка · f2 белая пешка · g2 белая пешка · h2 белая пешка · a1 белая ладья · d1 белый ферзь · e1 белый король · f1 белый слон · h1 белая ладья | a8 чёрная ладья · c8 чёрный слон · d8 чёрный ферзь · e8 чёрный король · f8 чёрный слон · h8 чёрная ладья · a7 чёрная пешка · b7 чёрная пешка · d7 чёрный конь · f7 чёрная пешка · g7 чёрная пешка · h7 чёрная пешка · c6 чёрная пешка · f6 чёрный конь · d5 чёрная пешка · g5 белый слон · d4 белая пешка · c3 белый конь · e3 белая пешка · f3 белый конь · a2 белая пешка · b2 белая пешка · f2 белая пешка · g2 белая пешка · h2 белая пешка · a1 белая ладья · d1 белый ферзь · e1 белый король · f1 белый слон · h1 белая ладья | a8 чёрная ладья · c8 чёрный слон · d8 чёрный ферзь · e8 чёрный король · f8 чёрный слон · h8 чёрная ладья · a7 чёрная пешка · b7 чёрная пешка · d7 чёрный конь · f7 чёрная пешка · g7 чёрная пешка · h7 чёрная пешка · c6 чёрная пешка · f6 чёрный конь · d5 чёрная пешка · g5 белый слон · d4 белая пешка · c3 белый конь · e3 белая пешка · f3 белый конь · a2 белая пешка · b2 белая пешка · f2 белая пешка · g2 белая пешка · h2 белая пешка · a1 белая ладья · d1 белый ферзь · e1 белый король · f1 белый слон · h1 белая ладья | a8 чёрная ладья · c8 чёрный слон · d8 чёрный ферзь · e8 чёрный король · f8 чёрный слон · h8 чёрная ладья · a7 чёрная пешка · b7 чёрная пешка · d7 чёрный конь · f7 чёрная пешка · g7 чёрная пешка · h7 чёрная пешка · c6 чёрная пешка · f6 чёрный конь · d5 чёрная пешка · g5 белый слон · d4 белая пешка · c3 белый конь · e3 белая пешка · f3 белый конь · a2 белая пешка · b2 белая пешка · f2 белая пешка · g2 белая пешка · h2 белая пешка · a1 белая ладья · d1 белый ферзь · e1 белый король · f1 белый слон · h1 белая ладья | a8 чёрная ладья · c8 чёрный слон · d8 чёрный ферзь · e8 чёрный король · f8 чёрный слон · h8 чёрная ладья · a7 чёрная пешка · b7 чёрная пешка · d7 чёрный конь · f7 чёрная пешка · g7 чёрная пешка · h7 чёрная пешка · c6 чёрная пешка · f6 чёрный конь · d5 чёрная пешка · g5 белый слон · d4 белая пешка · c3 белый конь · e3 белая пешка · f3 белый конь · a2 белая пешка · b2 белая пешка · f2 белая пешка · g2 белая пешка · h2 белая пешка · a1 белая ладья · d1 белый ферзь · e1 белый король · f1 белый слон · h1 белая ладья | 7 |
| 6 | a8 чёрная ладья · c8 чёрный слон · d8 чёрный ферзь · e8 чёрный король · f8 чёрный слон · h8 чёрная ладья · a7 чёрная пешка · b7 чёрная пешка · d7 чёрный конь · f7 чёрная пешка · g7 чёрная пешка · h7 чёрная пешка · c6 чёрная пешка · f6 чёрный конь · d5 чёрная пешка · g5 белый слон · d4 белая пешка · c3 белый конь · e3 белая пешка · f3 белый конь · a2 белая пешка · b2 белая пешка · f2 белая пешка · g2 белая пешка · h2 белая пешка · a1 белая ладья · d1 белый ферзь · e1 белый король · f1 белый слон · h1 белая ладья | a8 чёрная ладья · c8 чёрный слон · d8 чёрный ферзь · e8 чёрный король · f8 чёрный слон · h8 чёрная ладья · a7 чёрная пешка · b7 чёрная пешка · d7 чёрный конь · f7 чёрная пешка · g7 чёрная пешка · h7 чёрная пешка · c6 чёрная пешка · f6 чёрный конь · d5 чёрная пешка · g5 белый слон · d4 белая пешка · c3 белый конь · e3 белая пешка · f3 белый конь · a2 белая пешка · b2 белая пешка · f2 белая пешка · g2 белая пешка · h2 белая пешка · a1 белая ладья · d1 белый ферзь · e1 белый король · f1 белый слон · h1 белая ладья | a8 чёрная ладья · c8 чёрный слон · d8 чёрный ферзь · e8 чёрный король · f8 чёрный слон · h8 чёрная ладья · a7 чёрная пешка · b7 чёрная пешка · d7 чёрный конь · f7 чёрная пешка · g7 чёрная пешка · h7 чёрная пешка · c6 чёрная пешка · f6 чёрный конь · d5 чёрная пешка · g5 белый слон · d4 белая пешка · c3 белый конь · e3 белая пешка · f3 белый конь · a2 белая пешка · b2 белая пешка · f2 белая пешка · g2 белая пешка · h2 белая пешка · a1 белая ладья · d1 белый ферзь · e1 белый король · f1 белый слон · h1 белая ладья | a8 чёрная ладья · c8 чёрный слон · d8 чёрный ферзь · e8 чёрный король · f8 чёрный слон · h8 чёрная ладья · a7 чёрная пешка · b7 чёрная пешка · d7 чёрный конь · f7 чёрная пешка · g7 чёрная пешка · h7 чёрная пешка · c6 чёрная пешка · f6 чёрный конь · d5 чёрная пешка · g5 белый слон · d4 белая пешка · c3 белый конь · e3 белая пешка · f3 белый конь · a2 белая пешка · b2 белая пешка · f2 белая пешка · g2 белая пешка · h2 белая пешка · a1 белая ладья · d1 белый ферзь · e1 белый король · f1 белый слон · h1 белая ладья | a8 чёрная ладья · c8 чёрный слон · d8 чёрный ферзь · e8 чёрный король · f8 чёрный слон · h8 чёрная ладья · a7 чёрная пешка · b7 чёрная пешка · d7 чёрный конь · f7 чёрная пешка · g7 чёрная пешка · h7 чёрная пешка · c6 чёрная пешка · f6 чёрный конь · d5 чёрная пешка · g5 белый слон · d4 белая пешка · c3 белый конь · e3 белая пешка · f3 белый конь · a2 белая пешка · b2 белая пешка · f2 белая пешка · g2 белая пешка · h2 белая пешка · a1 белая ладья · d1 белый ферзь · e1 белый король · f1 белый слон · h1 белая ладья | a8 чёрная ладья · c8 чёрный слон · d8 чёрный ферзь · e8 чёрный король · f8 чёрный слон · h8 чёрная ладья · a7 чёрная пешка · b7 чёрная пешка · d7 чёрный конь · f7 чёрная пешка · g7 чёрная пешка · h7 чёрная пешка · c6 чёрная пешка · f6 чёрный конь · d5 чёрная пешка · g5 белый слон · d4 белая пешка · c3 белый конь · e3 белая пешка · f3 белый конь · a2 белая пешка · b2 белая пешка · f2 белая пешка · g2 белая пешка · h2 белая пешка · a1 белая ладья · d1 белый ферзь · e1 белый король · f1 белый слон · h1 белая ладья | a8 чёрная ладья · c8 чёрный слон · d8 чёрный ферзь · e8 чёрный король · f8 чёрный слон · h8 чёрная ладья · a7 чёрная пешка · b7 чёрная пешка · d7 чёрный конь · f7 чёрная пешка · g7 чёрная пешка · h7 чёрная пешка · c6 чёрная пешка · f6 чёрный конь · d5 чёрная пешка · g5 белый слон · d4 белая пешка · c3 белый конь · e3 белая пешка · f3 белый конь · a2 белая пешка · b2 белая пешка · f2 белая пешка · g2 белая пешка · h2 белая пешка · a1 белая ладья · d1 белый ферзь · e1 белый король · f1 белый слон · h1 белая ладья | a8 чёрная ладья · c8 чёрный слон · d8 чёрный ферзь · e8 чёрный король · f8 чёрный слон · h8 чёрная ладья · a7 чёрная пешка · b7 чёрная пешка · d7 чёрный конь · f7 чёрная пешка · g7 чёрная пешка · h7 чёрная пешка · c6 чёрная пешка · f6 чёрный конь · d5 чёрная пешка · g5 белый слон · d4 белая пешка · c3 белый конь · e3 белая пешка · f3 белый конь · a2 белая пешка · b2 белая пешка · f2 белая пешка · g2 белая пешка · h2 белая пешка · a1 белая ладья · d1 белый ферзь · e1 белый король · f1 белый слон · h1 белая ладья | 6 |
| 5 | a8 чёрная ладья · c8 чёрный слон · d8 чёрный ферзь · e8 чёрный король · f8 чёрный слон · h8 чёрная ладья · a7 чёрная пешка · b7 чёрная пешка · d7 чёрный конь · f7 чёрная пешка · g7 чёрная пешка · h7 чёрная пешка · c6 чёрная пешка · f6 чёрный конь · d5 чёрная пешка · g5 белый слон · d4 белая пешка · c3 белый конь · e3 белая пешка · f3 белый конь · a2 белая пешка · b2 белая пешка · f2 белая пешка · g2 белая пешка · h2 белая пешка · a1 белая ладья · d1 белый ферзь · e1 белый король · f1 белый слон · h1 белая ладья | a8 чёрная ладья · c8 чёрный слон · d8 чёрный ферзь · e8 чёрный король · f8 чёрный слон · h8 чёрная ладья · a7 чёрная пешка · b7 чёрная пешка · d7 чёрный конь · f7 чёрная пешка · g7 чёрная пешка · h7 чёрная пешка · c6 чёрная пешка · f6 чёрный конь · d5 чёрная пешка · g5 белый слон · d4 белая пешка · c3 белый конь · e3 белая пешка · f3 белый конь · a2 белая пешка · b2 белая пешка · f2 белая пешка · g2 белая пешка · h2 белая пешка · a1 белая ладья · d1 белый ферзь · e1 белый король · f1 белый слон · h1 белая ладья | a8 чёрная ладья · c8 чёрный слон · d8 чёрный ферзь · e8 чёрный король · f8 чёрный слон · h8 чёрная ладья · a7 чёрная пешка · b7 чёрная пешка · d7 чёрный конь · f7 чёрная пешка · g7 чёрная пешка · h7 чёрная пешка · c6 чёрная пешка · f6 чёрный конь · d5 чёрная пешка · g5 белый слон · d4 белая пешка · c3 белый конь · e3 белая пешка · f3 белый конь · a2 белая пешка · b2 белая пешка · f2 белая пешка · g2 белая пешка · h2 белая пешка · a1 белая ладья · d1 белый ферзь · e1 белый король · f1 белый слон · h1 белая ладья | a8 чёрная ладья · c8 чёрный слон · d8 чёрный ферзь · e8 чёрный король · f8 чёрный слон · h8 чёрная ладья · a7 чёрная пешка · b7 чёрная пешка · d7 чёрный конь · f7 чёрная пешка · g7 чёрная пешка · h7 чёрная пешка · c6 чёрная пешка · f6 чёрный конь · d5 чёрная пешка · g5 белый слон · d4 белая пешка · c3 белый конь · e3 белая пешка · f3 белый конь · a2 белая пешка · b2 белая пешка · f2 белая пешка · g2 белая пешка · h2 белая пешка · a1 белая ладья · d1 белый ферзь · e1 белый король · f1 белый слон · h1 белая ладья | a8 чёрная ладья · c8 чёрный слон · d8 чёрный ферзь · e8 чёрный король · f8 чёрный слон · h8 чёрная ладья · a7 чёрная пешка · b7 чёрная пешка · d7 чёрный конь · f7 чёрная пешка · g7 чёрная пешка · h7 чёрная пешка · c6 чёрная пешка · f6 чёрный конь · d5 чёрная пешка · g5 белый слон · d4 белая пешка · c3 белый конь · e3 белая пешка · f3 белый конь · a2 белая пешка · b2 белая пешка · f2 белая пешка · g2 белая пешка · h2 белая пешка · a1 белая ладья · d1 белый ферзь · e1 белый король · f1 белый слон · h1 белая ладья | a8 чёрная ладья · c8 чёрный слон · d8 чёрный ферзь · e8 чёрный король · f8 чёрный слон · h8 чёрная ладья · a7 чёрная пешка · b7 чёрная пешка · d7 чёрный конь · f7 чёрная пешка · g7 чёрная пешка · h7 чёрная пешка · c6 чёрная пешка · f6 чёрный конь · d5 чёрная пешка · g5 белый слон · d4 белая пешка · c3 белый конь · e3 белая пешка · f3 белый конь · a2 белая пешка · b2 белая пешка · f2 белая пешка · g2 белая пешка · h2 белая пешка · a1 белая ладья · d1 белый ферзь · e1 белый король · f1 белый слон · h1 белая ладья | a8 чёрная ладья · c8 чёрный слон · d8 чёрный ферзь · e8 чёрный король · f8 чёрный слон · h8 чёрная ладья · a7 чёрная пешка · b7 чёрная пешка · d7 чёрный конь · f7 чёрная пешка · g7 чёрная пешка · h7 чёрная пешка · c6 чёрная пешка · f6 чёрный конь · d5 чёрная пешка · g5 белый слон · d4 белая пешка · c3 белый конь · e3 белая пешка · f3 белый конь · a2 белая пешка · b2 белая пешка · f2 белая пешка · g2 белая пешка · h2 белая пешка · a1 белая ладья · d1 белый ферзь · e1 белый король · f1 белый слон · h1 белая ладья | a8 чёрная ладья · c8 чёрный слон · d8 чёрный ферзь · e8 чёрный король · f8 чёрный слон · h8 чёрная ладья · a7 чёрная пешка · b7 чёрная пешка · d7 чёрный конь · f7 чёрная пешка · g7 чёрная пешка · h7 чёрная пешка · c6 чёрная пешка · f6 чёрный конь · d5 чёрная пешка · g5 белый слон · d4 белая пешка · c3 белый конь · e3 белая пешка · f3 белый конь · a2 белая пешка · b2 белая пешка · f2 белая пешка · g2 белая пешка · h2 белая пешка · a1 белая ладья · d1 белый ферзь · e1 белый король · f1 белый слон · h1 белая ладья | 5 |
| 4 | a8 чёрная ладья · c8 чёрный слон · d8 чёрный ферзь · e8 чёрный король · f8 чёрный слон · h8 чёрная ладья · a7 чёрная пешка · b7 чёрная пешка · d7 чёрный конь · f7 чёрная пешка · g7 чёрная пешка · h7 чёрная пешка · c6 чёрная пешка · f6 чёрный конь · d5 чёрная пешка · g5 белый слон · d4 белая пешка · c3 белый конь · e3 белая пешка · f3 белый конь · a2 белая пешка · b2 белая пешка · f2 белая пешка · g2 белая пешка · h2 белая пешка · a1 белая ладья · d1 белый ферзь · e1 белый король · f1 белый слон · h1 белая ладья | a8 чёрная ладья · c8 чёрный слон · d8 чёрный ферзь · e8 чёрный король · f8 чёрный слон · h8 чёрная ладья · a7 чёрная пешка · b7 чёрная пешка · d7 чёрный конь · f7 чёрная пешка · g7 чёрная пешка · h7 чёрная пешка · c6 чёрная пешка · f6 чёрный конь · d5 чёрная пешка · g5 белый слон · d4 белая пешка · c3 белый конь · e3 белая пешка · f3 белый конь · a2 белая пешка · b2 белая пешка · f2 белая пешка · g2 белая пешка · h2 белая пешка · a1 белая ладья · d1 белый ферзь · e1 белый король · f1 белый слон · h1 белая ладья | a8 чёрная ладья · c8 чёрный слон · d8 чёрный ферзь · e8 чёрный король · f8 чёрный слон · h8 чёрная ладья · a7 чёрная пешка · b7 чёрная пешка · d7 чёрный конь · f7 чёрная пешка · g7 чёрная пешка · h7 чёрная пешка · c6 чёрная пешка · f6 чёрный конь · d5 чёрная пешка · g5 белый слон · d4 белая пешка · c3 белый конь · e3 белая пешка · f3 белый конь · a2 белая пешка · b2 белая пешка · f2 белая пешка · g2 белая пешка · h2 белая пешка · a1 белая ладья · d1 белый ферзь · e1 белый король · f1 белый слон · h1 белая ладья | a8 чёрная ладья · c8 чёрный слон · d8 чёрный ферзь · e8 чёрный король · f8 чёрный слон · h8 чёрная ладья · a7 чёрная пешка · b7 чёрная пешка · d7 чёрный конь · f7 чёрная пешка · g7 чёрная пешка · h7 чёрная пешка · c6 чёрная пешка · f6 чёрный конь · d5 чёрная пешка · g5 белый слон · d4 белая пешка · c3 белый конь · e3 белая пешка · f3 белый конь · a2 белая пешка · b2 белая пешка · f2 белая пешка · g2 белая пешка · h2 белая пешка · a1 белая ладья · d1 белый ферзь · e1 белый король · f1 белый слон · h1 белая ладья | a8 чёрная ладья · c8 чёрный слон · d8 чёрный ферзь · e8 чёрный король · f8 чёрный слон · h8 чёрная ладья · a7 чёрная пешка · b7 чёрная пешка · d7 чёрный конь · f7 чёрная пешка · g7 чёрная пешка · h7 чёрная пешка · c6 чёрная пешка · f6 чёрный конь · d5 чёрная пешка · g5 белый слон · d4 белая пешка · c3 белый конь · e3 белая пешка · f3 белый конь · a2 белая пешка · b2 белая пешка · f2 белая пешка · g2 белая пешка · h2 белая пешка · a1 белая ладья · d1 белый ферзь · e1 белый король · f1 белый слон · h1 белая ладья | a8 чёрная ладья · c8 чёрный слон · d8 чёрный ферзь · e8 чёрный король · f8 чёрный слон · h8 чёрная ладья · a7 чёрная пешка · b7 чёрная пешка · d7 чёрный конь · f7 чёрная пешка · g7 чёрная пешка · h7 чёрная пешка · c6 чёрная пешка · f6 чёрный конь · d5 чёрная пешка · g5 белый слон · d4 белая пешка · c3 белый конь · e3 белая пешка · f3 белый конь · a2 белая пешка · b2 белая пешка · f2 белая пешка · g2 белая пешка · h2 белая пешка · a1 белая ладья · d1 белый ферзь · e1 белый король · f1 белый слон · h1 белая ладья | a8 чёрная ладья · c8 чёрный слон · d8 чёрный ферзь · e8 чёрный король · f8 чёрный слон · h8 чёрная ладья · a7 чёрная пешка · b7 чёрная пешка · d7 чёрный конь · f7 чёрная пешка · g7 чёрная пешка · h7 чёрная пешка · c6 чёрная пешка · f6 чёрный конь · d5 чёрная пешка · g5 белый слон · d4 белая пешка · c3 белый конь · e3 белая пешка · f3 белый конь · a2 белая пешка · b2 белая пешка · f2 белая пешка · g2 белая пешка · h2 белая пешка · a1 белая ладья · d1 белый ферзь · e1 белый король · f1 белый слон · h1 белая ладья | a8 чёрная ладья · c8 чёрный слон · d8 чёрный ферзь · e8 чёрный король · f8 чёрный слон · h8 чёрная ладья · a7 чёрная пешка · b7 чёрная пешка · d7 чёрный конь · f7 чёрная пешка · g7 чёрная пешка · h7 чёрная пешка · c6 чёрная пешка · f6 чёрный конь · d5 чёрная пешка · g5 белый слон · d4 белая пешка · c3 белый конь · e3 белая пешка · f3 белый конь · a2 белая пешка · b2 белая пешка · f2 белая пешка · g2 белая пешка · h2 белая пешка · a1 белая ладья · d1 белый ферзь · e1 белый король · f1 белый слон · h1 белая ладья | 4 |
| 3 | a8 чёрная ладья · c8 чёрный слон · d8 чёрный ферзь · e8 чёрный король · f8 чёрный слон · h8 чёрная ладья · a7 чёрная пешка · b7 чёрная пешка · d7 чёрный конь · f7 чёрная пешка · g7 чёрная пешка · h7 чёрная пешка · c6 чёрная пешка · f6 чёрный конь · d5 чёрная пешка · g5 белый слон · d4 белая пешка · c3 белый конь · e3 белая пешка · f3 белый конь · a2 белая пешка · b2 белая пешка · f2 белая пешка · g2 белая пешка · h2 белая пешка · a1 белая ладья · d1 белый ферзь · e1 белый король · f1 белый слон · h1 белая ладья | a8 чёрная ладья · c8 чёрный слон · d8 чёрный ферзь · e8 чёрный король · f8 чёрный слон · h8 чёрная ладья · a7 чёрная пешка · b7 чёрная пешка · d7 чёрный конь · f7 чёрная пешка · g7 чёрная пешка · h7 чёрная пешка · c6 чёрная пешка · f6 чёрный конь · d5 чёрная пешка · g5 белый слон · d4 белая пешка · c3 белый конь · e3 белая пешка · f3 белый конь · a2 белая пешка · b2 белая пешка · f2 белая пешка · g2 белая пешка · h2 белая пешка · a1 белая ладья · d1 белый ферзь · e1 белый король · f1 белый слон · h1 белая ладья | a8 чёрная ладья · c8 чёрный слон · d8 чёрный ферзь · e8 чёрный король · f8 чёрный слон · h8 чёрная ладья · a7 чёрная пешка · b7 чёрная пешка · d7 чёрный конь · f7 чёрная пешка · g7 чёрная пешка · h7 чёрная пешка · c6 чёрная пешка · f6 чёрный конь · d5 чёрная пешка · g5 белый слон · d4 белая пешка · c3 белый конь · e3 белая пешка · f3 белый конь · a2 белая пешка · b2 белая пешка · f2 белая пешка · g2 белая пешка · h2 белая пешка · a1 белая ладья · d1 белый ферзь · e1 белый король · f1 белый слон · h1 белая ладья | a8 чёрная ладья · c8 чёрный слон · d8 чёрный ферзь · e8 чёрный король · f8 чёрный слон · h8 чёрная ладья · a7 чёрная пешка · b7 чёрная пешка · d7 чёрный конь · f7 чёрная пешка · g7 чёрная пешка · h7 чёрная пешка · c6 чёрная пешка · f6 чёрный конь · d5 чёрная пешка · g5 белый слон · d4 белая пешка · c3 белый конь · e3 белая пешка · f3 белый конь · a2 белая пешка · b2 белая пешка · f2 белая пешка · g2 белая пешка · h2 белая пешка · a1 белая ладья · d1 белый ферзь · e1 белый король · f1 белый слон · h1 белая ладья | a8 чёрная ладья · c8 чёрный слон · d8 чёрный ферзь · e8 чёрный король · f8 чёрный слон · h8 чёрная ладья · a7 чёрная пешка · b7 чёрная пешка · d7 чёрный конь · f7 чёрная пешка · g7 чёрная пешка · h7 чёрная пешка · c6 чёрная пешка · f6 чёрный конь · d5 чёрная пешка · g5 белый слон · d4 белая пешка · c3 белый конь · e3 белая пешка · f3 белый конь · a2 белая пешка · b2 белая пешка · f2 белая пешка · g2 белая пешка · h2 белая пешка · a1 белая ладья · d1 белый ферзь · e1 белый король · f1 белый слон · h1 белая ладья | a8 чёрная ладья · c8 чёрный слон · d8 чёрный ферзь · e8 чёрный король · f8 чёрный слон · h8 чёрная ладья · a7 чёрная пешка · b7 чёрная пешка · d7 чёрный конь · f7 чёрная пешка · g7 чёрная пешка · h7 чёрная пешка · c6 чёрная пешка · f6 чёрный конь · d5 чёрная пешка · g5 белый слон · d4 белая пешка · c3 белый конь · e3 белая пешка · f3 белый конь · a2 белая пешка · b2 белая пешка · f2 белая пешка · g2 белая пешка · h2 белая пешка · a1 белая ладья · d1 белый ферзь · e1 белый король · f1 белый слон · h1 белая ладья | a8 чёрная ладья · c8 чёрный слон · d8 чёрный ферзь · e8 чёрный король · f8 чёрный слон · h8 чёрная ладья · a7 чёрная пешка · b7 чёрная пешка · d7 чёрный конь · f7 чёрная пешка · g7 чёрная пешка · h7 чёрная пешка · c6 чёрная пешка · f6 чёрный конь · d5 чёрная пешка · g5 белый слон · d4 белая пешка · c3 белый конь · e3 белая пешка · f3 белый конь · a2 белая пешка · b2 белая пешка · f2 белая пешка · g2 белая пешка · h2 белая пешка · a1 белая ладья · d1 белый ферзь · e1 белый король · f1 белый слон · h1 белая ладья | a8 чёрная ладья · c8 чёрный слон · d8 чёрный ферзь · e8 чёрный король · f8 чёрный слон · h8 чёрная ладья · a7 чёрная пешка · b7 чёрная пешка · d7 чёрный конь · f7 чёрная пешка · g7 чёрная пешка · h7 чёрная пешка · c6 чёрная пешка · f6 чёрный конь · d5 чёрная пешка · g5 белый слон · d4 белая пешка · c3 белый конь · e3 белая пешка · f3 белый конь · a2 белая пешка · b2 белая пешка · f2 белая пешка · g2 белая пешка · h2 белая пешка · a1 белая ладья · d1 белый ферзь · e1 белый король · f1 белый слон · h1 белая ладья | 3 |
| 2 | a8 чёрная ладья · c8 чёрный слон · d8 чёрный ферзь · e8 чёрный король · f8 чёрный слон · h8 чёрная ладья · a7 чёрная пешка · b7 чёрная пешка · d7 чёрный конь · f7 чёрная пешка · g7 чёрная пешка · h7 чёрная пешка · c6 чёрная пешка · f6 чёрный конь · d5 чёрная пешка · g5 белый слон · d4 белая пешка · c3 белый конь · e3 белая пешка · f3 белый конь · a2 белая пешка · b2 белая пешка · f2 белая пешка · g2 белая пешка · h2 белая пешка · a1 белая ладья · d1 белый ферзь · e1 белый король · f1 белый слон · h1 белая ладья | a8 чёрная ладья · c8 чёрный слон · d8 чёрный ферзь · e8 чёрный король · f8 чёрный слон · h8 чёрная ладья · a7 чёрная пешка · b7 чёрная пешка · d7 чёрный конь · f7 чёрная пешка · g7 чёрная пешка · h7 чёрная пешка · c6 чёрная пешка · f6 чёрный конь · d5 чёрная пешка · g5 белый слон · d4 белая пешка · c3 белый конь · e3 белая пешка · f3 белый конь · a2 белая пешка · b2 белая пешка · f2 белая пешка · g2 белая пешка · h2 белая пешка · a1 белая ладья · d1 белый ферзь · e1 белый король · f1 белый слон · h1 белая ладья | a8 чёрная ладья · c8 чёрный слон · d8 чёрный ферзь · e8 чёрный король · f8 чёрный слон · h8 чёрная ладья · a7 чёрная пешка · b7 чёрная пешка · d7 чёрный конь · f7 чёрная пешка · g7 чёрная пешка · h7 чёрная пешка · c6 чёрная пешка · f6 чёрный конь · d5 чёрная пешка · g5 белый слон · d4 белая пешка · c3 белый конь · e3 белая пешка · f3 белый конь · a2 белая пешка · b2 белая пешка · f2 белая пешка · g2 белая пешка · h2 белая пешка · a1 белая ладья · d1 белый ферзь · e1 белый король · f1 белый слон · h1 белая ладья | a8 чёрная ладья · c8 чёрный слон · d8 чёрный ферзь · e8 чёрный король · f8 чёрный слон · h8 чёрная ладья · a7 чёрная пешка · b7 чёрная пешка · d7 чёрный конь · f7 чёрная пешка · g7 чёрная пешка · h7 чёрная пешка · c6 чёрная пешка · f6 чёрный конь · d5 чёрная пешка · g5 белый слон · d4 белая пешка · c3 белый конь · e3 белая пешка · f3 белый конь · a2 белая пешка · b2 белая пешка · f2 белая пешка · g2 белая пешка · h2 белая пешка · a1 белая ладья · d1 белый ферзь · e1 белый король · f1 белый слон · h1 белая ладья | a8 чёрная ладья · c8 чёрный слон · d8 чёрный ферзь · e8 чёрный король · f8 чёрный слон · h8 чёрная ладья · a7 чёрная пешка · b7 чёрная пешка · d7 чёрный конь · f7 чёрная пешка · g7 чёрная пешка · h7 чёрная пешка · c6 чёрная пешка · f6 чёрный конь · d5 чёрная пешка · g5 белый слон · d4 белая пешка · c3 белый конь · e3 белая пешка · f3 белый конь · a2 белая пешка · b2 белая пешка · f2 белая пешка · g2 белая пешка · h2 белая пешка · a1 белая ладья · d1 белый ферзь · e1 белый король · f1 белый слон · h1 белая ладья | a8 чёрная ладья · c8 чёрный слон · d8 чёрный ферзь · e8 чёрный король · f8 чёрный слон · h8 чёрная ладья · a7 чёрная пешка · b7 чёрная пешка · d7 чёрный конь · f7 чёрная пешка · g7 чёрная пешка · h7 чёрная пешка · c6 чёрная пешка · f6 чёрный конь · d5 чёрная пешка · g5 белый слон · d4 белая пешка · c3 белый конь · e3 белая пешка · f3 белый конь · a2 белая пешка · b2 белая пешка · f2 белая пешка · g2 белая пешка · h2 белая пешка · a1 белая ладья · d1 белый ферзь · e1 белый король · f1 белый слон · h1 белая ладья | a8 чёрная ладья · c8 чёрный слон · d8 чёрный ферзь · e8 чёрный король · f8 чёрный слон · h8 чёрная ладья · a7 чёрная пешка · b7 чёрная пешка · d7 чёрный конь · f7 чёрная пешка · g7 чёрная пешка · h7 чёрная пешка · c6 чёрная пешка · f6 чёрный конь · d5 чёрная пешка · g5 белый слон · d4 белая пешка · c3 белый конь · e3 белая пешка · f3 белый конь · a2 белая пешка · b2 белая пешка · f2 белая пешка · g2 белая пешка · h2 белая пешка · a1 белая ладья · d1 белый ферзь · e1 белый король · f1 белый слон · h1 белая ладья | a8 чёрная ладья · c8 чёрный слон · d8 чёрный ферзь · e8 чёрный король · f8 чёрный слон · h8 чёрная ладья · a7 чёрная пешка · b7 чёрная пешка · d7 чёрный конь · f7 чёрная пешка · g7 чёрная пешка · h7 чёрная пешка · c6 чёрная пешка · f6 чёрный конь · d5 чёрная пешка · g5 белый слон · d4 белая пешка · c3 белый конь · e3 белая пешка · f3 белый конь · a2 белая пешка · b2 белая пешка · f2 белая пешка · g2 белая пешка · h2 белая пешка · a1 белая ладья · d1 белый ферзь · e1 белый король · f1 белый слон · h1 белая ладья | 2 |
| 1 | a8 чёрная ладья · c8 чёрный слон · d8 чёрный ферзь · e8 чёрный король · f8 чёрный слон · h8 чёрная ладья · a7 чёрная пешка · b7 чёрная пешка · d7 чёрный конь · f7 чёрная пешка · g7 чёрная пешка · h7 чёрная пешка · c6 чёрная пешка · f6 чёрный конь · d5 чёрная пешка · g5 белый слон · d4 белая пешка · c3 белый конь · e3 белая пешка · f3 белый конь · a2 белая пешка · b2 белая пешка · f2 белая пешка · g2 белая пешка · h2 белая пешка · a1 белая ладья · d1 белый ферзь · e1 белый король · f1 белый слон · h1 белая ладья | a8 чёрная ладья · c8 чёрный слон · d8 чёрный ферзь · e8 чёрный король · f8 чёрный слон · h8 чёрная ладья · a7 чёрная пешка · b7 чёрная пешка · d7 чёрный конь · f7 чёрная пешка · g7 чёрная пешка · h7 чёрная пешка · c6 чёрная пешка · f6 чёрный конь · d5 чёрная пешка · g5 белый слон · d4 белая пешка · c3 белый конь · e3 белая пешка · f3 белый конь · a2 белая пешка · b2 белая пешка · f2 белая пешка · g2 белая пешка · h2 белая пешка · a1 белая ладья · d1 белый ферзь · e1 белый король · f1 белый слон · h1 белая ладья | a8 чёрная ладья · c8 чёрный слон · d8 чёрный ферзь · e8 чёрный король · f8 чёрный слон · h8 чёрная ладья · a7 чёрная пешка · b7 чёрная пешка · d7 чёрный конь · f7 чёрная пешка · g7 чёрная пешка · h7 чёрная пешка · c6 чёрная пешка · f6 чёрный конь · d5 чёрная пешка · g5 белый слон · d4 белая пешка · c3 белый конь · e3 белая пешка · f3 белый конь · a2 белая пешка · b2 белая пешка · f2 белая пешка · g2 белая пешка · h2 белая пешка · a1 белая ладья · d1 белый ферзь · e1 белый король · f1 белый слон · h1 белая ладья | a8 чёрная ладья · c8 чёрный слон · d8 чёрный ферзь · e8 чёрный король · f8 чёрный слон · h8 чёрная ладья · a7 чёрная пешка · b7 чёрная пешка · d7 чёрный конь · f7 чёрная пешка · g7 чёрная пешка · h7 чёрная пешка · c6 чёрная пешка · f6 чёрный конь · d5 чёрная пешка · g5 белый слон · d4 белая пешка · c3 белый конь · e3 белая пешка · f3 белый конь · a2 белая пешка · b2 белая пешка · f2 белая пешка · g2 белая пешка · h2 белая пешка · a1 белая ладья · d1 белый ферзь · e1 белый король · f1 белый слон · h1 белая ладья | a8 чёрная ладья · c8 чёрный слон · d8 чёрный ферзь · e8 чёрный король · f8 чёрный слон · h8 чёрная ладья · a7 чёрная пешка · b7 чёрная пешка · d7 чёрный конь · f7 чёрная пешка · g7 чёрная пешка · h7 чёрная пешка · c6 чёрная пешка · f6 чёрный конь · d5 чёрная пешка · g5 белый слон · d4 белая пешка · c3 белый конь · e3 белая пешка · f3 белый конь · a2 белая пешка · b2 белая пешка · f2 белая пешка · g2 белая пешка · h2 белая пешка · a1 белая ладья · d1 белый ферзь · e1 белый король · f1 белый слон · h1 белая ладья | a8 чёрная ладья · c8 чёрный слон · d8 чёрный ферзь · e8 чёрный король · f8 чёрный слон · h8 чёрная ладья · a7 чёрная пешка · b7 чёрная пешка · d7 чёрный конь · f7 чёрная пешка · g7 чёрная пешка · h7 чёрная пешка · c6 чёрная пешка · f6 чёрный конь · d5 чёрная пешка · g5 белый слон · d4 белая пешка · c3 белый конь · e3 белая пешка · f3 белый конь · a2 белая пешка · b2 белая пешка · f2 белая пешка · g2 белая пешка · h2 белая пешка · a1 белая ладья · d1 белый ферзь · e1 белый король · f1 белый слон · h1 белая ладья | a8 чёрная ладья · c8 чёрный слон · d8 чёрный ферзь · e8 чёрный король · f8 чёрный слон · h8 чёрная ладья · a7 чёрная пешка · b7 чёрная пешка · d7 чёрный конь · f7 чёрная пешка · g7 чёрная пешка · h7 чёрная пешка · c6 чёрная пешка · f6 чёрный конь · d5 чёрная пешка · g5 белый слон · d4 белая пешка · c3 белый конь · e3 белая пешка · f3 белый конь · a2 белая пешка · b2 белая пешка · f2 белая пешка · g2 белая пешка · h2 белая пешка · a1 белая ладья · d1 белый ферзь · e1 белый король · f1 белый слон · h1 белая ладья | a8 чёрная ладья · c8 чёрный слон · d8 чёрный ферзь · e8 чёрный король · f8 чёрный слон · h8 чёрная ладья · a7 чёрная пешка · b7 чёрная пешка · d7 чёрный конь · f7 чёрная пешка · g7 чёрная пешка · h7 чёрная пешка · c6 чёрная пешка · f6 чёрный конь · d5 чёрная пешка · g5 белый слон · d4 белая пешка · c3 белый конь · e3 белая пешка · f3 белый конь · a2 белая пешка · b2 белая пешка · f2 белая пешка · g2 белая пешка · h2 белая пешка · a1 белая ладья · d1 белый ферзь · e1 белый король · f1 белый слон · h1 белая ладья | 1 |
|   | a | b | c | d | e | f | g | h |   |

Своё название подобная структура получила от карлсбадского варианта отказанного ферзевого гамбита, в котором она возникает. Сам же вариант так был назван после международного турнира 1923 г. в Карлсбаде, где он пользовался популярностью. В 1963 году в Ленинграде играли ферзевый гамбит гроссмейстеры Полугаевский и чемпион 1961 года Спасский.

## Возникновение пешечной структуры
Карлсбадский вариант: 1. d4 d5 2. c4 e6 3. Кc3 Кf6 4. Кf3 Кbd7 5. Сg5 c6 6. cd ed 7. e3.
Помимо него, структура возникает во множестве других дебютов после размена белой пешки с на черную пешку e (или, наоборот, с переменой цвета) в центре:
Защита Нимцовича: 1. d4 Кf6 2. c4 e6 3. Кc3 Сb4 4. Фc2 d5 5. cd ed;
Славянская защита: 1. d4 d5 2. c4 c6 3. Кc3 Кf6 4. Кf3 e6 5. cd ed;
Защита Грюнфельда: 1. d4 Кf6 2. c4 g6 3. Кc3 d5 4. Кf3 Сg7 5. Сg5 Кe4 6. cd К:g5 7. К:g5 e6 8. Кf3 ed;
Защита Каро — Канн (с переменой цвета) : 1. e4 c6 2. d4 d5 3. ed cd (с последующим c2-с3 и e7-e6)
и др.

## Планы игры
Структура предполагает множество типовых планов за обе стороны. Если считать, что карлсбадская структура возникает без перемены цвета (у белых пешка на e3, у черных — на c6), то основные типовые планы таковы:

### За белых
- Атака пешечного меньшинства
- Прорыв в центре е3-e4
- Создание форпоста для коня на e5 (путём f2-f4)
- Фигурное давление на ферзевом фланге (установка коня на c5)
- Атака на королевском фланге

|   | a | b | c | d | e | f | g | h |   |
| - | --- | --- | --- | --- | --- | --- | --- | --- | - |
| 8 | a8 чёрная ладья · c8 чёрный слон · d8 чёрный ферзь · e8 чёрная ладья · g8 чёрный король · a7 чёрная пешка · b7 чёрная пешка · f7 чёрная пешка · g7 чёрная пешка · h7 чёрная пешка · c6 чёрная пешка · d6 чёрный слон · f6 чёрный конь · g6 чёрный конь · d5 чёрная пешка · g5 белый слон · d4 белая пешка · c3 белый конь · d3 белый слон · e3 белая пешка · a2 белая пешка · b2 белая пешка · c2 белый ферзь · e2 белый конь · f2 белая пешка · g2 белая пешка · h2 белая пешка · b1 белая ладья · f1 белая ладья · h1 белый король | a8 чёрная ладья · c8 чёрный слон · d8 чёрный ферзь · e8 чёрная ладья · g8 чёрный король · a7 чёрная пешка · b7 чёрная пешка · f7 чёрная пешка · g7 чёрная пешка · h7 чёрная пешка · c6 чёрная пешка · d6 чёрный слон · f6 чёрный конь · g6 чёрный конь · d5 чёрная пешка · g5 белый слон · d4 белая пешка · c3 белый конь · d3 белый слон · e3 белая пешка · a2 белая пешка · b2 белая пешка · c2 белый ферзь · e2 белый конь · f2 белая пешка · g2 белая пешка · h2 белая пешка · b1 белая ладья · f1 белая ладья · h1 белый король | a8 чёрная ладья · c8 чёрный слон · d8 чёрный ферзь · e8 чёрная ладья · g8 чёрный король · a7 чёрная пешка · b7 чёрная пешка · f7 чёрная пешка · g7 чёрная пешка · h7 чёрная пешка · c6 чёрная пешка · d6 чёрный слон · f6 чёрный конь · g6 чёрный конь · d5 чёрная пешка · g5 белый слон · d4 белая пешка · c3 белый конь · d3 белый слон · e3 белая пешка · a2 белая пешка · b2 белая пешка · c2 белый ферзь · e2 белый конь · f2 белая пешка · g2 белая пешка · h2 белая пешка · b1 белая ладья · f1 белая ладья · h1 белый король | a8 чёрная ладья · c8 чёрный слон · d8 чёрный ферзь · e8 чёрная ладья · g8 чёрный король · a7 чёрная пешка · b7 чёрная пешка · f7 чёрная пешка · g7 чёрная пешка · h7 чёрная пешка · c6 чёрная пешка · d6 чёрный слон · f6 чёрный конь · g6 чёрный конь · d5 чёрная пешка · g5 белый слон · d4 белая пешка · c3 белый конь · d3 белый слон · e3 белая пешка · a2 белая пешка · b2 белая пешка · c2 белый ферзь · e2 белый конь · f2 белая пешка · g2 белая пешка · h2 белая пешка · b1 белая ладья · f1 белая ладья · h1 белый король | a8 чёрная ладья · c8 чёрный слон · d8 чёрный ферзь · e8 чёрная ладья · g8 чёрный король · a7 чёрная пешка · b7 чёрная пешка · f7 чёрная пешка · g7 чёрная пешка · h7 чёрная пешка · c6 чёрная пешка · d6 чёрный слон · f6 чёрный конь · g6 чёрный конь · d5 чёрная пешка · g5 белый слон · d4 белая пешка · c3 белый конь · d3 белый слон · e3 белая пешка · a2 белая пешка · b2 белая пешка · c2 белый ферзь · e2 белый конь · f2 белая пешка · g2 белая пешка · h2 белая пешка · b1 белая ладья · f1 белая ладья · h1 белый король | a8 чёрная ладья · c8 чёрный слон · d8 чёрный ферзь · e8 чёрная ладья · g8 чёрный король · a7 чёрная пешка · b7 чёрная пешка · f7 чёрная пешка · g7 чёрная пешка · h7 чёрная пешка · c6 чёрная пешка · d6 чёрный слон · f6 чёрный конь · g6 чёрный конь · d5 чёрная пешка · g5 белый слон · d4 белая пешка · c3 белый конь · d3 белый слон · e3 белая пешка · a2 белая пешка · b2 белая пешка · c2 белый ферзь · e2 белый конь · f2 белая пешка · g2 белая пешка · h2 белая пешка · b1 белая ладья · f1 белая ладья · h1 белый король | a8 чёрная ладья · c8 чёрный слон · d8 чёрный ферзь · e8 чёрная ладья · g8 чёрный король · a7 чёрная пешка · b7 чёрная пешка · f7 чёрная пешка · g7 чёрная пешка · h7 чёрная пешка · c6 чёрная пешка · d6 чёрный слон · f6 чёрный конь · g6 чёрный конь · d5 чёрная пешка · g5 белый слон · d4 белая пешка · c3 белый конь · d3 белый слон · e3 белая пешка · a2 белая пешка · b2 белая пешка · c2 белый ферзь · e2 белый конь · f2 белая пешка · g2 белая пешка · h2 белая пешка · b1 белая ладья · f1 белая ладья · h1 белый король | a8 чёрная ладья · c8 чёрный слон · d8 чёрный ферзь · e8 чёрная ладья · g8 чёрный король · a7 чёрная пешка · b7 чёрная пешка · f7 чёрная пешка · g7 чёрная пешка · h7 чёрная пешка · c6 чёрная пешка · d6 чёрный слон · f6 чёрный конь · g6 чёрный конь · d5 чёрная пешка · g5 белый слон · d4 белая пешка · c3 белый конь · d3 белый слон · e3 белая пешка · a2 белая пешка · b2 белая пешка · c2 белый ферзь · e2 белый конь · f2 белая пешка · g2 белая пешка · h2 белая пешка · b1 белая ладья · f1 белая ладья · h1 белый король | 8 |
| 7 | a8 чёрная ладья · c8 чёрный слон · d8 чёрный ферзь · e8 чёрная ладья · g8 чёрный король · a7 чёрная пешка · b7 чёрная пешка · f7 чёрная пешка · g7 чёрная пешка · h7 чёрная пешка · c6 чёрная пешка · d6 чёрный слон · f6 чёрный конь · g6 чёрный конь · d5 чёрная пешка · g5 белый слон · d4 белая пешка · c3 белый конь · d3 белый слон · e3 белая пешка · a2 белая пешка · b2 белая пешка · c2 белый ферзь · e2 белый конь · f2 белая пешка · g2 белая пешка · h2 белая пешка · b1 белая ладья · f1 белая ладья · h1 белый король | a8 чёрная ладья · c8 чёрный слон · d8 чёрный ферзь · e8 чёрная ладья · g8 чёрный король · a7 чёрная пешка · b7 чёрная пешка · f7 чёрная пешка · g7 чёрная пешка · h7 чёрная пешка · c6 чёрная пешка · d6 чёрный слон · f6 чёрный конь · g6 чёрный конь · d5 чёрная пешка · g5 белый слон · d4 белая пешка · c3 белый конь · d3 белый слон · e3 белая пешка · a2 белая пешка · b2 белая пешка · c2 белый ферзь · e2 белый конь · f2 белая пешка · g2 белая пешка · h2 белая пешка · b1 белая ладья · f1 белая ладья · h1 белый король | a8 чёрная ладья · c8 чёрный слон · d8 чёрный ферзь · e8 чёрная ладья · g8 чёрный король · a7 чёрная пешка · b7 чёрная пешка · f7 чёрная пешка · g7 чёрная пешка · h7 чёрная пешка · c6 чёрная пешка · d6 чёрный слон · f6 чёрный конь · g6 чёрный конь · d5 чёрная пешка · g5 белый слон · d4 белая пешка · c3 белый конь · d3 белый слон · e3 белая пешка · a2 белая пешка · b2 белая пешка · c2 белый ферзь · e2 белый конь · f2 белая пешка · g2 белая пешка · h2 белая пешка · b1 белая ладья · f1 белая ладья · h1 белый король | a8 чёрная ладья · c8 чёрный слон · d8 чёрный ферзь · e8 чёрная ладья · g8 чёрный король · a7 чёрная пешка · b7 чёрная пешка · f7 чёрная пешка · g7 чёрная пешка · h7 чёрная пешка · c6 чёрная пешка · d6 чёрный слон · f6 чёрный конь · g6 чёрный конь · d5 чёрная пешка · g5 белый слон · d4 белая пешка · c3 белый конь · d3 белый слон · e3 белая пешка · a2 белая пешка · b2 белая пешка · c2 белый ферзь · e2 белый конь · f2 белая пешка · g2 белая пешка · h2 белая пешка · b1 белая ладья · f1 белая ладья · h1 белый король | a8 чёрная ладья · c8 чёрный слон · d8 чёрный ферзь · e8 чёрная ладья · g8 чёрный король · a7 чёрная пешка · b7 чёрная пешка · f7 чёрная пешка · g7 чёрная пешка · h7 чёрная пешка · c6 чёрная пешка · d6 чёрный слон · f6 чёрный конь · g6 чёрный конь · d5 чёрная пешка · g5 белый слон · d4 белая пешка · c3 белый конь · d3 белый слон · e3 белая пешка · a2 белая пешка · b2 белая пешка · c2 белый ферзь · e2 белый конь · f2 белая пешка · g2 белая пешка · h2 белая пешка · b1 белая ладья · f1 белая ладья · h1 белый король | a8 чёрная ладья · c8 чёрный слон · d8 чёрный ферзь · e8 чёрная ладья · g8 чёрный король · a7 чёрная пешка · b7 чёрная пешка · f7 чёрная пешка · g7 чёрная пешка · h7 чёрная пешка · c6 чёрная пешка · d6 чёрный слон · f6 чёрный конь · g6 чёрный конь · d5 чёрная пешка · g5 белый слон · d4 белая пешка · c3 белый конь · d3 белый слон · e3 белая пешка · a2 белая пешка · b2 белая пешка · c2 белый ферзь · e2 белый конь · f2 белая пешка · g2 белая пешка · h2 белая пешка · b1 белая ладья · f1 белая ладья · h1 белый король | a8 чёрная ладья · c8 чёрный слон · d8 чёрный ферзь · e8 чёрная ладья · g8 чёрный король · a7 чёрная пешка · b7 чёрная пешка · f7 чёрная пешка · g7 чёрная пешка · h7 чёрная пешка · c6 чёрная пешка · d6 чёрный слон · f6 чёрный конь · g6 чёрный конь · d5 чёрная пешка · g5 белый слон · d4 белая пешка · c3 белый конь · d3 белый слон · e3 белая пешка · a2 белая пешка · b2 белая пешка · c2 белый ферзь · e2 белый конь · f2 белая пешка · g2 белая пешка · h2 белая пешка · b1 белая ладья · f1 белая ладья · h1 белый король | a8 чёрная ладья · c8 чёрный слон · d8 чёрный ферзь · e8 чёрная ладья · g8 чёрный король · a7 чёрная пешка · b7 чёрная пешка · f7 чёрная пешка · g7 чёрная пешка · h7 чёрная пешка · c6 чёрная пешка · d6 чёрный слон · f6 чёрный конь · g6 чёрный конь · d5 чёрная пешка · g5 белый слон · d4 белая пешка · c3 белый конь · d3 белый слон · e3 белая пешка · a2 белая пешка · b2 белая пешка · c2 белый ферзь · e2 белый конь · f2 белая пешка · g2 белая пешка · h2 белая пешка · b1 белая ладья · f1 белая ладья · h1 белый король | 7 |
| 6 | a8 чёрная ладья · c8 чёрный слон · d8 чёрный ферзь · e8 чёрная ладья · g8 чёрный король · a7 чёрная пешка · b7 чёрная пешка · f7 чёрная пешка · g7 чёрная пешка · h7 чёрная пешка · c6 чёрная пешка · d6 чёрный слон · f6 чёрный конь · g6 чёрный конь · d5 чёрная пешка · g5 белый слон · d4 белая пешка · c3 белый конь · d3 белый слон · e3 белая пешка · a2 белая пешка · b2 белая пешка · c2 белый ферзь · e2 белый конь · f2 белая пешка · g2 белая пешка · h2 белая пешка · b1 белая ладья · f1 белая ладья · h1 белый король | a8 чёрная ладья · c8 чёрный слон · d8 чёрный ферзь · e8 чёрная ладья · g8 чёрный король · a7 чёрная пешка · b7 чёрная пешка · f7 чёрная пешка · g7 чёрная пешка · h7 чёрная пешка · c6 чёрная пешка · d6 чёрный слон · f6 чёрный конь · g6 чёрный конь · d5 чёрная пешка · g5 белый слон · d4 белая пешка · c3 белый конь · d3 белый слон · e3 белая пешка · a2 белая пешка · b2 белая пешка · c2 белый ферзь · e2 белый конь · f2 белая пешка · g2 белая пешка · h2 белая пешка · b1 белая ладья · f1 белая ладья · h1 белый король | a8 чёрная ладья · c8 чёрный слон · d8 чёрный ферзь · e8 чёрная ладья · g8 чёрный король · a7 чёрная пешка · b7 чёрная пешка · f7 чёрная пешка · g7 чёрная пешка · h7 чёрная пешка · c6 чёрная пешка · d6 чёрный слон · f6 чёрный конь · g6 чёрный конь · d5 чёрная пешка · g5 белый слон · d4 белая пешка · c3 белый конь · d3 белый слон · e3 белая пешка · a2 белая пешка · b2 белая пешка · c2 белый ферзь · e2 белый конь · f2 белая пешка · g2 белая пешка · h2 белая пешка · b1 белая ладья · f1 белая ладья · h1 белый король | a8 чёрная ладья · c8 чёрный слон · d8 чёрный ферзь · e8 чёрная ладья · g8 чёрный король · a7 чёрная пешка · b7 чёрная пешка · f7 чёрная пешка · g7 чёрная пешка · h7 чёрная пешка · c6 чёрная пешка · d6 чёрный слон · f6 чёрный конь · g6 чёрный конь · d5 чёрная пешка · g5 белый слон · d4 белая пешка · c3 белый конь · d3 белый слон · e3 белая пешка · a2 белая пешка · b2 белая пешка · c2 белый ферзь · e2 белый конь · f2 белая пешка · g2 белая пешка · h2 белая пешка · b1 белая ладья · f1 белая ладья · h1 белый король | a8 чёрная ладья · c8 чёрный слон · d8 чёрный ферзь · e8 чёрная ладья · g8 чёрный король · a7 чёрная пешка · b7 чёрная пешка · f7 чёрная пешка · g7 чёрная пешка · h7 чёрная пешка · c6 чёрная пешка · d6 чёрный слон · f6 чёрный конь · g6 чёрный конь · d5 чёрная пешка · g5 белый слон · d4 белая пешка · c3 белый конь · d3 белый слон · e3 белая пешка · a2 белая пешка · b2 белая пешка · c2 белый ферзь · e2 белый конь · f2 белая пешка · g2 белая пешка · h2 белая пешка · b1 белая ладья · f1 белая ладья · h1 белый король | a8 чёрная ладья · c8 чёрный слон · d8 чёрный ферзь · e8 чёрная ладья · g8 чёрный король · a7 чёрная пешка · b7 чёрная пешка · f7 чёрная пешка · g7 чёрная пешка · h7 чёрная пешка · c6 чёрная пешка · d6 чёрный слон · f6 чёрный конь · g6 чёрный конь · d5 чёрная пешка · g5 белый слон · d4 белая пешка · c3 белый конь · d3 белый слон · e3 белая пешка · a2 белая пешка · b2 белая пешка · c2 белый ферзь · e2 белый конь · f2 белая пешка · g2 белая пешка · h2 белая пешка · b1 белая ладья · f1 белая ладья · h1 белый король | a8 чёрная ладья · c8 чёрный слон · d8 чёрный ферзь · e8 чёрная ладья · g8 чёрный король · a7 чёрная пешка · b7 чёрная пешка · f7 чёрная пешка · g7 чёрная пешка · h7 чёрная пешка · c6 чёрная пешка · d6 чёрный слон · f6 чёрный конь · g6 чёрный конь · d5 чёрная пешка · g5 белый слон · d4 белая пешка · c3 белый конь · d3 белый слон · e3 белая пешка · a2 белая пешка · b2 белая пешка · c2 белый ферзь · e2 белый конь · f2 белая пешка · g2 белая пешка · h2 белая пешка · b1 белая ладья · f1 белая ладья · h1 белый король | a8 чёрная ладья · c8 чёрный слон · d8 чёрный ферзь · e8 чёрная ладья · g8 чёрный король · a7 чёрная пешка · b7 чёрная пешка · f7 чёрная пешка · g7 чёрная пешка · h7 чёрная пешка · c6 чёрная пешка · d6 чёрный слон · f6 чёрный конь · g6 чёрный конь · d5 чёрная пешка · g5 белый слон · d4 белая пешка · c3 белый конь · d3 белый слон · e3 белая пешка · a2 белая пешка · b2 белая пешка · c2 белый ферзь · e2 белый конь · f2 белая пешка · g2 белая пешка · h2 белая пешка · b1 белая ладья · f1 белая ладья · h1 белый король | 6 |
| 5 | a8 чёрная ладья · c8 чёрный слон · d8 чёрный ферзь · e8 чёрная ладья · g8 чёрный король · a7 чёрная пешка · b7 чёрная пешка · f7 чёрная пешка · g7 чёрная пешка · h7 чёрная пешка · c6 чёрная пешка · d6 чёрный слон · f6 чёрный конь · g6 чёрный конь · d5 чёрная пешка · g5 белый слон · d4 белая пешка · c3 белый конь · d3 белый слон · e3 белая пешка · a2 белая пешка · b2 белая пешка · c2 белый ферзь · e2 белый конь · f2 белая пешка · g2 белая пешка · h2 белая пешка · b1 белая ладья · f1 белая ладья · h1 белый король | a8 чёрная ладья · c8 чёрный слон · d8 чёрный ферзь · e8 чёрная ладья · g8 чёрный король · a7 чёрная пешка · b7 чёрная пешка · f7 чёрная пешка · g7 чёрная пешка · h7 чёрная пешка · c6 чёрная пешка · d6 чёрный слон · f6 чёрный конь · g6 чёрный конь · d5 чёрная пешка · g5 белый слон · d4 белая пешка · c3 белый конь · d3 белый слон · e3 белая пешка · a2 белая пешка · b2 белая пешка · c2 белый ферзь · e2 белый конь · f2 белая пешка · g2 белая пешка · h2 белая пешка · b1 белая ладья · f1 белая ладья · h1 белый король | a8 чёрная ладья · c8 чёрный слон · d8 чёрный ферзь · e8 чёрная ладья · g8 чёрный король · a7 чёрная пешка · b7 чёрная пешка · f7 чёрная пешка · g7 чёрная пешка · h7 чёрная пешка · c6 чёрная пешка · d6 чёрный слон · f6 чёрный конь · g6 чёрный конь · d5 чёрная пешка · g5 белый слон · d4 белая пешка · c3 белый конь · d3 белый слон · e3 белая пешка · a2 белая пешка · b2 белая пешка · c2 белый ферзь · e2 белый конь · f2 белая пешка · g2 белая пешка · h2 белая пешка · b1 белая ладья · f1 белая ладья · h1 белый король | a8 чёрная ладья · c8 чёрный слон · d8 чёрный ферзь · e8 чёрная ладья · g8 чёрный король · a7 чёрная пешка · b7 чёрная пешка · f7 чёрная пешка · g7 чёрная пешка · h7 чёрная пешка · c6 чёрная пешка · d6 чёрный слон · f6 чёрный конь · g6 чёрный конь · d5 чёрная пешка · g5 белый слон · d4 белая пешка · c3 белый конь · d3 белый слон · e3 белая пешка · a2 белая пешка · b2 белая пешка · c2 белый ферзь · e2 белый конь · f2 белая пешка · g2 белая пешка · h2 белая пешка · b1 белая ладья · f1 белая ладья · h1 белый король | a8 чёрная ладья · c8 чёрный слон · d8 чёрный ферзь · e8 чёрная ладья · g8 чёрный король · a7 чёрная пешка · b7 чёрная пешка · f7 чёрная пешка · g7 чёрная пешка · h7 чёрная пешка · c6 чёрная пешка · d6 чёрный слон · f6 чёрный конь · g6 чёрный конь · d5 чёрная пешка · g5 белый слон · d4 белая пешка · c3 белый конь · d3 белый слон · e3 белая пешка · a2 белая пешка · b2 белая пешка · c2 белый ферзь · e2 белый конь · f2 белая пешка · g2 белая пешка · h2 белая пешка · b1 белая ладья · f1 белая ладья · h1 белый король | a8 чёрная ладья · c8 чёрный слон · d8 чёрный ферзь · e8 чёрная ладья · g8 чёрный король · a7 чёрная пешка · b7 чёрная пешка · f7 чёрная пешка · g7 чёрная пешка · h7 чёрная пешка · c6 чёрная пешка · d6 чёрный слон · f6 чёрный конь · g6 чёрный конь · d5 чёрная пешка · g5 белый слон · d4 белая пешка · c3 белый конь · d3 белый слон · e3 белая пешка · a2 белая пешка · b2 белая пешка · c2 белый ферзь · e2 белый конь · f2 белая пешка · g2 белая пешка · h2 белая пешка · b1 белая ладья · f1 белая ладья · h1 белый король | a8 чёрная ладья · c8 чёрный слон · d8 чёрный ферзь · e8 чёрная ладья · g8 чёрный король · a7 чёрная пешка · b7 чёрная пешка · f7 чёрная пешка · g7 чёрная пешка · h7 чёрная пешка · c6 чёрная пешка · d6 чёрный слон · f6 чёрный конь · g6 чёрный конь · d5 чёрная пешка · g5 белый слон · d4 белая пешка · c3 белый конь · d3 белый слон · e3 белая пешка · a2 белая пешка · b2 белая пешка · c2 белый ферзь · e2 белый конь · f2 белая пешка · g2 белая пешка · h2 белая пешка · b1 белая ладья · f1 белая ладья · h1 белый король | a8 чёрная ладья · c8 чёрный слон · d8 чёрный ферзь · e8 чёрная ладья · g8 чёрный король · a7 чёрная пешка · b7 чёрная пешка · f7 чёрная пешка · g7 чёрная пешка · h7 чёрная пешка · c6 чёрная пешка · d6 чёрный слон · f6 чёрный конь · g6 чёрный конь · d5 чёрная пешка · g5 белый слон · d4 белая пешка · c3 белый конь · d3 белый слон · e3 белая пешка · a2 белая пешка · b2 белая пешка · c2 белый ферзь · e2 белый конь · f2 белая пешка · g2 белая пешка · h2 белая пешка · b1 белая ладья · f1 белая ладья · h1 белый король | 5 |
| 4 | a8 чёрная ладья · c8 чёрный слон · d8 чёрный ферзь · e8 чёрная ладья · g8 чёрный король · a7 чёрная пешка · b7 чёрная пешка · f7 чёрная пешка · g7 чёрная пешка · h7 чёрная пешка · c6 чёрная пешка · d6 чёрный слон · f6 чёрный конь · g6 чёрный конь · d5 чёрная пешка · g5 белый слон · d4 белая пешка · c3 белый конь · d3 белый слон · e3 белая пешка · a2 белая пешка · b2 белая пешка · c2 белый ферзь · e2 белый конь · f2 белая пешка · g2 белая пешка · h2 белая пешка · b1 белая ладья · f1 белая ладья · h1 белый король | a8 чёрная ладья · c8 чёрный слон · d8 чёрный ферзь · e8 чёрная ладья · g8 чёрный король · a7 чёрная пешка · b7 чёрная пешка · f7 чёрная пешка · g7 чёрная пешка · h7 чёрная пешка · c6 чёрная пешка · d6 чёрный слон · f6 чёрный конь · g6 чёрный конь · d5 чёрная пешка · g5 белый слон · d4 белая пешка · c3 белый конь · d3 белый слон · e3 белая пешка · a2 белая пешка · b2 белая пешка · c2 белый ферзь · e2 белый конь · f2 белая пешка · g2 белая пешка · h2 белая пешка · b1 белая ладья · f1 белая ладья · h1 белый король | a8 чёрная ладья · c8 чёрный слон · d8 чёрный ферзь · e8 чёрная ладья · g8 чёрный король · a7 чёрная пешка · b7 чёрная пешка · f7 чёрная пешка · g7 чёрная пешка · h7 чёрная пешка · c6 чёрная пешка · d6 чёрный слон · f6 чёрный конь · g6 чёрный конь · d5 чёрная пешка · g5 белый слон · d4 белая пешка · c3 белый конь · d3 белый слон · e3 белая пешка · a2 белая пешка · b2 белая пешка · c2 белый ферзь · e2 белый конь · f2 белая пешка · g2 белая пешка · h2 белая пешка · b1 белая ладья · f1 белая ладья · h1 белый король | a8 чёрная ладья · c8 чёрный слон · d8 чёрный ферзь · e8 чёрная ладья · g8 чёрный король · a7 чёрная пешка · b7 чёрная пешка · f7 чёрная пешка · g7 чёрная пешка · h7 чёрная пешка · c6 чёрная пешка · d6 чёрный слон · f6 чёрный конь · g6 чёрный конь · d5 чёрная пешка · g5 белый слон · d4 белая пешка · c3 белый конь · d3 белый слон · e3 белая пешка · a2 белая пешка · b2 белая пешка · c2 белый ферзь · e2 белый конь · f2 белая пешка · g2 белая пешка · h2 белая пешка · b1 белая ладья · f1 белая ладья · h1 белый король | a8 чёрная ладья · c8 чёрный слон · d8 чёрный ферзь · e8 чёрная ладья · g8 чёрный король · a7 чёрная пешка · b7 чёрная пешка · f7 чёрная пешка · g7 чёрная пешка · h7 чёрная пешка · c6 чёрная пешка · d6 чёрный слон · f6 чёрный конь · g6 чёрный конь · d5 чёрная пешка · g5 белый слон · d4 белая пешка · c3 белый конь · d3 белый слон · e3 белая пешка · a2 белая пешка · b2 белая пешка · c2 белый ферзь · e2 белый конь · f2 белая пешка · g2 белая пешка · h2 белая пешка · b1 белая ладья · f1 белая ладья · h1 белый король | a8 чёрная ладья · c8 чёрный слон · d8 чёрный ферзь · e8 чёрная ладья · g8 чёрный король · a7 чёрная пешка · b7 чёрная пешка · f7 чёрная пешка · g7 чёрная пешка · h7 чёрная пешка · c6 чёрная пешка · d6 чёрный слон · f6 чёрный конь · g6 чёрный конь · d5 чёрная пешка · g5 белый слон · d4 белая пешка · c3 белый конь · d3 белый слон · e3 белая пешка · a2 белая пешка · b2 белая пешка · c2 белый ферзь · e2 белый конь · f2 белая пешка · g2 белая пешка · h2 белая пешка · b1 белая ладья · f1 белая ладья · h1 белый король | a8 чёрная ладья · c8 чёрный слон · d8 чёрный ферзь · e8 чёрная ладья · g8 чёрный король · a7 чёрная пешка · b7 чёрная пешка · f7 чёрная пешка · g7 чёрная пешка · h7 чёрная пешка · c6 чёрная пешка · d6 чёрный слон · f6 чёрный конь · g6 чёрный конь · d5 чёрная пешка · g5 белый слон · d4 белая пешка · c3 белый конь · d3 белый слон · e3 белая пешка · a2 белая пешка · b2 белая пешка · c2 белый ферзь · e2 белый конь · f2 белая пешка · g2 белая пешка · h2 белая пешка · b1 белая ладья · f1 белая ладья · h1 белый король | a8 чёрная ладья · c8 чёрный слон · d8 чёрный ферзь · e8 чёрная ладья · g8 чёрный король · a7 чёрная пешка · b7 чёрная пешка · f7 чёрная пешка · g7 чёрная пешка · h7 чёрная пешка · c6 чёрная пешка · d6 чёрный слон · f6 чёрный конь · g6 чёрный конь · d5 чёрная пешка · g5 белый слон · d4 белая пешка · c3 белый конь · d3 белый слон · e3 белая пешка · a2 белая пешка · b2 белая пешка · c2 белый ферзь · e2 белый конь · f2 белая пешка · g2 белая пешка · h2 белая пешка · b1 белая ладья · f1 белая ладья · h1 белый король | 4 |
| 3 | a8 чёрная ладья · c8 чёрный слон · d8 чёрный ферзь · e8 чёрная ладья · g8 чёрный король · a7 чёрная пешка · b7 чёрная пешка · f7 чёрная пешка · g7 чёрная пешка · h7 чёрная пешка · c6 чёрная пешка · d6 чёрный слон · f6 чёрный конь · g6 чёрный конь · d5 чёрная пешка · g5 белый слон · d4 белая пешка · c3 белый конь · d3 белый слон · e3 белая пешка · a2 белая пешка · b2 белая пешка · c2 белый ферзь · e2 белый конь · f2 белая пешка · g2 белая пешка · h2 белая пешка · b1 белая ладья · f1 белая ладья · h1 белый король | a8 чёрная ладья · c8 чёрный слон · d8 чёрный ферзь · e8 чёрная ладья · g8 чёрный король · a7 чёрная пешка · b7 чёрная пешка · f7 чёрная пешка · g7 чёрная пешка · h7 чёрная пешка · c6 чёрная пешка · d6 чёрный слон · f6 чёрный конь · g6 чёрный конь · d5 чёрная пешка · g5 белый слон · d4 белая пешка · c3 белый конь · d3 белый слон · e3 белая пешка · a2 белая пешка · b2 белая пешка · c2 белый ферзь · e2 белый конь · f2 белая пешка · g2 белая пешка · h2 белая пешка · b1 белая ладья · f1 белая ладья · h1 белый король | a8 чёрная ладья · c8 чёрный слон · d8 чёрный ферзь · e8 чёрная ладья · g8 чёрный король · a7 чёрная пешка · b7 чёрная пешка · f7 чёрная пешка · g7 чёрная пешка · h7 чёрная пешка · c6 чёрная пешка · d6 чёрный слон · f6 чёрный конь · g6 чёрный конь · d5 чёрная пешка · g5 белый слон · d4 белая пешка · c3 белый конь · d3 белый слон · e3 белая пешка · a2 белая пешка · b2 белая пешка · c2 белый ферзь · e2 белый конь · f2 белая пешка · g2 белая пешка · h2 белая пешка · b1 белая ладья · f1 белая ладья · h1 белый король | a8 чёрная ладья · c8 чёрный слон · d8 чёрный ферзь · e8 чёрная ладья · g8 чёрный король · a7 чёрная пешка · b7 чёрная пешка · f7 чёрная пешка · g7 чёрная пешка · h7 чёрная пешка · c6 чёрная пешка · d6 чёрный слон · f6 чёрный конь · g6 чёрный конь · d5 чёрная пешка · g5 белый слон · d4 белая пешка · c3 белый конь · d3 белый слон · e3 белая пешка · a2 белая пешка · b2 белая пешка · c2 белый ферзь · e2 белый конь · f2 белая пешка · g2 белая пешка · h2 белая пешка · b1 белая ладья · f1 белая ладья · h1 белый король | a8 чёрная ладья · c8 чёрный слон · d8 чёрный ферзь · e8 чёрная ладья · g8 чёрный король · a7 чёрная пешка · b7 чёрная пешка · f7 чёрная пешка · g7 чёрная пешка · h7 чёрная пешка · c6 чёрная пешка · d6 чёрный слон · f6 чёрный конь · g6 чёрный конь · d5 чёрная пешка · g5 белый слон · d4 белая пешка · c3 белый конь · d3 белый слон · e3 белая пешка · a2 белая пешка · b2 белая пешка · c2 белый ферзь · e2 белый конь · f2 белая пешка · g2 белая пешка · h2 белая пешка · b1 белая ладья · f1 белая ладья · h1 белый король | a8 чёрная ладья · c8 чёрный слон · d8 чёрный ферзь · e8 чёрная ладья · g8 чёрный король · a7 чёрная пешка · b7 чёрная пешка · f7 чёрная пешка · g7 чёрная пешка · h7 чёрная пешка · c6 чёрная пешка · d6 чёрный слон · f6 чёрный конь · g6 чёрный конь · d5 чёрная пешка · g5 белый слон · d4 белая пешка · c3 белый конь · d3 белый слон · e3 белая пешка · a2 белая пешка · b2 белая пешка · c2 белый ферзь · e2 белый конь · f2 белая пешка · g2 белая пешка · h2 белая пешка · b1 белая ладья · f1 белая ладья · h1 белый король | a8 чёрная ладья · c8 чёрный слон · d8 чёрный ферзь · e8 чёрная ладья · g8 чёрный король · a7 чёрная пешка · b7 чёрная пешка · f7 чёрная пешка · g7 чёрная пешка · h7 чёрная пешка · c6 чёрная пешка · d6 чёрный слон · f6 чёрный конь · g6 чёрный конь · d5 чёрная пешка · g5 белый слон · d4 белая пешка · c3 белый конь · d3 белый слон · e3 белая пешка · a2 белая пешка · b2 белая пешка · c2 белый ферзь · e2 белый конь · f2 белая пешка · g2 белая пешка · h2 белая пешка · b1 белая ладья · f1 белая ладья · h1 белый король | a8 чёрная ладья · c8 чёрный слон · d8 чёрный ферзь · e8 чёрная ладья · g8 чёрный король · a7 чёрная пешка · b7 чёрная пешка · f7 чёрная пешка · g7 чёрная пешка · h7 чёрная пешка · c6 чёрная пешка · d6 чёрный слон · f6 чёрный конь · g6 чёрный конь · d5 чёрная пешка · g5 белый слон · d4 белая пешка · c3 белый конь · d3 белый слон · e3 белая пешка · a2 белая пешка · b2 белая пешка · c2 белый ферзь · e2 белый конь · f2 белая пешка · g2 белая пешка · h2 белая пешка · b1 белая ладья · f1 белая ладья · h1 белый король | 3 |
| 2 | a8 чёрная ладья · c8 чёрный слон · d8 чёрный ферзь · e8 чёрная ладья · g8 чёрный король · a7 чёрная пешка · b7 чёрная пешка · f7 чёрная пешка · g7 чёрная пешка · h7 чёрная пешка · c6 чёрная пешка · d6 чёрный слон · f6 чёрный конь · g6 чёрный конь · d5 чёрная пешка · g5 белый слон · d4 белая пешка · c3 белый конь · d3 белый слон · e3 белая пешка · a2 белая пешка · b2 белая пешка · c2 белый ферзь · e2 белый конь · f2 белая пешка · g2 белая пешка · h2 белая пешка · b1 белая ладья · f1 белая ладья · h1 белый король | a8 чёрная ладья · c8 чёрный слон · d8 чёрный ферзь · e8 чёрная ладья · g8 чёрный король · a7 чёрная пешка · b7 чёрная пешка · f7 чёрная пешка · g7 чёрная пешка · h7 чёрная пешка · c6 чёрная пешка · d6 чёрный слон · f6 чёрный конь · g6 чёрный конь · d5 чёрная пешка · g5 белый слон · d4 белая пешка · c3 белый конь · d3 белый слон · e3 белая пешка · a2 белая пешка · b2 белая пешка · c2 белый ферзь · e2 белый конь · f2 белая пешка · g2 белая пешка · h2 белая пешка · b1 белая ладья · f1 белая ладья · h1 белый король | a8 чёрная ладья · c8 чёрный слон · d8 чёрный ферзь · e8 чёрная ладья · g8 чёрный король · a7 чёрная пешка · b7 чёрная пешка · f7 чёрная пешка · g7 чёрная пешка · h7 чёрная пешка · c6 чёрная пешка · d6 чёрный слон · f6 чёрный конь · g6 чёрный конь · d5 чёрная пешка · g5 белый слон · d4 белая пешка · c3 белый конь · d3 белый слон · e3 белая пешка · a2 белая пешка · b2 белая пешка · c2 белый ферзь · e2 белый конь · f2 белая пешка · g2 белая пешка · h2 белая пешка · b1 белая ладья · f1 белая ладья · h1 белый король | a8 чёрная ладья · c8 чёрный слон · d8 чёрный ферзь · e8 чёрная ладья · g8 чёрный король · a7 чёрная пешка · b7 чёрная пешка · f7 чёрная пешка · g7 чёрная пешка · h7 чёрная пешка · c6 чёрная пешка · d6 чёрный слон · f6 чёрный конь · g6 чёрный конь · d5 чёрная пешка · g5 белый слон · d4 белая пешка · c3 белый конь · d3 белый слон · e3 белая пешка · a2 белая пешка · b2 белая пешка · c2 белый ферзь · e2 белый конь · f2 белая пешка · g2 белая пешка · h2 белая пешка · b1 белая ладья · f1 белая ладья · h1 белый король | a8 чёрная ладья · c8 чёрный слон · d8 чёрный ферзь · e8 чёрная ладья · g8 чёрный король · a7 чёрная пешка · b7 чёрная пешка · f7 чёрная пешка · g7 чёрная пешка · h7 чёрная пешка · c6 чёрная пешка · d6 чёрный слон · f6 чёрный конь · g6 чёрный конь · d5 чёрная пешка · g5 белый слон · d4 белая пешка · c3 белый конь · d3 белый слон · e3 белая пешка · a2 белая пешка · b2 белая пешка · c2 белый ферзь · e2 белый конь · f2 белая пешка · g2 белая пешка · h2 белая пешка · b1 белая ладья · f1 белая ладья · h1 белый король | a8 чёрная ладья · c8 чёрный слон · d8 чёрный ферзь · e8 чёрная ладья · g8 чёрный король · a7 чёрная пешка · b7 чёрная пешка · f7 чёрная пешка · g7 чёрная пешка · h7 чёрная пешка · c6 чёрная пешка · d6 чёрный слон · f6 чёрный конь · g6 чёрный конь · d5 чёрная пешка · g5 белый слон · d4 белая пешка · c3 белый конь · d3 белый слон · e3 белая пешка · a2 белая пешка · b2 белая пешка · c2 белый ферзь · e2 белый конь · f2 белая пешка · g2 белая пешка · h2 белая пешка · b1 белая ладья · f1 белая ладья · h1 белый король | a8 чёрная ладья · c8 чёрный слон · d8 чёрный ферзь · e8 чёрная ладья · g8 чёрный король · a7 чёрная пешка · b7 чёрная пешка · f7 чёрная пешка · g7 чёрная пешка · h7 чёрная пешка · c6 чёрная пешка · d6 чёрный слон · f6 чёрный конь · g6 чёрный конь · d5 чёрная пешка · g5 белый слон · d4 белая пешка · c3 белый конь · d3 белый слон · e3 белая пешка · a2 белая пешка · b2 белая пешка · c2 белый ферзь · e2 белый конь · f2 белая пешка · g2 белая пешка · h2 белая пешка · b1 белая ладья · f1 белая ладья · h1 белый король | a8 чёрная ладья · c8 чёрный слон · d8 чёрный ферзь · e8 чёрная ладья · g8 чёрный король · a7 чёрная пешка · b7 чёрная пешка · f7 чёрная пешка · g7 чёрная пешка · h7 чёрная пешка · c6 чёрная пешка · d6 чёрный слон · f6 чёрный конь · g6 чёрный конь · d5 чёрная пешка · g5 белый слон · d4 белая пешка · c3 белый конь · d3 белый слон · e3 белая пешка · a2 белая пешка · b2 белая пешка · c2 белый ферзь · e2 белый конь · f2 белая пешка · g2 белая пешка · h2 белая пешка · b1 белая ладья · f1 белая ладья · h1 белый король | 2 |
| 1 | a8 чёрная ладья · c8 чёрный слон · d8 чёрный ферзь · e8 чёрная ладья · g8 чёрный король · a7 чёрная пешка · b7 чёрная пешка · f7 чёрная пешка · g7 чёрная пешка · h7 чёрная пешка · c6 чёрная пешка · d6 чёрный слон · f6 чёрный конь · g6 чёрный конь · d5 чёрная пешка · g5 белый слон · d4 белая пешка · c3 белый конь · d3 белый слон · e3 белая пешка · a2 белая пешка · b2 белая пешка · c2 белый ферзь · e2 белый конь · f2 белая пешка · g2 белая пешка · h2 белая пешка · b1 белая ладья · f1 белая ладья · h1 белый король | a8 чёрная ладья · c8 чёрный слон · d8 чёрный ферзь · e8 чёрная ладья · g8 чёрный король · a7 чёрная пешка · b7 чёрная пешка · f7 чёрная пешка · g7 чёрная пешка · h7 чёрная пешка · c6 чёрная пешка · d6 чёрный слон · f6 чёрный конь · g6 чёрный конь · d5 чёрная пешка · g5 белый слон · d4 белая пешка · c3 белый конь · d3 белый слон · e3 белая пешка · a2 белая пешка · b2 белая пешка · c2 белый ферзь · e2 белый конь · f2 белая пешка · g2 белая пешка · h2 белая пешка · b1 белая ладья · f1 белая ладья · h1 белый король | a8 чёрная ладья · c8 чёрный слон · d8 чёрный ферзь · e8 чёрная ладья · g8 чёрный король · a7 чёрная пешка · b7 чёрная пешка · f7 чёрная пешка · g7 чёрная пешка · h7 чёрная пешка · c6 чёрная пешка · d6 чёрный слон · f6 чёрный конь · g6 чёрный конь · d5 чёрная пешка · g5 белый слон · d4 белая пешка · c3 белый конь · d3 белый слон · e3 белая пешка · a2 белая пешка · b2 белая пешка · c2 белый ферзь · e2 белый конь · f2 белая пешка · g2 белая пешка · h2 белая пешка · b1 белая ладья · f1 белая ладья · h1 белый король | a8 чёрная ладья · c8 чёрный слон · d8 чёрный ферзь · e8 чёрная ладья · g8 чёрный король · a7 чёрная пешка · b7 чёрная пешка · f7 чёрная пешка · g7 чёрная пешка · h7 чёрная пешка · c6 чёрная пешка · d6 чёрный слон · f6 чёрный конь · g6 чёрный конь · d5 чёрная пешка · g5 белый слон · d4 белая пешка · c3 белый конь · d3 белый слон · e3 белая пешка · a2 белая пешка · b2 белая пешка · c2 белый ферзь · e2 белый конь · f2 белая пешка · g2 белая пешка · h2 белая пешка · b1 белая ладья · f1 белая ладья · h1 белый король | a8 чёрная ладья · c8 чёрный слон · d8 чёрный ферзь · e8 чёрная ладья · g8 чёрный король · a7 чёрная пешка · b7 чёрная пешка · f7 чёрная пешка · g7 чёрная пешка · h7 чёрная пешка · c6 чёрная пешка · d6 чёрный слон · f6 чёрный конь · g6 чёрный конь · d5 чёрная пешка · g5 белый слон · d4 белая пешка · c3 белый конь · d3 белый слон · e3 белая пешка · a2 белая пешка · b2 белая пешка · c2 белый ферзь · e2 белый конь · f2 белая пешка · g2 белая пешка · h2 белая пешка · b1 белая ладья · f1 белая ладья · h1 белый король | a8 чёрная ладья · c8 чёрный слон · d8 чёрный ферзь · e8 чёрная ладья · g8 чёрный король · a7 чёрная пешка · b7 чёрная пешка · f7 чёрная пешка · g7 чёрная пешка · h7 чёрная пешка · c6 чёрная пешка · d6 чёрный слон · f6 чёрный конь · g6 чёрный конь · d5 чёрная пешка · g5 белый слон · d4 белая пешка · c3 белый конь · d3 белый слон · e3 белая пешка · a2 белая пешка · b2 белая пешка · c2 белый ферзь · e2 белый конь · f2 белая пешка · g2 белая пешка · h2 белая пешка · b1 белая ладья · f1 белая ладья · h1 белый король | a8 чёрная ладья · c8 чёрный слон · d8 чёрный ферзь · e8 чёрная ладья · g8 чёрный король · a7 чёрная пешка · b7 чёрная пешка · f7 чёрная пешка · g7 чёрная пешка · h7 чёрная пешка · c6 чёрная пешка · d6 чёрный слон · f6 чёрный конь · g6 чёрный конь · d5 чёрная пешка · g5 белый слон · d4 белая пешка · c3 белый конь · d3 белый слон · e3 белая пешка · a2 белая пешка · b2 белая пешка · c2 белый ферзь · e2 белый конь · f2 белая пешка · g2 белая пешка · h2 белая пешка · b1 белая ладья · f1 белая ладья · h1 белый король | a8 чёрная ладья · c8 чёрный слон · d8 чёрный ферзь · e8 чёрная ладья · g8 чёрный король · a7 чёрная пешка · b7 чёрная пешка · f7 чёрная пешка · g7 чёрная пешка · h7 чёрная пешка · c6 чёрная пешка · d6 чёрный слон · f6 чёрный конь · g6 чёрный конь · d5 чёрная пешка · g5 белый слон · d4 белая пешка · c3 белый конь · d3 белый слон · e3 белая пешка · a2 белая пешка · b2 белая пешка · c2 белый ферзь · e2 белый конь · f2 белая пешка · g2 белая пешка · h2 белая пешка · b1 белая ладья · f1 белая ладья · h1 белый король | 1 |
|   | a | b | c | d | e | f | g | h |   |

|   | a | b | c | d | e | f | g | h |   |
| - | --- | --- | --- | --- | --- | --- | --- | --- | - |
| 8 | a8 чёрная ладья · c8 чёрный слон · d8 чёрный ферзь · e8 чёрная ладья · g8 чёрный король · a7 чёрная пешка · b7 чёрная пешка · e7 чёрный слон · f7 чёрная пешка · g7 чёрная пешка · h7 чёрная пешка · c6 чёрная пешка · f6 чёрный конь · g6 чёрный конь · d5 чёрная пешка · g5 белый слон · d4 белая пешка · c3 белый конь · d3 белый слон · e3 белая пешка · f3 белый конь · a2 белая пешка · b2 белая пешка · c2 белый ферзь · f2 белая пешка · g2 белая пешка · h2 белая пешка · e1 белая ладья · f1 белая ладья · g1 белый король | a8 чёрная ладья · c8 чёрный слон · d8 чёрный ферзь · e8 чёрная ладья · g8 чёрный король · a7 чёрная пешка · b7 чёрная пешка · e7 чёрный слон · f7 чёрная пешка · g7 чёрная пешка · h7 чёрная пешка · c6 чёрная пешка · f6 чёрный конь · g6 чёрный конь · d5 чёрная пешка · g5 белый слон · d4 белая пешка · c3 белый конь · d3 белый слон · e3 белая пешка · f3 белый конь · a2 белая пешка · b2 белая пешка · c2 белый ферзь · f2 белая пешка · g2 белая пешка · h2 белая пешка · e1 белая ладья · f1 белая ладья · g1 белый король | a8 чёрная ладья · c8 чёрный слон · d8 чёрный ферзь · e8 чёрная ладья · g8 чёрный король · a7 чёрная пешка · b7 чёрная пешка · e7 чёрный слон · f7 чёрная пешка · g7 чёрная пешка · h7 чёрная пешка · c6 чёрная пешка · f6 чёрный конь · g6 чёрный конь · d5 чёрная пешка · g5 белый слон · d4 белая пешка · c3 белый конь · d3 белый слон · e3 белая пешка · f3 белый конь · a2 белая пешка · b2 белая пешка · c2 белый ферзь · f2 белая пешка · g2 белая пешка · h2 белая пешка · e1 белая ладья · f1 белая ладья · g1 белый король | a8 чёрная ладья · c8 чёрный слон · d8 чёрный ферзь · e8 чёрная ладья · g8 чёрный король · a7 чёрная пешка · b7 чёрная пешка · e7 чёрный слон · f7 чёрная пешка · g7 чёрная пешка · h7 чёрная пешка · c6 чёрная пешка · f6 чёрный конь · g6 чёрный конь · d5 чёрная пешка · g5 белый слон · d4 белая пешка · c3 белый конь · d3 белый слон · e3 белая пешка · f3 белый конь · a2 белая пешка · b2 белая пешка · c2 белый ферзь · f2 белая пешка · g2 белая пешка · h2 белая пешка · e1 белая ладья · f1 белая ладья · g1 белый король | a8 чёрная ладья · c8 чёрный слон · d8 чёрный ферзь · e8 чёрная ладья · g8 чёрный король · a7 чёрная пешка · b7 чёрная пешка · e7 чёрный слон · f7 чёрная пешка · g7 чёрная пешка · h7 чёрная пешка · c6 чёрная пешка · f6 чёрный конь · g6 чёрный конь · d5 чёрная пешка · g5 белый слон · d4 белая пешка · c3 белый конь · d3 белый слон · e3 белая пешка · f3 белый конь · a2 белая пешка · b2 белая пешка · c2 белый ферзь · f2 белая пешка · g2 белая пешка · h2 белая пешка · e1 белая ладья · f1 белая ладья · g1 белый король | a8 чёрная ладья · c8 чёрный слон · d8 чёрный ферзь · e8 чёрная ладья · g8 чёрный король · a7 чёрная пешка · b7 чёрная пешка · e7 чёрный слон · f7 чёрная пешка · g7 чёрная пешка · h7 чёрная пешка · c6 чёрная пешка · f6 чёрный конь · g6 чёрный конь · d5 чёрная пешка · g5 белый слон · d4 белая пешка · c3 белый конь · d3 белый слон · e3 белая пешка · f3 белый конь · a2 белая пешка · b2 белая пешка · c2 белый ферзь · f2 белая пешка · g2 белая пешка · h2 белая пешка · e1 белая ладья · f1 белая ладья · g1 белый король | a8 чёрная ладья · c8 чёрный слон · d8 чёрный ферзь · e8 чёрная ладья · g8 чёрный король · a7 чёрная пешка · b7 чёрная пешка · e7 чёрный слон · f7 чёрная пешка · g7 чёрная пешка · h7 чёрная пешка · c6 чёрная пешка · f6 чёрный конь · g6 чёрный конь · d5 чёрная пешка · g5 белый слон · d4 белая пешка · c3 белый конь · d3 белый слон · e3 белая пешка · f3 белый конь · a2 белая пешка · b2 белая пешка · c2 белый ферзь · f2 белая пешка · g2 белая пешка · h2 белая пешка · e1 белая ладья · f1 белая ладья · g1 белый король | a8 чёрная ладья · c8 чёрный слон · d8 чёрный ферзь · e8 чёрная ладья · g8 чёрный король · a7 чёрная пешка · b7 чёрная пешка · e7 чёрный слон · f7 чёрная пешка · g7 чёрная пешка · h7 чёрная пешка · c6 чёрная пешка · f6 чёрный конь · g6 чёрный конь · d5 чёрная пешка · g5 белый слон · d4 белая пешка · c3 белый конь · d3 белый слон · e3 белая пешка · f3 белый конь · a2 белая пешка · b2 белая пешка · c2 белый ферзь · f2 белая пешка · g2 белая пешка · h2 белая пешка · e1 белая ладья · f1 белая ладья · g1 белый король | 8 |
| 7 | a8 чёрная ладья · c8 чёрный слон · d8 чёрный ферзь · e8 чёрная ладья · g8 чёрный король · a7 чёрная пешка · b7 чёрная пешка · e7 чёрный слон · f7 чёрная пешка · g7 чёрная пешка · h7 чёрная пешка · c6 чёрная пешка · f6 чёрный конь · g6 чёрный конь · d5 чёрная пешка · g5 белый слон · d4 белая пешка · c3 белый конь · d3 белый слон · e3 белая пешка · f3 белый конь · a2 белая пешка · b2 белая пешка · c2 белый ферзь · f2 белая пешка · g2 белая пешка · h2 белая пешка · e1 белая ладья · f1 белая ладья · g1 белый король | a8 чёрная ладья · c8 чёрный слон · d8 чёрный ферзь · e8 чёрная ладья · g8 чёрный король · a7 чёрная пешка · b7 чёрная пешка · e7 чёрный слон · f7 чёрная пешка · g7 чёрная пешка · h7 чёрная пешка · c6 чёрная пешка · f6 чёрный конь · g6 чёрный конь · d5 чёрная пешка · g5 белый слон · d4 белая пешка · c3 белый конь · d3 белый слон · e3 белая пешка · f3 белый конь · a2 белая пешка · b2 белая пешка · c2 белый ферзь · f2 белая пешка · g2 белая пешка · h2 белая пешка · e1 белая ладья · f1 белая ладья · g1 белый король | a8 чёрная ладья · c8 чёрный слон · d8 чёрный ферзь · e8 чёрная ладья · g8 чёрный король · a7 чёрная пешка · b7 чёрная пешка · e7 чёрный слон · f7 чёрная пешка · g7 чёрная пешка · h7 чёрная пешка · c6 чёрная пешка · f6 чёрный конь · g6 чёрный конь · d5 чёрная пешка · g5 белый слон · d4 белая пешка · c3 белый конь · d3 белый слон · e3 белая пешка · f3 белый конь · a2 белая пешка · b2 белая пешка · c2 белый ферзь · f2 белая пешка · g2 белая пешка · h2 белая пешка · e1 белая ладья · f1 белая ладья · g1 белый король | a8 чёрная ладья · c8 чёрный слон · d8 чёрный ферзь · e8 чёрная ладья · g8 чёрный король · a7 чёрная пешка · b7 чёрная пешка · e7 чёрный слон · f7 чёрная пешка · g7 чёрная пешка · h7 чёрная пешка · c6 чёрная пешка · f6 чёрный конь · g6 чёрный конь · d5 чёрная пешка · g5 белый слон · d4 белая пешка · c3 белый конь · d3 белый слон · e3 белая пешка · f3 белый конь · a2 белая пешка · b2 белая пешка · c2 белый ферзь · f2 белая пешка · g2 белая пешка · h2 белая пешка · e1 белая ладья · f1 белая ладья · g1 белый король | a8 чёрная ладья · c8 чёрный слон · d8 чёрный ферзь · e8 чёрная ладья · g8 чёрный король · a7 чёрная пешка · b7 чёрная пешка · e7 чёрный слон · f7 чёрная пешка · g7 чёрная пешка · h7 чёрная пешка · c6 чёрная пешка · f6 чёрный конь · g6 чёрный конь · d5 чёрная пешка · g5 белый слон · d4 белая пешка · c3 белый конь · d3 белый слон · e3 белая пешка · f3 белый конь · a2 белая пешка · b2 белая пешка · c2 белый ферзь · f2 белая пешка · g2 белая пешка · h2 белая пешка · e1 белая ладья · f1 белая ладья · g1 белый король | a8 чёрная ладья · c8 чёрный слон · d8 чёрный ферзь · e8 чёрная ладья · g8 чёрный король · a7 чёрная пешка · b7 чёрная пешка · e7 чёрный слон · f7 чёрная пешка · g7 чёрная пешка · h7 чёрная пешка · c6 чёрная пешка · f6 чёрный конь · g6 чёрный конь · d5 чёрная пешка · g5 белый слон · d4 белая пешка · c3 белый конь · d3 белый слон · e3 белая пешка · f3 белый конь · a2 белая пешка · b2 белая пешка · c2 белый ферзь · f2 белая пешка · g2 белая пешка · h2 белая пешка · e1 белая ладья · f1 белая ладья · g1 белый король | a8 чёрная ладья · c8 чёрный слон · d8 чёрный ферзь · e8 чёрная ладья · g8 чёрный король · a7 чёрная пешка · b7 чёрная пешка · e7 чёрный слон · f7 чёрная пешка · g7 чёрная пешка · h7 чёрная пешка · c6 чёрная пешка · f6 чёрный конь · g6 чёрный конь · d5 чёрная пешка · g5 белый слон · d4 белая пешка · c3 белый конь · d3 белый слон · e3 белая пешка · f3 белый конь · a2 белая пешка · b2 белая пешка · c2 белый ферзь · f2 белая пешка · g2 белая пешка · h2 белая пешка · e1 белая ладья · f1 белая ладья · g1 белый король | a8 чёрная ладья · c8 чёрный слон · d8 чёрный ферзь · e8 чёрная ладья · g8 чёрный король · a7 чёрная пешка · b7 чёрная пешка · e7 чёрный слон · f7 чёрная пешка · g7 чёрная пешка · h7 чёрная пешка · c6 чёрная пешка · f6 чёрный конь · g6 чёрный конь · d5 чёрная пешка · g5 белый слон · d4 белая пешка · c3 белый конь · d3 белый слон · e3 белая пешка · f3 белый конь · a2 белая пешка · b2 белая пешка · c2 белый ферзь · f2 белая пешка · g2 белая пешка · h2 белая пешка · e1 белая ладья · f1 белая ладья · g1 белый король | 7 |
| 6 | a8 чёрная ладья · c8 чёрный слон · d8 чёрный ферзь · e8 чёрная ладья · g8 чёрный король · a7 чёрная пешка · b7 чёрная пешка · e7 чёрный слон · f7 чёрная пешка · g7 чёрная пешка · h7 чёрная пешка · c6 чёрная пешка · f6 чёрный конь · g6 чёрный конь · d5 чёрная пешка · g5 белый слон · d4 белая пешка · c3 белый конь · d3 белый слон · e3 белая пешка · f3 белый конь · a2 белая пешка · b2 белая пешка · c2 белый ферзь · f2 белая пешка · g2 белая пешка · h2 белая пешка · e1 белая ладья · f1 белая ладья · g1 белый король | a8 чёрная ладья · c8 чёрный слон · d8 чёрный ферзь · e8 чёрная ладья · g8 чёрный король · a7 чёрная пешка · b7 чёрная пешка · e7 чёрный слон · f7 чёрная пешка · g7 чёрная пешка · h7 чёрная пешка · c6 чёрная пешка · f6 чёрный конь · g6 чёрный конь · d5 чёрная пешка · g5 белый слон · d4 белая пешка · c3 белый конь · d3 белый слон · e3 белая пешка · f3 белый конь · a2 белая пешка · b2 белая пешка · c2 белый ферзь · f2 белая пешка · g2 белая пешка · h2 белая пешка · e1 белая ладья · f1 белая ладья · g1 белый король | a8 чёрная ладья · c8 чёрный слон · d8 чёрный ферзь · e8 чёрная ладья · g8 чёрный король · a7 чёрная пешка · b7 чёрная пешка · e7 чёрный слон · f7 чёрная пешка · g7 чёрная пешка · h7 чёрная пешка · c6 чёрная пешка · f6 чёрный конь · g6 чёрный конь · d5 чёрная пешка · g5 белый слон · d4 белая пешка · c3 белый конь · d3 белый слон · e3 белая пешка · f3 белый конь · a2 белая пешка · b2 белая пешка · c2 белый ферзь · f2 белая пешка · g2 белая пешка · h2 белая пешка · e1 белая ладья · f1 белая ладья · g1 белый король | a8 чёрная ладья · c8 чёрный слон · d8 чёрный ферзь · e8 чёрная ладья · g8 чёрный король · a7 чёрная пешка · b7 чёрная пешка · e7 чёрный слон · f7 чёрная пешка · g7 чёрная пешка · h7 чёрная пешка · c6 чёрная пешка · f6 чёрный конь · g6 чёрный конь · d5 чёрная пешка · g5 белый слон · d4 белая пешка · c3 белый конь · d3 белый слон · e3 белая пешка · f3 белый конь · a2 белая пешка · b2 белая пешка · c2 белый ферзь · f2 белая пешка · g2 белая пешка · h2 белая пешка · e1 белая ладья · f1 белая ладья · g1 белый король | a8 чёрная ладья · c8 чёрный слон · d8 чёрный ферзь · e8 чёрная ладья · g8 чёрный король · a7 чёрная пешка · b7 чёрная пешка · e7 чёрный слон · f7 чёрная пешка · g7 чёрная пешка · h7 чёрная пешка · c6 чёрная пешка · f6 чёрный конь · g6 чёрный конь · d5 чёрная пешка · g5 белый слон · d4 белая пешка · c3 белый конь · d3 белый слон · e3 белая пешка · f3 белый конь · a2 белая пешка · b2 белая пешка · c2 белый ферзь · f2 белая пешка · g2 белая пешка · h2 белая пешка · e1 белая ладья · f1 белая ладья · g1 белый король | a8 чёрная ладья · c8 чёрный слон · d8 чёрный ферзь · e8 чёрная ладья · g8 чёрный король · a7 чёрная пешка · b7 чёрная пешка · e7 чёрный слон · f7 чёрная пешка · g7 чёрная пешка · h7 чёрная пешка · c6 чёрная пешка · f6 чёрный конь · g6 чёрный конь · d5 чёрная пешка · g5 белый слон · d4 белая пешка · c3 белый конь · d3 белый слон · e3 белая пешка · f3 белый конь · a2 белая пешка · b2 белая пешка · c2 белый ферзь · f2 белая пешка · g2 белая пешка · h2 белая пешка · e1 белая ладья · f1 белая ладья · g1 белый король | a8 чёрная ладья · c8 чёрный слон · d8 чёрный ферзь · e8 чёрная ладья · g8 чёрный король · a7 чёрная пешка · b7 чёрная пешка · e7 чёрный слон · f7 чёрная пешка · g7 чёрная пешка · h7 чёрная пешка · c6 чёрная пешка · f6 чёрный конь · g6 чёрный конь · d5 чёрная пешка · g5 белый слон · d4 белая пешка · c3 белый конь · d3 белый слон · e3 белая пешка · f3 белый конь · a2 белая пешка · b2 белая пешка · c2 белый ферзь · f2 белая пешка · g2 белая пешка · h2 белая пешка · e1 белая ладья · f1 белая ладья · g1 белый король | a8 чёрная ладья · c8 чёрный слон · d8 чёрный ферзь · e8 чёрная ладья · g8 чёрный король · a7 чёрная пешка · b7 чёрная пешка · e7 чёрный слон · f7 чёрная пешка · g7 чёрная пешка · h7 чёрная пешка · c6 чёрная пешка · f6 чёрный конь · g6 чёрный конь · d5 чёрная пешка · g5 белый слон · d4 белая пешка · c3 белый конь · d3 белый слон · e3 белая пешка · f3 белый конь · a2 белая пешка · b2 белая пешка · c2 белый ферзь · f2 белая пешка · g2 белая пешка · h2 белая пешка · e1 белая ладья · f1 белая ладья · g1 белый король | 6 |
| 5 | a8 чёрная ладья · c8 чёрный слон · d8 чёрный ферзь · e8 чёрная ладья · g8 чёрный король · a7 чёрная пешка · b7 чёрная пешка · e7 чёрный слон · f7 чёрная пешка · g7 чёрная пешка · h7 чёрная пешка · c6 чёрная пешка · f6 чёрный конь · g6 чёрный конь · d5 чёрная пешка · g5 белый слон · d4 белая пешка · c3 белый конь · d3 белый слон · e3 белая пешка · f3 белый конь · a2 белая пешка · b2 белая пешка · c2 белый ферзь · f2 белая пешка · g2 белая пешка · h2 белая пешка · e1 белая ладья · f1 белая ладья · g1 белый король | a8 чёрная ладья · c8 чёрный слон · d8 чёрный ферзь · e8 чёрная ладья · g8 чёрный король · a7 чёрная пешка · b7 чёрная пешка · e7 чёрный слон · f7 чёрная пешка · g7 чёрная пешка · h7 чёрная пешка · c6 чёрная пешка · f6 чёрный конь · g6 чёрный конь · d5 чёрная пешка · g5 белый слон · d4 белая пешка · c3 белый конь · d3 белый слон · e3 белая пешка · f3 белый конь · a2 белая пешка · b2 белая пешка · c2 белый ферзь · f2 белая пешка · g2 белая пешка · h2 белая пешка · e1 белая ладья · f1 белая ладья · g1 белый король | a8 чёрная ладья · c8 чёрный слон · d8 чёрный ферзь · e8 чёрная ладья · g8 чёрный король · a7 чёрная пешка · b7 чёрная пешка · e7 чёрный слон · f7 чёрная пешка · g7 чёрная пешка · h7 чёрная пешка · c6 чёрная пешка · f6 чёрный конь · g6 чёрный конь · d5 чёрная пешка · g5 белый слон · d4 белая пешка · c3 белый конь · d3 белый слон · e3 белая пешка · f3 белый конь · a2 белая пешка · b2 белая пешка · c2 белый ферзь · f2 белая пешка · g2 белая пешка · h2 белая пешка · e1 белая ладья · f1 белая ладья · g1 белый король | a8 чёрная ладья · c8 чёрный слон · d8 чёрный ферзь · e8 чёрная ладья · g8 чёрный король · a7 чёрная пешка · b7 чёрная пешка · e7 чёрный слон · f7 чёрная пешка · g7 чёрная пешка · h7 чёрная пешка · c6 чёрная пешка · f6 чёрный конь · g6 чёрный конь · d5 чёрная пешка · g5 белый слон · d4 белая пешка · c3 белый конь · d3 белый слон · e3 белая пешка · f3 белый конь · a2 белая пешка · b2 белая пешка · c2 белый ферзь · f2 белая пешка · g2 белая пешка · h2 белая пешка · e1 белая ладья · f1 белая ладья · g1 белый король | a8 чёрная ладья · c8 чёрный слон · d8 чёрный ферзь · e8 чёрная ладья · g8 чёрный король · a7 чёрная пешка · b7 чёрная пешка · e7 чёрный слон · f7 чёрная пешка · g7 чёрная пешка · h7 чёрная пешка · c6 чёрная пешка · f6 чёрный конь · g6 чёрный конь · d5 чёрная пешка · g5 белый слон · d4 белая пешка · c3 белый конь · d3 белый слон · e3 белая пешка · f3 белый конь · a2 белая пешка · b2 белая пешка · c2 белый ферзь · f2 белая пешка · g2 белая пешка · h2 белая пешка · e1 белая ладья · f1 белая ладья · g1 белый король | a8 чёрная ладья · c8 чёрный слон · d8 чёрный ферзь · e8 чёрная ладья · g8 чёрный король · a7 чёрная пешка · b7 чёрная пешка · e7 чёрный слон · f7 чёрная пешка · g7 чёрная пешка · h7 чёрная пешка · c6 чёрная пешка · f6 чёрный конь · g6 чёрный конь · d5 чёрная пешка · g5 белый слон · d4 белая пешка · c3 белый конь · d3 белый слон · e3 белая пешка · f3 белый конь · a2 белая пешка · b2 белая пешка · c2 белый ферзь · f2 белая пешка · g2 белая пешка · h2 белая пешка · e1 белая ладья · f1 белая ладья · g1 белый король | a8 чёрная ладья · c8 чёрный слон · d8 чёрный ферзь · e8 чёрная ладья · g8 чёрный король · a7 чёрная пешка · b7 чёрная пешка · e7 чёрный слон · f7 чёрная пешка · g7 чёрная пешка · h7 чёрная пешка · c6 чёрная пешка · f6 чёрный конь · g6 чёрный конь · d5 чёрная пешка · g5 белый слон · d4 белая пешка · c3 белый конь · d3 белый слон · e3 белая пешка · f3 белый конь · a2 белая пешка · b2 белая пешка · c2 белый ферзь · f2 белая пешка · g2 белая пешка · h2 белая пешка · e1 белая ладья · f1 белая ладья · g1 белый король | a8 чёрная ладья · c8 чёрный слон · d8 чёрный ферзь · e8 чёрная ладья · g8 чёрный король · a7 чёрная пешка · b7 чёрная пешка · e7 чёрный слон · f7 чёрная пешка · g7 чёрная пешка · h7 чёрная пешка · c6 чёрная пешка · f6 чёрный конь · g6 чёрный конь · d5 чёрная пешка · g5 белый слон · d4 белая пешка · c3 белый конь · d3 белый слон · e3 белая пешка · f3 белый конь · a2 белая пешка · b2 белая пешка · c2 белый ферзь · f2 белая пешка · g2 белая пешка · h2 белая пешка · e1 белая ладья · f1 белая ладья · g1 белый король | 5 |
| 4 | a8 чёрная ладья · c8 чёрный слон · d8 чёрный ферзь · e8 чёрная ладья · g8 чёрный король · a7 чёрная пешка · b7 чёрная пешка · e7 чёрный слон · f7 чёрная пешка · g7 чёрная пешка · h7 чёрная пешка · c6 чёрная пешка · f6 чёрный конь · g6 чёрный конь · d5 чёрная пешка · g5 белый слон · d4 белая пешка · c3 белый конь · d3 белый слон · e3 белая пешка · f3 белый конь · a2 белая пешка · b2 белая пешка · c2 белый ферзь · f2 белая пешка · g2 белая пешка · h2 белая пешка · e1 белая ладья · f1 белая ладья · g1 белый король | a8 чёрная ладья · c8 чёрный слон · d8 чёрный ферзь · e8 чёрная ладья · g8 чёрный король · a7 чёрная пешка · b7 чёрная пешка · e7 чёрный слон · f7 чёрная пешка · g7 чёрная пешка · h7 чёрная пешка · c6 чёрная пешка · f6 чёрный конь · g6 чёрный конь · d5 чёрная пешка · g5 белый слон · d4 белая пешка · c3 белый конь · d3 белый слон · e3 белая пешка · f3 белый конь · a2 белая пешка · b2 белая пешка · c2 белый ферзь · f2 белая пешка · g2 белая пешка · h2 белая пешка · e1 белая ладья · f1 белая ладья · g1 белый король | a8 чёрная ладья · c8 чёрный слон · d8 чёрный ферзь · e8 чёрная ладья · g8 чёрный король · a7 чёрная пешка · b7 чёрная пешка · e7 чёрный слон · f7 чёрная пешка · g7 чёрная пешка · h7 чёрная пешка · c6 чёрная пешка · f6 чёрный конь · g6 чёрный конь · d5 чёрная пешка · g5 белый слон · d4 белая пешка · c3 белый конь · d3 белый слон · e3 белая пешка · f3 белый конь · a2 белая пешка · b2 белая пешка · c2 белый ферзь · f2 белая пешка · g2 белая пешка · h2 белая пешка · e1 белая ладья · f1 белая ладья · g1 белый король | a8 чёрная ладья · c8 чёрный слон · d8 чёрный ферзь · e8 чёрная ладья · g8 чёрный король · a7 чёрная пешка · b7 чёрная пешка · e7 чёрный слон · f7 чёрная пешка · g7 чёрная пешка · h7 чёрная пешка · c6 чёрная пешка · f6 чёрный конь · g6 чёрный конь · d5 чёрная пешка · g5 белый слон · d4 белая пешка · c3 белый конь · d3 белый слон · e3 белая пешка · f3 белый конь · a2 белая пешка · b2 белая пешка · c2 белый ферзь · f2 белая пешка · g2 белая пешка · h2 белая пешка · e1 белая ладья · f1 белая ладья · g1 белый король | a8 чёрная ладья · c8 чёрный слон · d8 чёрный ферзь · e8 чёрная ладья · g8 чёрный король · a7 чёрная пешка · b7 чёрная пешка · e7 чёрный слон · f7 чёрная пешка · g7 чёрная пешка · h7 чёрная пешка · c6 чёрная пешка · f6 чёрный конь · g6 чёрный конь · d5 чёрная пешка · g5 белый слон · d4 белая пешка · c3 белый конь · d3 белый слон · e3 белая пешка · f3 белый конь · a2 белая пешка · b2 белая пешка · c2 белый ферзь · f2 белая пешка · g2 белая пешка · h2 белая пешка · e1 белая ладья · f1 белая ладья · g1 белый король | a8 чёрная ладья · c8 чёрный слон · d8 чёрный ферзь · e8 чёрная ладья · g8 чёрный король · a7 чёрная пешка · b7 чёрная пешка · e7 чёрный слон · f7 чёрная пешка · g7 чёрная пешка · h7 чёрная пешка · c6 чёрная пешка · f6 чёрный конь · g6 чёрный конь · d5 чёрная пешка · g5 белый слон · d4 белая пешка · c3 белый конь · d3 белый слон · e3 белая пешка · f3 белый конь · a2 белая пешка · b2 белая пешка · c2 белый ферзь · f2 белая пешка · g2 белая пешка · h2 белая пешка · e1 белая ладья · f1 белая ладья · g1 белый король | a8 чёрная ладья · c8 чёрный слон · d8 чёрный ферзь · e8 чёрная ладья · g8 чёрный король · a7 чёрная пешка · b7 чёрная пешка · e7 чёрный слон · f7 чёрная пешка · g7 чёрная пешка · h7 чёрная пешка · c6 чёрная пешка · f6 чёрный конь · g6 чёрный конь · d5 чёрная пешка · g5 белый слон · d4 белая пешка · c3 белый конь · d3 белый слон · e3 белая пешка · f3 белый конь · a2 белая пешка · b2 белая пешка · c2 белый ферзь · f2 белая пешка · g2 белая пешка · h2 белая пешка · e1 белая ладья · f1 белая ладья · g1 белый король | a8 чёрная ладья · c8 чёрный слон · d8 чёрный ферзь · e8 чёрная ладья · g8 чёрный король · a7 чёрная пешка · b7 чёрная пешка · e7 чёрный слон · f7 чёрная пешка · g7 чёрная пешка · h7 чёрная пешка · c6 чёрная пешка · f6 чёрный конь · g6 чёрный конь · d5 чёрная пешка · g5 белый слон · d4 белая пешка · c3 белый конь · d3 белый слон · e3 белая пешка · f3 белый конь · a2 белая пешка · b2 белая пешка · c2 белый ферзь · f2 белая пешка · g2 белая пешка · h2 белая пешка · e1 белая ладья · f1 белая ладья · g1 белый король | 4 |
| 3 | a8 чёрная ладья · c8 чёрный слон · d8 чёрный ферзь · e8 чёрная ладья · g8 чёрный король · a7 чёрная пешка · b7 чёрная пешка · e7 чёрный слон · f7 чёрная пешка · g7 чёрная пешка · h7 чёрная пешка · c6 чёрная пешка · f6 чёрный конь · g6 чёрный конь · d5 чёрная пешка · g5 белый слон · d4 белая пешка · c3 белый конь · d3 белый слон · e3 белая пешка · f3 белый конь · a2 белая пешка · b2 белая пешка · c2 белый ферзь · f2 белая пешка · g2 белая пешка · h2 белая пешка · e1 белая ладья · f1 белая ладья · g1 белый король | a8 чёрная ладья · c8 чёрный слон · d8 чёрный ферзь · e8 чёрная ладья · g8 чёрный король · a7 чёрная пешка · b7 чёрная пешка · e7 чёрный слон · f7 чёрная пешка · g7 чёрная пешка · h7 чёрная пешка · c6 чёрная пешка · f6 чёрный конь · g6 чёрный конь · d5 чёрная пешка · g5 белый слон · d4 белая пешка · c3 белый конь · d3 белый слон · e3 белая пешка · f3 белый конь · a2 белая пешка · b2 белая пешка · c2 белый ферзь · f2 белая пешка · g2 белая пешка · h2 белая пешка · e1 белая ладья · f1 белая ладья · g1 белый король | a8 чёрная ладья · c8 чёрный слон · d8 чёрный ферзь · e8 чёрная ладья · g8 чёрный король · a7 чёрная пешка · b7 чёрная пешка · e7 чёрный слон · f7 чёрная пешка · g7 чёрная пешка · h7 чёрная пешка · c6 чёрная пешка · f6 чёрный конь · g6 чёрный конь · d5 чёрная пешка · g5 белый слон · d4 белая пешка · c3 белый конь · d3 белый слон · e3 белая пешка · f3 белый конь · a2 белая пешка · b2 белая пешка · c2 белый ферзь · f2 белая пешка · g2 белая пешка · h2 белая пешка · e1 белая ладья · f1 белая ладья · g1 белый король | a8 чёрная ладья · c8 чёрный слон · d8 чёрный ферзь · e8 чёрная ладья · g8 чёрный король · a7 чёрная пешка · b7 чёрная пешка · e7 чёрный слон · f7 чёрная пешка · g7 чёрная пешка · h7 чёрная пешка · c6 чёрная пешка · f6 чёрный конь · g6 чёрный конь · d5 чёрная пешка · g5 белый слон · d4 белая пешка · c3 белый конь · d3 белый слон · e3 белая пешка · f3 белый конь · a2 белая пешка · b2 белая пешка · c2 белый ферзь · f2 белая пешка · g2 белая пешка · h2 белая пешка · e1 белая ладья · f1 белая ладья · g1 белый король | a8 чёрная ладья · c8 чёрный слон · d8 чёрный ферзь · e8 чёрная ладья · g8 чёрный король · a7 чёрная пешка · b7 чёрная пешка · e7 чёрный слон · f7 чёрная пешка · g7 чёрная пешка · h7 чёрная пешка · c6 чёрная пешка · f6 чёрный конь · g6 чёрный конь · d5 чёрная пешка · g5 белый слон · d4 белая пешка · c3 белый конь · d3 белый слон · e3 белая пешка · f3 белый конь · a2 белая пешка · b2 белая пешка · c2 белый ферзь · f2 белая пешка · g2 белая пешка · h2 белая пешка · e1 белая ладья · f1 белая ладья · g1 белый король | a8 чёрная ладья · c8 чёрный слон · d8 чёрный ферзь · e8 чёрная ладья · g8 чёрный король · a7 чёрная пешка · b7 чёрная пешка · e7 чёрный слон · f7 чёрная пешка · g7 чёрная пешка · h7 чёрная пешка · c6 чёрная пешка · f6 чёрный конь · g6 чёрный конь · d5 чёрная пешка · g5 белый слон · d4 белая пешка · c3 белый конь · d3 белый слон · e3 белая пешка · f3 белый конь · a2 белая пешка · b2 белая пешка · c2 белый ферзь · f2 белая пешка · g2 белая пешка · h2 белая пешка · e1 белая ладья · f1 белая ладья · g1 белый король | a8 чёрная ладья · c8 чёрный слон · d8 чёрный ферзь · e8 чёрная ладья · g8 чёрный король · a7 чёрная пешка · b7 чёрная пешка · e7 чёрный слон · f7 чёрная пешка · g7 чёрная пешка · h7 чёрная пешка · c6 чёрная пешка · f6 чёрный конь · g6 чёрный конь · d5 чёрная пешка · g5 белый слон · d4 белая пешка · c3 белый конь · d3 белый слон · e3 белая пешка · f3 белый конь · a2 белая пешка · b2 белая пешка · c2 белый ферзь · f2 белая пешка · g2 белая пешка · h2 белая пешка · e1 белая ладья · f1 белая ладья · g1 белый король | a8 чёрная ладья · c8 чёрный слон · d8 чёрный ферзь · e8 чёрная ладья · g8 чёрный король · a7 чёрная пешка · b7 чёрная пешка · e7 чёрный слон · f7 чёрная пешка · g7 чёрная пешка · h7 чёрная пешка · c6 чёрная пешка · f6 чёрный конь · g6 чёрный конь · d5 чёрная пешка · g5 белый слон · d4 белая пешка · c3 белый конь · d3 белый слон · e3 белая пешка · f3 белый конь · a2 белая пешка · b2 белая пешка · c2 белый ферзь · f2 белая пешка · g2 белая пешка · h2 белая пешка · e1 белая ладья · f1 белая ладья · g1 белый король | 3 |
| 2 | a8 чёрная ладья · c8 чёрный слон · d8 чёрный ферзь · e8 чёрная ладья · g8 чёрный король · a7 чёрная пешка · b7 чёрная пешка · e7 чёрный слон · f7 чёрная пешка · g7 чёрная пешка · h7 чёрная пешка · c6 чёрная пешка · f6 чёрный конь · g6 чёрный конь · d5 чёрная пешка · g5 белый слон · d4 белая пешка · c3 белый конь · d3 белый слон · e3 белая пешка · f3 белый конь · a2 белая пешка · b2 белая пешка · c2 белый ферзь · f2 белая пешка · g2 белая пешка · h2 белая пешка · e1 белая ладья · f1 белая ладья · g1 белый король | a8 чёрная ладья · c8 чёрный слон · d8 чёрный ферзь · e8 чёрная ладья · g8 чёрный король · a7 чёрная пешка · b7 чёрная пешка · e7 чёрный слон · f7 чёрная пешка · g7 чёрная пешка · h7 чёрная пешка · c6 чёрная пешка · f6 чёрный конь · g6 чёрный конь · d5 чёрная пешка · g5 белый слон · d4 белая пешка · c3 белый конь · d3 белый слон · e3 белая пешка · f3 белый конь · a2 белая пешка · b2 белая пешка · c2 белый ферзь · f2 белая пешка · g2 белая пешка · h2 белая пешка · e1 белая ладья · f1 белая ладья · g1 белый король | a8 чёрная ладья · c8 чёрный слон · d8 чёрный ферзь · e8 чёрная ладья · g8 чёрный король · a7 чёрная пешка · b7 чёрная пешка · e7 чёрный слон · f7 чёрная пешка · g7 чёрная пешка · h7 чёрная пешка · c6 чёрная пешка · f6 чёрный конь · g6 чёрный конь · d5 чёрная пешка · g5 белый слон · d4 белая пешка · c3 белый конь · d3 белый слон · e3 белая пешка · f3 белый конь · a2 белая пешка · b2 белая пешка · c2 белый ферзь · f2 белая пешка · g2 белая пешка · h2 белая пешка · e1 белая ладья · f1 белая ладья · g1 белый король | a8 чёрная ладья · c8 чёрный слон · d8 чёрный ферзь · e8 чёрная ладья · g8 чёрный король · a7 чёрная пешка · b7 чёрная пешка · e7 чёрный слон · f7 чёрная пешка · g7 чёрная пешка · h7 чёрная пешка · c6 чёрная пешка · f6 чёрный конь · g6 чёрный конь · d5 чёрная пешка · g5 белый слон · d4 белая пешка · c3 белый конь · d3 белый слон · e3 белая пешка · f3 белый конь · a2 белая пешка · b2 белая пешка · c2 белый ферзь · f2 белая пешка · g2 белая пешка · h2 белая пешка · e1 белая ладья · f1 белая ладья · g1 белый король | a8 чёрная ладья · c8 чёрный слон · d8 чёрный ферзь · e8 чёрная ладья · g8 чёрный король · a7 чёрная пешка · b7 чёрная пешка · e7 чёрный слон · f7 чёрная пешка · g7 чёрная пешка · h7 чёрная пешка · c6 чёрная пешка · f6 чёрный конь · g6 чёрный конь · d5 чёрная пешка · g5 белый слон · d4 белая пешка · c3 белый конь · d3 белый слон · e3 белая пешка · f3 белый конь · a2 белая пешка · b2 белая пешка · c2 белый ферзь · f2 белая пешка · g2 белая пешка · h2 белая пешка · e1 белая ладья · f1 белая ладья · g1 белый король | a8 чёрная ладья · c8 чёрный слон · d8 чёрный ферзь · e8 чёрная ладья · g8 чёрный король · a7 чёрная пешка · b7 чёрная пешка · e7 чёрный слон · f7 чёрная пешка · g7 чёрная пешка · h7 чёрная пешка · c6 чёрная пешка · f6 чёрный конь · g6 чёрный конь · d5 чёрная пешка · g5 белый слон · d4 белая пешка · c3 белый конь · d3 белый слон · e3 белая пешка · f3 белый конь · a2 белая пешка · b2 белая пешка · c2 белый ферзь · f2 белая пешка · g2 белая пешка · h2 белая пешка · e1 белая ладья · f1 белая ладья · g1 белый король | a8 чёрная ладья · c8 чёрный слон · d8 чёрный ферзь · e8 чёрная ладья · g8 чёрный король · a7 чёрная пешка · b7 чёрная пешка · e7 чёрный слон · f7 чёрная пешка · g7 чёрная пешка · h7 чёрная пешка · c6 чёрная пешка · f6 чёрный конь · g6 чёрный конь · d5 чёрная пешка · g5 белый слон · d4 белая пешка · c3 белый конь · d3 белый слон · e3 белая пешка · f3 белый конь · a2 белая пешка · b2 белая пешка · c2 белый ферзь · f2 белая пешка · g2 белая пешка · h2 белая пешка · e1 белая ладья · f1 белая ладья · g1 белый король | a8 чёрная ладья · c8 чёрный слон · d8 чёрный ферзь · e8 чёрная ладья · g8 чёрный король · a7 чёрная пешка · b7 чёрная пешка · e7 чёрный слон · f7 чёрная пешка · g7 чёрная пешка · h7 чёрная пешка · c6 чёрная пешка · f6 чёрный конь · g6 чёрный конь · d5 чёрная пешка · g5 белый слон · d4 белая пешка · c3 белый конь · d3 белый слон · e3 белая пешка · f3 белый конь · a2 белая пешка · b2 белая пешка · c2 белый ферзь · f2 белая пешка · g2 белая пешка · h2 белая пешка · e1 белая ладья · f1 белая ладья · g1 белый король | 2 |
| 1 | a8 чёрная ладья · c8 чёрный слон · d8 чёрный ферзь · e8 чёрная ладья · g8 чёрный король · a7 чёрная пешка · b7 чёрная пешка · e7 чёрный слон · f7 чёрная пешка · g7 чёрная пешка · h7 чёрная пешка · c6 чёрная пешка · f6 чёрный конь · g6 чёрный конь · d5 чёрная пешка · g5 белый слон · d4 белая пешка · c3 белый конь · d3 белый слон · e3 белая пешка · f3 белый конь · a2 белая пешка · b2 белая пешка · c2 белый ферзь · f2 белая пешка · g2 белая пешка · h2 белая пешка · e1 белая ладья · f1 белая ладья · g1 белый король | a8 чёрная ладья · c8 чёрный слон · d8 чёрный ферзь · e8 чёрная ладья · g8 чёрный король · a7 чёрная пешка · b7 чёрная пешка · e7 чёрный слон · f7 чёрная пешка · g7 чёрная пешка · h7 чёрная пешка · c6 чёрная пешка · f6 чёрный конь · g6 чёрный конь · d5 чёрная пешка · g5 белый слон · d4 белая пешка · c3 белый конь · d3 белый слон · e3 белая пешка · f3 белый конь · a2 белая пешка · b2 белая пешка · c2 белый ферзь · f2 белая пешка · g2 белая пешка · h2 белая пешка · e1 белая ладья · f1 белая ладья · g1 белый король | a8 чёрная ладья · c8 чёрный слон · d8 чёрный ферзь · e8 чёрная ладья · g8 чёрный король · a7 чёрная пешка · b7 чёрная пешка · e7 чёрный слон · f7 чёрная пешка · g7 чёрная пешка · h7 чёрная пешка · c6 чёрная пешка · f6 чёрный конь · g6 чёрный конь · d5 чёрная пешка · g5 белый слон · d4 белая пешка · c3 белый конь · d3 белый слон · e3 белая пешка · f3 белый конь · a2 белая пешка · b2 белая пешка · c2 белый ферзь · f2 белая пешка · g2 белая пешка · h2 белая пешка · e1 белая ладья · f1 белая ладья · g1 белый король | a8 чёрная ладья · c8 чёрный слон · d8 чёрный ферзь · e8 чёрная ладья · g8 чёрный король · a7 чёрная пешка · b7 чёрная пешка · e7 чёрный слон · f7 чёрная пешка · g7 чёрная пешка · h7 чёрная пешка · c6 чёрная пешка · f6 чёрный конь · g6 чёрный конь · d5 чёрная пешка · g5 белый слон · d4 белая пешка · c3 белый конь · d3 белый слон · e3 белая пешка · f3 белый конь · a2 белая пешка · b2 белая пешка · c2 белый ферзь · f2 белая пешка · g2 белая пешка · h2 белая пешка · e1 белая ладья · f1 белая ладья · g1 белый король | a8 чёрная ладья · c8 чёрный слон · d8 чёрный ферзь · e8 чёрная ладья · g8 чёрный король · a7 чёрная пешка · b7 чёрная пешка · e7 чёрный слон · f7 чёрная пешка · g7 чёрная пешка · h7 чёрная пешка · c6 чёрная пешка · f6 чёрный конь · g6 чёрный конь · d5 чёрная пешка · g5 белый слон · d4 белая пешка · c3 белый конь · d3 белый слон · e3 белая пешка · f3 белый конь · a2 белая пешка · b2 белая пешка · c2 белый ферзь · f2 белая пешка · g2 белая пешка · h2 белая пешка · e1 белая ладья · f1 белая ладья · g1 белый король | a8 чёрная ладья · c8 чёрный слон · d8 чёрный ферзь · e8 чёрная ладья · g8 чёрный король · a7 чёрная пешка · b7 чёрная пешка · e7 чёрный слон · f7 чёрная пешка · g7 чёрная пешка · h7 чёрная пешка · c6 чёрная пешка · f6 чёрный конь · g6 чёрный конь · d5 чёрная пешка · g5 белый слон · d4 белая пешка · c3 белый конь · d3 белый слон · e3 белая пешка · f3 белый конь · a2 белая пешка · b2 белая пешка · c2 белый ферзь · f2 белая пешка · g2 белая пешка · h2 белая пешка · e1 белая ладья · f1 белая ладья · g1 белый король | a8 чёрная ладья · c8 чёрный слон · d8 чёрный ферзь · e8 чёрная ладья · g8 чёрный король · a7 чёрная пешка · b7 чёрная пешка · e7 чёрный слон · f7 чёрная пешка · g7 чёрная пешка · h7 чёрная пешка · c6 чёрная пешка · f6 чёрный конь · g6 чёрный конь · d5 чёрная пешка · g5 белый слон · d4 белая пешка · c3 белый конь · d3 белый слон · e3 белая пешка · f3 белый конь · a2 белая пешка · b2 белая пешка · c2 белый ферзь · f2 белая пешка · g2 белая пешка · h2 белая пешка · e1 белая ладья · f1 белая ладья · g1 белый король | a8 чёрная ладья · c8 чёрный слон · d8 чёрный ферзь · e8 чёрная ладья · g8 чёрный король · a7 чёрная пешка · b7 чёрная пешка · e7 чёрный слон · f7 чёрная пешка · g7 чёрная пешка · h7 чёрная пешка · c6 чёрная пешка · f6 чёрный конь · g6 чёрный конь · d5 чёрная пешка · g5 белый слон · d4 белая пешка · c3 белый конь · d3 белый слон · e3 белая пешка · f3 белый конь · a2 белая пешка · b2 белая пешка · c2 белый ферзь · f2 белая пешка · g2 белая пешка · h2 белая пешка · e1 белая ладья · f1 белая ладья · g1 белый король | 1 |
|   | a | b | c | d | e | f | g | h |   |

|   | a | b | c | d | e | f | g | h |   |
| - | --- | --- | --- | --- | --- | --- | --- | --- | - |
| 8 | a8 чёрная ладья · c8 чёрный слон · f8 чёрная ладья · g8 чёрный король · b7 чёрная пешка · d7 чёрный конь · e7 чёрный ферзь · f7 чёрная пешка · g7 чёрная пешка · h7 чёрная пешка · a6 чёрная пешка · c6 чёрная пешка · f6 чёрный конь · d5 чёрная пешка · d4 белая пешка · b3 белый ферзь · c3 белый конь · d3 белый слон · e3 белая пешка · f3 белый конь · a2 белая пешка · b2 белая пешка · f2 белая пешка · g2 белая пешка · h2 белая пешка · c1 белая ладья · f1 белая ладья · g1 белый король | a8 чёрная ладья · c8 чёрный слон · f8 чёрная ладья · g8 чёрный король · b7 чёрная пешка · d7 чёрный конь · e7 чёрный ферзь · f7 чёрная пешка · g7 чёрная пешка · h7 чёрная пешка · a6 чёрная пешка · c6 чёрная пешка · f6 чёрный конь · d5 чёрная пешка · d4 белая пешка · b3 белый ферзь · c3 белый конь · d3 белый слон · e3 белая пешка · f3 белый конь · a2 белая пешка · b2 белая пешка · f2 белая пешка · g2 белая пешка · h2 белая пешка · c1 белая ладья · f1 белая ладья · g1 белый король | a8 чёрная ладья · c8 чёрный слон · f8 чёрная ладья · g8 чёрный король · b7 чёрная пешка · d7 чёрный конь · e7 чёрный ферзь · f7 чёрная пешка · g7 чёрная пешка · h7 чёрная пешка · a6 чёрная пешка · c6 чёрная пешка · f6 чёрный конь · d5 чёрная пешка · d4 белая пешка · b3 белый ферзь · c3 белый конь · d3 белый слон · e3 белая пешка · f3 белый конь · a2 белая пешка · b2 белая пешка · f2 белая пешка · g2 белая пешка · h2 белая пешка · c1 белая ладья · f1 белая ладья · g1 белый король | a8 чёрная ладья · c8 чёрный слон · f8 чёрная ладья · g8 чёрный король · b7 чёрная пешка · d7 чёрный конь · e7 чёрный ферзь · f7 чёрная пешка · g7 чёрная пешка · h7 чёрная пешка · a6 чёрная пешка · c6 чёрная пешка · f6 чёрный конь · d5 чёрная пешка · d4 белая пешка · b3 белый ферзь · c3 белый конь · d3 белый слон · e3 белая пешка · f3 белый конь · a2 белая пешка · b2 белая пешка · f2 белая пешка · g2 белая пешка · h2 белая пешка · c1 белая ладья · f1 белая ладья · g1 белый король | a8 чёрная ладья · c8 чёрный слон · f8 чёрная ладья · g8 чёрный король · b7 чёрная пешка · d7 чёрный конь · e7 чёрный ферзь · f7 чёрная пешка · g7 чёрная пешка · h7 чёрная пешка · a6 чёрная пешка · c6 чёрная пешка · f6 чёрный конь · d5 чёрная пешка · d4 белая пешка · b3 белый ферзь · c3 белый конь · d3 белый слон · e3 белая пешка · f3 белый конь · a2 белая пешка · b2 белая пешка · f2 белая пешка · g2 белая пешка · h2 белая пешка · c1 белая ладья · f1 белая ладья · g1 белый король | a8 чёрная ладья · c8 чёрный слон · f8 чёрная ладья · g8 чёрный король · b7 чёрная пешка · d7 чёрный конь · e7 чёрный ферзь · f7 чёрная пешка · g7 чёрная пешка · h7 чёрная пешка · a6 чёрная пешка · c6 чёрная пешка · f6 чёрный конь · d5 чёрная пешка · d4 белая пешка · b3 белый ферзь · c3 белый конь · d3 белый слон · e3 белая пешка · f3 белый конь · a2 белая пешка · b2 белая пешка · f2 белая пешка · g2 белая пешка · h2 белая пешка · c1 белая ладья · f1 белая ладья · g1 белый король | a8 чёрная ладья · c8 чёрный слон · f8 чёрная ладья · g8 чёрный король · b7 чёрная пешка · d7 чёрный конь · e7 чёрный ферзь · f7 чёрная пешка · g7 чёрная пешка · h7 чёрная пешка · a6 чёрная пешка · c6 чёрная пешка · f6 чёрный конь · d5 чёрная пешка · d4 белая пешка · b3 белый ферзь · c3 белый конь · d3 белый слон · e3 белая пешка · f3 белый конь · a2 белая пешка · b2 белая пешка · f2 белая пешка · g2 белая пешка · h2 белая пешка · c1 белая ладья · f1 белая ладья · g1 белый король | a8 чёрная ладья · c8 чёрный слон · f8 чёрная ладья · g8 чёрный король · b7 чёрная пешка · d7 чёрный конь · e7 чёрный ферзь · f7 чёрная пешка · g7 чёрная пешка · h7 чёрная пешка · a6 чёрная пешка · c6 чёрная пешка · f6 чёрный конь · d5 чёрная пешка · d4 белая пешка · b3 белый ферзь · c3 белый конь · d3 белый слон · e3 белая пешка · f3 белый конь · a2 белая пешка · b2 белая пешка · f2 белая пешка · g2 белая пешка · h2 белая пешка · c1 белая ладья · f1 белая ладья · g1 белый король | 8 |
| 7 | a8 чёрная ладья · c8 чёрный слон · f8 чёрная ладья · g8 чёрный король · b7 чёрная пешка · d7 чёрный конь · e7 чёрный ферзь · f7 чёрная пешка · g7 чёрная пешка · h7 чёрная пешка · a6 чёрная пешка · c6 чёрная пешка · f6 чёрный конь · d5 чёрная пешка · d4 белая пешка · b3 белый ферзь · c3 белый конь · d3 белый слон · e3 белая пешка · f3 белый конь · a2 белая пешка · b2 белая пешка · f2 белая пешка · g2 белая пешка · h2 белая пешка · c1 белая ладья · f1 белая ладья · g1 белый король | a8 чёрная ладья · c8 чёрный слон · f8 чёрная ладья · g8 чёрный король · b7 чёрная пешка · d7 чёрный конь · e7 чёрный ферзь · f7 чёрная пешка · g7 чёрная пешка · h7 чёрная пешка · a6 чёрная пешка · c6 чёрная пешка · f6 чёрный конь · d5 чёрная пешка · d4 белая пешка · b3 белый ферзь · c3 белый конь · d3 белый слон · e3 белая пешка · f3 белый конь · a2 белая пешка · b2 белая пешка · f2 белая пешка · g2 белая пешка · h2 белая пешка · c1 белая ладья · f1 белая ладья · g1 белый король | a8 чёрная ладья · c8 чёрный слон · f8 чёрная ладья · g8 чёрный король · b7 чёрная пешка · d7 чёрный конь · e7 чёрный ферзь · f7 чёрная пешка · g7 чёрная пешка · h7 чёрная пешка · a6 чёрная пешка · c6 чёрная пешка · f6 чёрный конь · d5 чёрная пешка · d4 белая пешка · b3 белый ферзь · c3 белый конь · d3 белый слон · e3 белая пешка · f3 белый конь · a2 белая пешка · b2 белая пешка · f2 белая пешка · g2 белая пешка · h2 белая пешка · c1 белая ладья · f1 белая ладья · g1 белый король | a8 чёрная ладья · c8 чёрный слон · f8 чёрная ладья · g8 чёрный король · b7 чёрная пешка · d7 чёрный конь · e7 чёрный ферзь · f7 чёрная пешка · g7 чёрная пешка · h7 чёрная пешка · a6 чёрная пешка · c6 чёрная пешка · f6 чёрный конь · d5 чёрная пешка · d4 белая пешка · b3 белый ферзь · c3 белый конь · d3 белый слон · e3 белая пешка · f3 белый конь · a2 белая пешка · b2 белая пешка · f2 белая пешка · g2 белая пешка · h2 белая пешка · c1 белая ладья · f1 белая ладья · g1 белый король | a8 чёрная ладья · c8 чёрный слон · f8 чёрная ладья · g8 чёрный король · b7 чёрная пешка · d7 чёрный конь · e7 чёрный ферзь · f7 чёрная пешка · g7 чёрная пешка · h7 чёрная пешка · a6 чёрная пешка · c6 чёрная пешка · f6 чёрный конь · d5 чёрная пешка · d4 белая пешка · b3 белый ферзь · c3 белый конь · d3 белый слон · e3 белая пешка · f3 белый конь · a2 белая пешка · b2 белая пешка · f2 белая пешка · g2 белая пешка · h2 белая пешка · c1 белая ладья · f1 белая ладья · g1 белый король | a8 чёрная ладья · c8 чёрный слон · f8 чёрная ладья · g8 чёрный король · b7 чёрная пешка · d7 чёрный конь · e7 чёрный ферзь · f7 чёрная пешка · g7 чёрная пешка · h7 чёрная пешка · a6 чёрная пешка · c6 чёрная пешка · f6 чёрный конь · d5 чёрная пешка · d4 белая пешка · b3 белый ферзь · c3 белый конь · d3 белый слон · e3 белая пешка · f3 белый конь · a2 белая пешка · b2 белая пешка · f2 белая пешка · g2 белая пешка · h2 белая пешка · c1 белая ладья · f1 белая ладья · g1 белый король | a8 чёрная ладья · c8 чёрный слон · f8 чёрная ладья · g8 чёрный король · b7 чёрная пешка · d7 чёрный конь · e7 чёрный ферзь · f7 чёрная пешка · g7 чёрная пешка · h7 чёрная пешка · a6 чёрная пешка · c6 чёрная пешка · f6 чёрный конь · d5 чёрная пешка · d4 белая пешка · b3 белый ферзь · c3 белый конь · d3 белый слон · e3 белая пешка · f3 белый конь · a2 белая пешка · b2 белая пешка · f2 белая пешка · g2 белая пешка · h2 белая пешка · c1 белая ладья · f1 белая ладья · g1 белый король | a8 чёрная ладья · c8 чёрный слон · f8 чёрная ладья · g8 чёрный король · b7 чёрная пешка · d7 чёрный конь · e7 чёрный ферзь · f7 чёрная пешка · g7 чёрная пешка · h7 чёрная пешка · a6 чёрная пешка · c6 чёрная пешка · f6 чёрный конь · d5 чёрная пешка · d4 белая пешка · b3 белый ферзь · c3 белый конь · d3 белый слон · e3 белая пешка · f3 белый конь · a2 белая пешка · b2 белая пешка · f2 белая пешка · g2 белая пешка · h2 белая пешка · c1 белая ладья · f1 белая ладья · g1 белый король | 7 |
| 6 | a8 чёрная ладья · c8 чёрный слон · f8 чёрная ладья · g8 чёрный король · b7 чёрная пешка · d7 чёрный конь · e7 чёрный ферзь · f7 чёрная пешка · g7 чёрная пешка · h7 чёрная пешка · a6 чёрная пешка · c6 чёрная пешка · f6 чёрный конь · d5 чёрная пешка · d4 белая пешка · b3 белый ферзь · c3 белый конь · d3 белый слон · e3 белая пешка · f3 белый конь · a2 белая пешка · b2 белая пешка · f2 белая пешка · g2 белая пешка · h2 белая пешка · c1 белая ладья · f1 белая ладья · g1 белый король | a8 чёрная ладья · c8 чёрный слон · f8 чёрная ладья · g8 чёрный король · b7 чёрная пешка · d7 чёрный конь · e7 чёрный ферзь · f7 чёрная пешка · g7 чёрная пешка · h7 чёрная пешка · a6 чёрная пешка · c6 чёрная пешка · f6 чёрный конь · d5 чёрная пешка · d4 белая пешка · b3 белый ферзь · c3 белый конь · d3 белый слон · e3 белая пешка · f3 белый конь · a2 белая пешка · b2 белая пешка · f2 белая пешка · g2 белая пешка · h2 белая пешка · c1 белая ладья · f1 белая ладья · g1 белый король | a8 чёрная ладья · c8 чёрный слон · f8 чёрная ладья · g8 чёрный король · b7 чёрная пешка · d7 чёрный конь · e7 чёрный ферзь · f7 чёрная пешка · g7 чёрная пешка · h7 чёрная пешка · a6 чёрная пешка · c6 чёрная пешка · f6 чёрный конь · d5 чёрная пешка · d4 белая пешка · b3 белый ферзь · c3 белый конь · d3 белый слон · e3 белая пешка · f3 белый конь · a2 белая пешка · b2 белая пешка · f2 белая пешка · g2 белая пешка · h2 белая пешка · c1 белая ладья · f1 белая ладья · g1 белый король | a8 чёрная ладья · c8 чёрный слон · f8 чёрная ладья · g8 чёрный король · b7 чёрная пешка · d7 чёрный конь · e7 чёрный ферзь · f7 чёрная пешка · g7 чёрная пешка · h7 чёрная пешка · a6 чёрная пешка · c6 чёрная пешка · f6 чёрный конь · d5 чёрная пешка · d4 белая пешка · b3 белый ферзь · c3 белый конь · d3 белый слон · e3 белая пешка · f3 белый конь · a2 белая пешка · b2 белая пешка · f2 белая пешка · g2 белая пешка · h2 белая пешка · c1 белая ладья · f1 белая ладья · g1 белый король | a8 чёрная ладья · c8 чёрный слон · f8 чёрная ладья · g8 чёрный король · b7 чёрная пешка · d7 чёрный конь · e7 чёрный ферзь · f7 чёрная пешка · g7 чёрная пешка · h7 чёрная пешка · a6 чёрная пешка · c6 чёрная пешка · f6 чёрный конь · d5 чёрная пешка · d4 белая пешка · b3 белый ферзь · c3 белый конь · d3 белый слон · e3 белая пешка · f3 белый конь · a2 белая пешка · b2 белая пешка · f2 белая пешка · g2 белая пешка · h2 белая пешка · c1 белая ладья · f1 белая ладья · g1 белый король | a8 чёрная ладья · c8 чёрный слон · f8 чёрная ладья · g8 чёрный король · b7 чёрная пешка · d7 чёрный конь · e7 чёрный ферзь · f7 чёрная пешка · g7 чёрная пешка · h7 чёрная пешка · a6 чёрная пешка · c6 чёрная пешка · f6 чёрный конь · d5 чёрная пешка · d4 белая пешка · b3 белый ферзь · c3 белый конь · d3 белый слон · e3 белая пешка · f3 белый конь · a2 белая пешка · b2 белая пешка · f2 белая пешка · g2 белая пешка · h2 белая пешка · c1 белая ладья · f1 белая ладья · g1 белый король | a8 чёрная ладья · c8 чёрный слон · f8 чёрная ладья · g8 чёрный король · b7 чёрная пешка · d7 чёрный конь · e7 чёрный ферзь · f7 чёрная пешка · g7 чёрная пешка · h7 чёрная пешка · a6 чёрная пешка · c6 чёрная пешка · f6 чёрный конь · d5 чёрная пешка · d4 белая пешка · b3 белый ферзь · c3 белый конь · d3 белый слон · e3 белая пешка · f3 белый конь · a2 белая пешка · b2 белая пешка · f2 белая пешка · g2 белая пешка · h2 белая пешка · c1 белая ладья · f1 белая ладья · g1 белый король | a8 чёрная ладья · c8 чёрный слон · f8 чёрная ладья · g8 чёрный король · b7 чёрная пешка · d7 чёрный конь · e7 чёрный ферзь · f7 чёрная пешка · g7 чёрная пешка · h7 чёрная пешка · a6 чёрная пешка · c6 чёрная пешка · f6 чёрный конь · d5 чёрная пешка · d4 белая пешка · b3 белый ферзь · c3 белый конь · d3 белый слон · e3 белая пешка · f3 белый конь · a2 белая пешка · b2 белая пешка · f2 белая пешка · g2 белая пешка · h2 белая пешка · c1 белая ладья · f1 белая ладья · g1 белый король | 6 |
| 5 | a8 чёрная ладья · c8 чёрный слон · f8 чёрная ладья · g8 чёрный король · b7 чёрная пешка · d7 чёрный конь · e7 чёрный ферзь · f7 чёрная пешка · g7 чёрная пешка · h7 чёрная пешка · a6 чёрная пешка · c6 чёрная пешка · f6 чёрный конь · d5 чёрная пешка · d4 белая пешка · b3 белый ферзь · c3 белый конь · d3 белый слон · e3 белая пешка · f3 белый конь · a2 белая пешка · b2 белая пешка · f2 белая пешка · g2 белая пешка · h2 белая пешка · c1 белая ладья · f1 белая ладья · g1 белый король | a8 чёрная ладья · c8 чёрный слон · f8 чёрная ладья · g8 чёрный король · b7 чёрная пешка · d7 чёрный конь · e7 чёрный ферзь · f7 чёрная пешка · g7 чёрная пешка · h7 чёрная пешка · a6 чёрная пешка · c6 чёрная пешка · f6 чёрный конь · d5 чёрная пешка · d4 белая пешка · b3 белый ферзь · c3 белый конь · d3 белый слон · e3 белая пешка · f3 белый конь · a2 белая пешка · b2 белая пешка · f2 белая пешка · g2 белая пешка · h2 белая пешка · c1 белая ладья · f1 белая ладья · g1 белый король | a8 чёрная ладья · c8 чёрный слон · f8 чёрная ладья · g8 чёрный король · b7 чёрная пешка · d7 чёрный конь · e7 чёрный ферзь · f7 чёрная пешка · g7 чёрная пешка · h7 чёрная пешка · a6 чёрная пешка · c6 чёрная пешка · f6 чёрный конь · d5 чёрная пешка · d4 белая пешка · b3 белый ферзь · c3 белый конь · d3 белый слон · e3 белая пешка · f3 белый конь · a2 белая пешка · b2 белая пешка · f2 белая пешка · g2 белая пешка · h2 белая пешка · c1 белая ладья · f1 белая ладья · g1 белый король | a8 чёрная ладья · c8 чёрный слон · f8 чёрная ладья · g8 чёрный король · b7 чёрная пешка · d7 чёрный конь · e7 чёрный ферзь · f7 чёрная пешка · g7 чёрная пешка · h7 чёрная пешка · a6 чёрная пешка · c6 чёрная пешка · f6 чёрный конь · d5 чёрная пешка · d4 белая пешка · b3 белый ферзь · c3 белый конь · d3 белый слон · e3 белая пешка · f3 белый конь · a2 белая пешка · b2 белая пешка · f2 белая пешка · g2 белая пешка · h2 белая пешка · c1 белая ладья · f1 белая ладья · g1 белый король | a8 чёрная ладья · c8 чёрный слон · f8 чёрная ладья · g8 чёрный король · b7 чёрная пешка · d7 чёрный конь · e7 чёрный ферзь · f7 чёрная пешка · g7 чёрная пешка · h7 чёрная пешка · a6 чёрная пешка · c6 чёрная пешка · f6 чёрный конь · d5 чёрная пешка · d4 белая пешка · b3 белый ферзь · c3 белый конь · d3 белый слон · e3 белая пешка · f3 белый конь · a2 белая пешка · b2 белая пешка · f2 белая пешка · g2 белая пешка · h2 белая пешка · c1 белая ладья · f1 белая ладья · g1 белый король | a8 чёрная ладья · c8 чёрный слон · f8 чёрная ладья · g8 чёрный король · b7 чёрная пешка · d7 чёрный конь · e7 чёрный ферзь · f7 чёрная пешка · g7 чёрная пешка · h7 чёрная пешка · a6 чёрная пешка · c6 чёрная пешка · f6 чёрный конь · d5 чёрная пешка · d4 белая пешка · b3 белый ферзь · c3 белый конь · d3 белый слон · e3 белая пешка · f3 белый конь · a2 белая пешка · b2 белая пешка · f2 белая пешка · g2 белая пешка · h2 белая пешка · c1 белая ладья · f1 белая ладья · g1 белый король | a8 чёрная ладья · c8 чёрный слон · f8 чёрная ладья · g8 чёрный король · b7 чёрная пешка · d7 чёрный конь · e7 чёрный ферзь · f7 чёрная пешка · g7 чёрная пешка · h7 чёрная пешка · a6 чёрная пешка · c6 чёрная пешка · f6 чёрный конь · d5 чёрная пешка · d4 белая пешка · b3 белый ферзь · c3 белый конь · d3 белый слон · e3 белая пешка · f3 белый конь · a2 белая пешка · b2 белая пешка · f2 белая пешка · g2 белая пешка · h2 белая пешка · c1 белая ладья · f1 белая ладья · g1 белый король | a8 чёрная ладья · c8 чёрный слон · f8 чёрная ладья · g8 чёрный король · b7 чёрная пешка · d7 чёрный конь · e7 чёрный ферзь · f7 чёрная пешка · g7 чёрная пешка · h7 чёрная пешка · a6 чёрная пешка · c6 чёрная пешка · f6 чёрный конь · d5 чёрная пешка · d4 белая пешка · b3 белый ферзь · c3 белый конь · d3 белый слон · e3 белая пешка · f3 белый конь · a2 белая пешка · b2 белая пешка · f2 белая пешка · g2 белая пешка · h2 белая пешка · c1 белая ладья · f1 белая ладья · g1 белый король | 5 |
| 4 | a8 чёрная ладья · c8 чёрный слон · f8 чёрная ладья · g8 чёрный король · b7 чёрная пешка · d7 чёрный конь · e7 чёрный ферзь · f7 чёрная пешка · g7 чёрная пешка · h7 чёрная пешка · a6 чёрная пешка · c6 чёрная пешка · f6 чёрный конь · d5 чёрная пешка · d4 белая пешка · b3 белый ферзь · c3 белый конь · d3 белый слон · e3 белая пешка · f3 белый конь · a2 белая пешка · b2 белая пешка · f2 белая пешка · g2 белая пешка · h2 белая пешка · c1 белая ладья · f1 белая ладья · g1 белый король | a8 чёрная ладья · c8 чёрный слон · f8 чёрная ладья · g8 чёрный король · b7 чёрная пешка · d7 чёрный конь · e7 чёрный ферзь · f7 чёрная пешка · g7 чёрная пешка · h7 чёрная пешка · a6 чёрная пешка · c6 чёрная пешка · f6 чёрный конь · d5 чёрная пешка · d4 белая пешка · b3 белый ферзь · c3 белый конь · d3 белый слон · e3 белая пешка · f3 белый конь · a2 белая пешка · b2 белая пешка · f2 белая пешка · g2 белая пешка · h2 белая пешка · c1 белая ладья · f1 белая ладья · g1 белый король | a8 чёрная ладья · c8 чёрный слон · f8 чёрная ладья · g8 чёрный король · b7 чёрная пешка · d7 чёрный конь · e7 чёрный ферзь · f7 чёрная пешка · g7 чёрная пешка · h7 чёрная пешка · a6 чёрная пешка · c6 чёрная пешка · f6 чёрный конь · d5 чёрная пешка · d4 белая пешка · b3 белый ферзь · c3 белый конь · d3 белый слон · e3 белая пешка · f3 белый конь · a2 белая пешка · b2 белая пешка · f2 белая пешка · g2 белая пешка · h2 белая пешка · c1 белая ладья · f1 белая ладья · g1 белый король | a8 чёрная ладья · c8 чёрный слон · f8 чёрная ладья · g8 чёрный король · b7 чёрная пешка · d7 чёрный конь · e7 чёрный ферзь · f7 чёрная пешка · g7 чёрная пешка · h7 чёрная пешка · a6 чёрная пешка · c6 чёрная пешка · f6 чёрный конь · d5 чёрная пешка · d4 белая пешка · b3 белый ферзь · c3 белый конь · d3 белый слон · e3 белая пешка · f3 белый конь · a2 белая пешка · b2 белая пешка · f2 белая пешка · g2 белая пешка · h2 белая пешка · c1 белая ладья · f1 белая ладья · g1 белый король | a8 чёрная ладья · c8 чёрный слон · f8 чёрная ладья · g8 чёрный король · b7 чёрная пешка · d7 чёрный конь · e7 чёрный ферзь · f7 чёрная пешка · g7 чёрная пешка · h7 чёрная пешка · a6 чёрная пешка · c6 чёрная пешка · f6 чёрный конь · d5 чёрная пешка · d4 белая пешка · b3 белый ферзь · c3 белый конь · d3 белый слон · e3 белая пешка · f3 белый конь · a2 белая пешка · b2 белая пешка · f2 белая пешка · g2 белая пешка · h2 белая пешка · c1 белая ладья · f1 белая ладья · g1 белый король | a8 чёрная ладья · c8 чёрный слон · f8 чёрная ладья · g8 чёрный король · b7 чёрная пешка · d7 чёрный конь · e7 чёрный ферзь · f7 чёрная пешка · g7 чёрная пешка · h7 чёрная пешка · a6 чёрная пешка · c6 чёрная пешка · f6 чёрный конь · d5 чёрная пешка · d4 белая пешка · b3 белый ферзь · c3 белый конь · d3 белый слон · e3 белая пешка · f3 белый конь · a2 белая пешка · b2 белая пешка · f2 белая пешка · g2 белая пешка · h2 белая пешка · c1 белая ладья · f1 белая ладья · g1 белый король | a8 чёрная ладья · c8 чёрный слон · f8 чёрная ладья · g8 чёрный король · b7 чёрная пешка · d7 чёрный конь · e7 чёрный ферзь · f7 чёрная пешка · g7 чёрная пешка · h7 чёрная пешка · a6 чёрная пешка · c6 чёрная пешка · f6 чёрный конь · d5 чёрная пешка · d4 белая пешка · b3 белый ферзь · c3 белый конь · d3 белый слон · e3 белая пешка · f3 белый конь · a2 белая пешка · b2 белая пешка · f2 белая пешка · g2 белая пешка · h2 белая пешка · c1 белая ладья · f1 белая ладья · g1 белый король | a8 чёрная ладья · c8 чёрный слон · f8 чёрная ладья · g8 чёрный король · b7 чёрная пешка · d7 чёрный конь · e7 чёрный ферзь · f7 чёрная пешка · g7 чёрная пешка · h7 чёрная пешка · a6 чёрная пешка · c6 чёрная пешка · f6 чёрный конь · d5 чёрная пешка · d4 белая пешка · b3 белый ферзь · c3 белый конь · d3 белый слон · e3 белая пешка · f3 белый конь · a2 белая пешка · b2 белая пешка · f2 белая пешка · g2 белая пешка · h2 белая пешка · c1 белая ладья · f1 белая ладья · g1 белый король | 4 |
| 3 | a8 чёрная ладья · c8 чёрный слон · f8 чёрная ладья · g8 чёрный король · b7 чёрная пешка · d7 чёрный конь · e7 чёрный ферзь · f7 чёрная пешка · g7 чёрная пешка · h7 чёрная пешка · a6 чёрная пешка · c6 чёрная пешка · f6 чёрный конь · d5 чёрная пешка · d4 белая пешка · b3 белый ферзь · c3 белый конь · d3 белый слон · e3 белая пешка · f3 белый конь · a2 белая пешка · b2 белая пешка · f2 белая пешка · g2 белая пешка · h2 белая пешка · c1 белая ладья · f1 белая ладья · g1 белый король | a8 чёрная ладья · c8 чёрный слон · f8 чёрная ладья · g8 чёрный король · b7 чёрная пешка · d7 чёрный конь · e7 чёрный ферзь · f7 чёрная пешка · g7 чёрная пешка · h7 чёрная пешка · a6 чёрная пешка · c6 чёрная пешка · f6 чёрный конь · d5 чёрная пешка · d4 белая пешка · b3 белый ферзь · c3 белый конь · d3 белый слон · e3 белая пешка · f3 белый конь · a2 белая пешка · b2 белая пешка · f2 белая пешка · g2 белая пешка · h2 белая пешка · c1 белая ладья · f1 белая ладья · g1 белый король | a8 чёрная ладья · c8 чёрный слон · f8 чёрная ладья · g8 чёрный король · b7 чёрная пешка · d7 чёрный конь · e7 чёрный ферзь · f7 чёрная пешка · g7 чёрная пешка · h7 чёрная пешка · a6 чёрная пешка · c6 чёрная пешка · f6 чёрный конь · d5 чёрная пешка · d4 белая пешка · b3 белый ферзь · c3 белый конь · d3 белый слон · e3 белая пешка · f3 белый конь · a2 белая пешка · b2 белая пешка · f2 белая пешка · g2 белая пешка · h2 белая пешка · c1 белая ладья · f1 белая ладья · g1 белый король | a8 чёрная ладья · c8 чёрный слон · f8 чёрная ладья · g8 чёрный король · b7 чёрная пешка · d7 чёрный конь · e7 чёрный ферзь · f7 чёрная пешка · g7 чёрная пешка · h7 чёрная пешка · a6 чёрная пешка · c6 чёрная пешка · f6 чёрный конь · d5 чёрная пешка · d4 белая пешка · b3 белый ферзь · c3 белый конь · d3 белый слон · e3 белая пешка · f3 белый конь · a2 белая пешка · b2 белая пешка · f2 белая пешка · g2 белая пешка · h2 белая пешка · c1 белая ладья · f1 белая ладья · g1 белый король | a8 чёрная ладья · c8 чёрный слон · f8 чёрная ладья · g8 чёрный король · b7 чёрная пешка · d7 чёрный конь · e7 чёрный ферзь · f7 чёрная пешка · g7 чёрная пешка · h7 чёрная пешка · a6 чёрная пешка · c6 чёрная пешка · f6 чёрный конь · d5 чёрная пешка · d4 белая пешка · b3 белый ферзь · c3 белый конь · d3 белый слон · e3 белая пешка · f3 белый конь · a2 белая пешка · b2 белая пешка · f2 белая пешка · g2 белая пешка · h2 белая пешка · c1 белая ладья · f1 белая ладья · g1 белый король | a8 чёрная ладья · c8 чёрный слон · f8 чёрная ладья · g8 чёрный король · b7 чёрная пешка · d7 чёрный конь · e7 чёрный ферзь · f7 чёрная пешка · g7 чёрная пешка · h7 чёрная пешка · a6 чёрная пешка · c6 чёрная пешка · f6 чёрный конь · d5 чёрная пешка · d4 белая пешка · b3 белый ферзь · c3 белый конь · d3 белый слон · e3 белая пешка · f3 белый конь · a2 белая пешка · b2 белая пешка · f2 белая пешка · g2 белая пешка · h2 белая пешка · c1 белая ладья · f1 белая ладья · g1 белый король | a8 чёрная ладья · c8 чёрный слон · f8 чёрная ладья · g8 чёрный король · b7 чёрная пешка · d7 чёрный конь · e7 чёрный ферзь · f7 чёрная пешка · g7 чёрная пешка · h7 чёрная пешка · a6 чёрная пешка · c6 чёрная пешка · f6 чёрный конь · d5 чёрная пешка · d4 белая пешка · b3 белый ферзь · c3 белый конь · d3 белый слон · e3 белая пешка · f3 белый конь · a2 белая пешка · b2 белая пешка · f2 белая пешка · g2 белая пешка · h2 белая пешка · c1 белая ладья · f1 белая ладья · g1 белый король | a8 чёрная ладья · c8 чёрный слон · f8 чёрная ладья · g8 чёрный король · b7 чёрная пешка · d7 чёрный конь · e7 чёрный ферзь · f7 чёрная пешка · g7 чёрная пешка · h7 чёрная пешка · a6 чёрная пешка · c6 чёрная пешка · f6 чёрный конь · d5 чёрная пешка · d4 белая пешка · b3 белый ферзь · c3 белый конь · d3 белый слон · e3 белая пешка · f3 белый конь · a2 белая пешка · b2 белая пешка · f2 белая пешка · g2 белая пешка · h2 белая пешка · c1 белая ладья · f1 белая ладья · g1 белый король | 3 |
| 2 | a8 чёрная ладья · c8 чёрный слон · f8 чёрная ладья · g8 чёрный король · b7 чёрная пешка · d7 чёрный конь · e7 чёрный ферзь · f7 чёрная пешка · g7 чёрная пешка · h7 чёрная пешка · a6 чёрная пешка · c6 чёрная пешка · f6 чёрный конь · d5 чёрная пешка · d4 белая пешка · b3 белый ферзь · c3 белый конь · d3 белый слон · e3 белая пешка · f3 белый конь · a2 белая пешка · b2 белая пешка · f2 белая пешка · g2 белая пешка · h2 белая пешка · c1 белая ладья · f1 белая ладья · g1 белый король | a8 чёрная ладья · c8 чёрный слон · f8 чёрная ладья · g8 чёрный король · b7 чёрная пешка · d7 чёрный конь · e7 чёрный ферзь · f7 чёрная пешка · g7 чёрная пешка · h7 чёрная пешка · a6 чёрная пешка · c6 чёрная пешка · f6 чёрный конь · d5 чёрная пешка · d4 белая пешка · b3 белый ферзь · c3 белый конь · d3 белый слон · e3 белая пешка · f3 белый конь · a2 белая пешка · b2 белая пешка · f2 белая пешка · g2 белая пешка · h2 белая пешка · c1 белая ладья · f1 белая ладья · g1 белый король | a8 чёрная ладья · c8 чёрный слон · f8 чёрная ладья · g8 чёрный король · b7 чёрная пешка · d7 чёрный конь · e7 чёрный ферзь · f7 чёрная пешка · g7 чёрная пешка · h7 чёрная пешка · a6 чёрная пешка · c6 чёрная пешка · f6 чёрный конь · d5 чёрная пешка · d4 белая пешка · b3 белый ферзь · c3 белый конь · d3 белый слон · e3 белая пешка · f3 белый конь · a2 белая пешка · b2 белая пешка · f2 белая пешка · g2 белая пешка · h2 белая пешка · c1 белая ладья · f1 белая ладья · g1 белый король | a8 чёрная ладья · c8 чёрный слон · f8 чёрная ладья · g8 чёрный король · b7 чёрная пешка · d7 чёрный конь · e7 чёрный ферзь · f7 чёрная пешка · g7 чёрная пешка · h7 чёрная пешка · a6 чёрная пешка · c6 чёрная пешка · f6 чёрный конь · d5 чёрная пешка · d4 белая пешка · b3 белый ферзь · c3 белый конь · d3 белый слон · e3 белая пешка · f3 белый конь · a2 белая пешка · b2 белая пешка · f2 белая пешка · g2 белая пешка · h2 белая пешка · c1 белая ладья · f1 белая ладья · g1 белый король | a8 чёрная ладья · c8 чёрный слон · f8 чёрная ладья · g8 чёрный король · b7 чёрная пешка · d7 чёрный конь · e7 чёрный ферзь · f7 чёрная пешка · g7 чёрная пешка · h7 чёрная пешка · a6 чёрная пешка · c6 чёрная пешка · f6 чёрный конь · d5 чёрная пешка · d4 белая пешка · b3 белый ферзь · c3 белый конь · d3 белый слон · e3 белая пешка · f3 белый конь · a2 белая пешка · b2 белая пешка · f2 белая пешка · g2 белая пешка · h2 белая пешка · c1 белая ладья · f1 белая ладья · g1 белый король | a8 чёрная ладья · c8 чёрный слон · f8 чёрная ладья · g8 чёрный король · b7 чёрная пешка · d7 чёрный конь · e7 чёрный ферзь · f7 чёрная пешка · g7 чёрная пешка · h7 чёрная пешка · a6 чёрная пешка · c6 чёрная пешка · f6 чёрный конь · d5 чёрная пешка · d4 белая пешка · b3 белый ферзь · c3 белый конь · d3 белый слон · e3 белая пешка · f3 белый конь · a2 белая пешка · b2 белая пешка · f2 белая пешка · g2 белая пешка · h2 белая пешка · c1 белая ладья · f1 белая ладья · g1 белый король | a8 чёрная ладья · c8 чёрный слон · f8 чёрная ладья · g8 чёрный король · b7 чёрная пешка · d7 чёрный конь · e7 чёрный ферзь · f7 чёрная пешка · g7 чёрная пешка · h7 чёрная пешка · a6 чёрная пешка · c6 чёрная пешка · f6 чёрный конь · d5 чёрная пешка · d4 белая пешка · b3 белый ферзь · c3 белый конь · d3 белый слон · e3 белая пешка · f3 белый конь · a2 белая пешка · b2 белая пешка · f2 белая пешка · g2 белая пешка · h2 белая пешка · c1 белая ладья · f1 белая ладья · g1 белый король | a8 чёрная ладья · c8 чёрный слон · f8 чёрная ладья · g8 чёрный король · b7 чёрная пешка · d7 чёрный конь · e7 чёрный ферзь · f7 чёрная пешка · g7 чёрная пешка · h7 чёрная пешка · a6 чёрная пешка · c6 чёрная пешка · f6 чёрный конь · d5 чёрная пешка · d4 белая пешка · b3 белый ферзь · c3 белый конь · d3 белый слон · e3 белая пешка · f3 белый конь · a2 белая пешка · b2 белая пешка · f2 белая пешка · g2 белая пешка · h2 белая пешка · c1 белая ладья · f1 белая ладья · g1 белый король | 2 |
| 1 | a8 чёрная ладья · c8 чёрный слон · f8 чёрная ладья · g8 чёрный король · b7 чёрная пешка · d7 чёрный конь · e7 чёрный ферзь · f7 чёрная пешка · g7 чёрная пешка · h7 чёрная пешка · a6 чёрная пешка · c6 чёрная пешка · f6 чёрный конь · d5 чёрная пешка · d4 белая пешка · b3 белый ферзь · c3 белый конь · d3 белый слон · e3 белая пешка · f3 белый конь · a2 белая пешка · b2 белая пешка · f2 белая пешка · g2 белая пешка · h2 белая пешка · c1 белая ладья · f1 белая ладья · g1 белый король | a8 чёрная ладья · c8 чёрный слон · f8 чёрная ладья · g8 чёрный король · b7 чёрная пешка · d7 чёрный конь · e7 чёрный ферзь · f7 чёрная пешка · g7 чёрная пешка · h7 чёрная пешка · a6 чёрная пешка · c6 чёрная пешка · f6 чёрный конь · d5 чёрная пешка · d4 белая пешка · b3 белый ферзь · c3 белый конь · d3 белый слон · e3 белая пешка · f3 белый конь · a2 белая пешка · b2 белая пешка · f2 белая пешка · g2 белая пешка · h2 белая пешка · c1 белая ладья · f1 белая ладья · g1 белый король | a8 чёрная ладья · c8 чёрный слон · f8 чёрная ладья · g8 чёрный король · b7 чёрная пешка · d7 чёрный конь · e7 чёрный ферзь · f7 чёрная пешка · g7 чёрная пешка · h7 чёрная пешка · a6 чёрная пешка · c6 чёрная пешка · f6 чёрный конь · d5 чёрная пешка · d4 белая пешка · b3 белый ферзь · c3 белый конь · d3 белый слон · e3 белая пешка · f3 белый конь · a2 белая пешка · b2 белая пешка · f2 белая пешка · g2 белая пешка · h2 белая пешка · c1 белая ладья · f1 белая ладья · g1 белый король | a8 чёрная ладья · c8 чёрный слон · f8 чёрная ладья · g8 чёрный король · b7 чёрная пешка · d7 чёрный конь · e7 чёрный ферзь · f7 чёрная пешка · g7 чёрная пешка · h7 чёрная пешка · a6 чёрная пешка · c6 чёрная пешка · f6 чёрный конь · d5 чёрная пешка · d4 белая пешка · b3 белый ферзь · c3 белый конь · d3 белый слон · e3 белая пешка · f3 белый конь · a2 белая пешка · b2 белая пешка · f2 белая пешка · g2 белая пешка · h2 белая пешка · c1 белая ладья · f1 белая ладья · g1 белый король | a8 чёрная ладья · c8 чёрный слон · f8 чёрная ладья · g8 чёрный король · b7 чёрная пешка · d7 чёрный конь · e7 чёрный ферзь · f7 чёрная пешка · g7 чёрная пешка · h7 чёрная пешка · a6 чёрная пешка · c6 чёрная пешка · f6 чёрный конь · d5 чёрная пешка · d4 белая пешка · b3 белый ферзь · c3 белый конь · d3 белый слон · e3 белая пешка · f3 белый конь · a2 белая пешка · b2 белая пешка · f2 белая пешка · g2 белая пешка · h2 белая пешка · c1 белая ладья · f1 белая ладья · g1 белый король | a8 чёрная ладья · c8 чёрный слон · f8 чёрная ладья · g8 чёрный король · b7 чёрная пешка · d7 чёрный конь · e7 чёрный ферзь · f7 чёрная пешка · g7 чёрная пешка · h7 чёрная пешка · a6 чёрная пешка · c6 чёрная пешка · f6 чёрный конь · d5 чёрная пешка · d4 белая пешка · b3 белый ферзь · c3 белый конь · d3 белый слон · e3 белая пешка · f3 белый конь · a2 белая пешка · b2 белая пешка · f2 белая пешка · g2 белая пешка · h2 белая пешка · c1 белая ладья · f1 белая ладья · g1 белый король | a8 чёрная ладья · c8 чёрный слон · f8 чёрная ладья · g8 чёрный король · b7 чёрная пешка · d7 чёрный конь · e7 чёрный ферзь · f7 чёрная пешка · g7 чёрная пешка · h7 чёрная пешка · a6 чёрная пешка · c6 чёрная пешка · f6 чёрный конь · d5 чёрная пешка · d4 белая пешка · b3 белый ферзь · c3 белый конь · d3 белый слон · e3 белая пешка · f3 белый конь · a2 белая пешка · b2 белая пешка · f2 белая пешка · g2 белая пешка · h2 белая пешка · c1 белая ладья · f1 белая ладья · g1 белый король | a8 чёрная ладья · c8 чёрный слон · f8 чёрная ладья · g8 чёрный король · b7 чёрная пешка · d7 чёрный конь · e7 чёрный ферзь · f7 чёрная пешка · g7 чёрная пешка · h7 чёрная пешка · a6 чёрная пешка · c6 чёрная пешка · f6 чёрный конь · d5 чёрная пешка · d4 белая пешка · b3 белый ферзь · c3 белый конь · d3 белый слон · e3 белая пешка · f3 белый конь · a2 белая пешка · b2 белая пешка · f2 белая пешка · g2 белая пешка · h2 белая пешка · c1 белая ладья · f1 белая ладья · g1 белый король | 1 |
|   | a | b | c | d | e | f | g | h |   |

#### Атака пешечного меньшинства
Основная статья: Атака пешечного меньшинства

#### Прорыв в центре
Прорыв е3-e4 чаще всего осуществляется при поддержке пешки на f3 и ладьи на e1, но может быть проведен и при коне на f3, особенно если черные отстали в развитии.
В партии Ботвинник — Керес белые показали классический пример прорыва в центре:
13. f3 Сe7 14. Лbe1 Кd7 15. С:e7 Л:e7 16. Кg3 Кf6 17. Фf2 Сe6 18. Кf5 С:f5 19. С:f5 Фb6.
Белые усилили свою позицию и эффективно проводят тематический прорыв.
20. e4! de 21. fe Лd8 22. e5 Кd5 23. Кe4 Кf8 24. Nd6.
У белых большое позиционное преимущество, и на 37-м ходу черные сдались.

#### Форпост на e5
При осуществлении этого плана белые помещают коня на e5 и подкрепляют его пешкой с f4. Конь заметно стесняет позицию черных, а при его размене белые получают сильную пешку на e5 и полуоткрытую вертикаль «f» для ладьи.
Каспаров в партии с Пигусовым осуществил этот план следующим образом:
12. Кe5 Кd7 13. С:e7 Ф:e7 14. f4 Кdf8 15. e4 К:e5 16. fe Сe6.
Белые получили сильную пешку на e5 и начинают фигурную атаку на королевском фланге.
17. ed С:d5 18. К:d5 cd 19. Сf5 Фb4 20. Лd1 h6 21. Фf2 Лe7 22. Лd3 Лc7 23. Лb3 Фe7 24. Лg3,
и белые выиграли прямой атакой на короля на 37-м ходу.

#### Фигурное давление на ферзевом фланге
Менее распространенный, но возможный план, применяемый в том случае, когда черные ослабили позицию на ферзевом фланге ходом a7-a6. Белые стремятся вторгнуться конём или тяжелыми фигурами на поля с5, d6 и, при возможности, b6, максимально стесняя позицию черных. План выигрывает в силе, если у соперника остается плохой белопольный слон.
Классический образец претворения в жизнь этого плана продемонстрировал Капабланка в партии с Мизесом:
13. Кa4!
Конь идет на слабое поле c5.
13... Кe4 14. С:e4 Ф:e4 15. Фb4 Фg6 16. Фe7.
Белые вторгаются по черным полям, тем временем подтягивая ладьи и второго коня на ферзевый фланг.
16...f6 17. Лc3 Фe8 18. Фd6 Лf7 19. Лfc1 Фf8 20. Ф:f8 Kр:f8 21. Кe1 Крe8 22. Кd3! Лb8 23. f3 Лe7 24. Крf2 Кf8 25. Лb3 Кd7 26. g4 b5?? 27. Кac5 Кb6 28. Кb4.
У черных нет полезных ходов, зажим на ферзевом фланге очень сильно стесняет их позицию.
28...Сb7 29. К:b7 Лb:b7 30. Л:c6 a5 31. Л:b6! ab 32. Л:b7 Л:b7 33. Л:b4. Черные сдались.

### За черных
|   | a | b | c | d | e | f | g | h |   |
| - | --- | --- | --- | --- | --- | --- | --- | --- | - |
| 8 | a8 чёрная ладья · c8 чёрный слон · d8 чёрный ферзь · e8 чёрная ладья · f8 чёрный конь · g8 чёрный король · b7 чёрная пешка · e7 чёрный слон · f7 чёрная пешка · g7 чёрная пешка · h7 чёрная пешка · a6 чёрная пешка · c6 чёрная пешка · f6 чёрный конь · d5 чёрная пешка · g5 белый слон · d4 белая пешка · a3 белая пешка · c3 белый конь · d3 белый слон · e3 белая пешка · f3 белый конь · b2 белая пешка · c2 белый ферзь · f2 белая пешка · g2 белая пешка · h2 белая пешка · c1 белая ладья · f1 белая ладья · g1 белый король | a8 чёрная ладья · c8 чёрный слон · d8 чёрный ферзь · e8 чёрная ладья · f8 чёрный конь · g8 чёрный король · b7 чёрная пешка · e7 чёрный слон · f7 чёрная пешка · g7 чёрная пешка · h7 чёрная пешка · a6 чёрная пешка · c6 чёрная пешка · f6 чёрный конь · d5 чёрная пешка · g5 белый слон · d4 белая пешка · a3 белая пешка · c3 белый конь · d3 белый слон · e3 белая пешка · f3 белый конь · b2 белая пешка · c2 белый ферзь · f2 белая пешка · g2 белая пешка · h2 белая пешка · c1 белая ладья · f1 белая ладья · g1 белый король | a8 чёрная ладья · c8 чёрный слон · d8 чёрный ферзь · e8 чёрная ладья · f8 чёрный конь · g8 чёрный король · b7 чёрная пешка · e7 чёрный слон · f7 чёрная пешка · g7 чёрная пешка · h7 чёрная пешка · a6 чёрная пешка · c6 чёрная пешка · f6 чёрный конь · d5 чёрная пешка · g5 белый слон · d4 белая пешка · a3 белая пешка · c3 белый конь · d3 белый слон · e3 белая пешка · f3 белый конь · b2 белая пешка · c2 белый ферзь · f2 белая пешка · g2 белая пешка · h2 белая пешка · c1 белая ладья · f1 белая ладья · g1 белый король | a8 чёрная ладья · c8 чёрный слон · d8 чёрный ферзь · e8 чёрная ладья · f8 чёрный конь · g8 чёрный король · b7 чёрная пешка · e7 чёрный слон · f7 чёрная пешка · g7 чёрная пешка · h7 чёрная пешка · a6 чёрная пешка · c6 чёрная пешка · f6 чёрный конь · d5 чёрная пешка · g5 белый слон · d4 белая пешка · a3 белая пешка · c3 белый конь · d3 белый слон · e3 белая пешка · f3 белый конь · b2 белая пешка · c2 белый ферзь · f2 белая пешка · g2 белая пешка · h2 белая пешка · c1 белая ладья · f1 белая ладья · g1 белый король | a8 чёрная ладья · c8 чёрный слон · d8 чёрный ферзь · e8 чёрная ладья · f8 чёрный конь · g8 чёрный король · b7 чёрная пешка · e7 чёрный слон · f7 чёрная пешка · g7 чёрная пешка · h7 чёрная пешка · a6 чёрная пешка · c6 чёрная пешка · f6 чёрный конь · d5 чёрная пешка · g5 белый слон · d4 белая пешка · a3 белая пешка · c3 белый конь · d3 белый слон · e3 белая пешка · f3 белый конь · b2 белая пешка · c2 белый ферзь · f2 белая пешка · g2 белая пешка · h2 белая пешка · c1 белая ладья · f1 белая ладья · g1 белый король | a8 чёрная ладья · c8 чёрный слон · d8 чёрный ферзь · e8 чёрная ладья · f8 чёрный конь · g8 чёрный король · b7 чёрная пешка · e7 чёрный слон · f7 чёрная пешка · g7 чёрная пешка · h7 чёрная пешка · a6 чёрная пешка · c6 чёрная пешка · f6 чёрный конь · d5 чёрная пешка · g5 белый слон · d4 белая пешка · a3 белая пешка · c3 белый конь · d3 белый слон · e3 белая пешка · f3 белый конь · b2 белая пешка · c2 белый ферзь · f2 белая пешка · g2 белая пешка · h2 белая пешка · c1 белая ладья · f1 белая ладья · g1 белый король | a8 чёрная ладья · c8 чёрный слон · d8 чёрный ферзь · e8 чёрная ладья · f8 чёрный конь · g8 чёрный король · b7 чёрная пешка · e7 чёрный слон · f7 чёрная пешка · g7 чёрная пешка · h7 чёрная пешка · a6 чёрная пешка · c6 чёрная пешка · f6 чёрный конь · d5 чёрная пешка · g5 белый слон · d4 белая пешка · a3 белая пешка · c3 белый конь · d3 белый слон · e3 белая пешка · f3 белый конь · b2 белая пешка · c2 белый ферзь · f2 белая пешка · g2 белая пешка · h2 белая пешка · c1 белая ладья · f1 белая ладья · g1 белый король | a8 чёрная ладья · c8 чёрный слон · d8 чёрный ферзь · e8 чёрная ладья · f8 чёрный конь · g8 чёрный король · b7 чёрная пешка · e7 чёрный слон · f7 чёрная пешка · g7 чёрная пешка · h7 чёрная пешка · a6 чёрная пешка · c6 чёрная пешка · f6 чёрный конь · d5 чёрная пешка · g5 белый слон · d4 белая пешка · a3 белая пешка · c3 белый конь · d3 белый слон · e3 белая пешка · f3 белый конь · b2 белая пешка · c2 белый ферзь · f2 белая пешка · g2 белая пешка · h2 белая пешка · c1 белая ладья · f1 белая ладья · g1 белый король | 8 |
| 7 | a8 чёрная ладья · c8 чёрный слон · d8 чёрный ферзь · e8 чёрная ладья · f8 чёрный конь · g8 чёрный король · b7 чёрная пешка · e7 чёрный слон · f7 чёрная пешка · g7 чёрная пешка · h7 чёрная пешка · a6 чёрная пешка · c6 чёрная пешка · f6 чёрный конь · d5 чёрная пешка · g5 белый слон · d4 белая пешка · a3 белая пешка · c3 белый конь · d3 белый слон · e3 белая пешка · f3 белый конь · b2 белая пешка · c2 белый ферзь · f2 белая пешка · g2 белая пешка · h2 белая пешка · c1 белая ладья · f1 белая ладья · g1 белый король | a8 чёрная ладья · c8 чёрный слон · d8 чёрный ферзь · e8 чёрная ладья · f8 чёрный конь · g8 чёрный король · b7 чёрная пешка · e7 чёрный слон · f7 чёрная пешка · g7 чёрная пешка · h7 чёрная пешка · a6 чёрная пешка · c6 чёрная пешка · f6 чёрный конь · d5 чёрная пешка · g5 белый слон · d4 белая пешка · a3 белая пешка · c3 белый конь · d3 белый слон · e3 белая пешка · f3 белый конь · b2 белая пешка · c2 белый ферзь · f2 белая пешка · g2 белая пешка · h2 белая пешка · c1 белая ладья · f1 белая ладья · g1 белый король | a8 чёрная ладья · c8 чёрный слон · d8 чёрный ферзь · e8 чёрная ладья · f8 чёрный конь · g8 чёрный король · b7 чёрная пешка · e7 чёрный слон · f7 чёрная пешка · g7 чёрная пешка · h7 чёрная пешка · a6 чёрная пешка · c6 чёрная пешка · f6 чёрный конь · d5 чёрная пешка · g5 белый слон · d4 белая пешка · a3 белая пешка · c3 белый конь · d3 белый слон · e3 белая пешка · f3 белый конь · b2 белая пешка · c2 белый ферзь · f2 белая пешка · g2 белая пешка · h2 белая пешка · c1 белая ладья · f1 белая ладья · g1 белый король | a8 чёрная ладья · c8 чёрный слон · d8 чёрный ферзь · e8 чёрная ладья · f8 чёрный конь · g8 чёрный король · b7 чёрная пешка · e7 чёрный слон · f7 чёрная пешка · g7 чёрная пешка · h7 чёрная пешка · a6 чёрная пешка · c6 чёрная пешка · f6 чёрный конь · d5 чёрная пешка · g5 белый слон · d4 белая пешка · a3 белая пешка · c3 белый конь · d3 белый слон · e3 белая пешка · f3 белый конь · b2 белая пешка · c2 белый ферзь · f2 белая пешка · g2 белая пешка · h2 белая пешка · c1 белая ладья · f1 белая ладья · g1 белый король | a8 чёрная ладья · c8 чёрный слон · d8 чёрный ферзь · e8 чёрная ладья · f8 чёрный конь · g8 чёрный король · b7 чёрная пешка · e7 чёрный слон · f7 чёрная пешка · g7 чёрная пешка · h7 чёрная пешка · a6 чёрная пешка · c6 чёрная пешка · f6 чёрный конь · d5 чёрная пешка · g5 белый слон · d4 белая пешка · a3 белая пешка · c3 белый конь · d3 белый слон · e3 белая пешка · f3 белый конь · b2 белая пешка · c2 белый ферзь · f2 белая пешка · g2 белая пешка · h2 белая пешка · c1 белая ладья · f1 белая ладья · g1 белый король | a8 чёрная ладья · c8 чёрный слон · d8 чёрный ферзь · e8 чёрная ладья · f8 чёрный конь · g8 чёрный король · b7 чёрная пешка · e7 чёрный слон · f7 чёрная пешка · g7 чёрная пешка · h7 чёрная пешка · a6 чёрная пешка · c6 чёрная пешка · f6 чёрный конь · d5 чёрная пешка · g5 белый слон · d4 белая пешка · a3 белая пешка · c3 белый конь · d3 белый слон · e3 белая пешка · f3 белый конь · b2 белая пешка · c2 белый ферзь · f2 белая пешка · g2 белая пешка · h2 белая пешка · c1 белая ладья · f1 белая ладья · g1 белый король | a8 чёрная ладья · c8 чёрный слон · d8 чёрный ферзь · e8 чёрная ладья · f8 чёрный конь · g8 чёрный король · b7 чёрная пешка · e7 чёрный слон · f7 чёрная пешка · g7 чёрная пешка · h7 чёрная пешка · a6 чёрная пешка · c6 чёрная пешка · f6 чёрный конь · d5 чёрная пешка · g5 белый слон · d4 белая пешка · a3 белая пешка · c3 белый конь · d3 белый слон · e3 белая пешка · f3 белый конь · b2 белая пешка · c2 белый ферзь · f2 белая пешка · g2 белая пешка · h2 белая пешка · c1 белая ладья · f1 белая ладья · g1 белый король | a8 чёрная ладья · c8 чёрный слон · d8 чёрный ферзь · e8 чёрная ладья · f8 чёрный конь · g8 чёрный король · b7 чёрная пешка · e7 чёрный слон · f7 чёрная пешка · g7 чёрная пешка · h7 чёрная пешка · a6 чёрная пешка · c6 чёрная пешка · f6 чёрный конь · d5 чёрная пешка · g5 белый слон · d4 белая пешка · a3 белая пешка · c3 белый конь · d3 белый слон · e3 белая пешка · f3 белый конь · b2 белая пешка · c2 белый ферзь · f2 белая пешка · g2 белая пешка · h2 белая пешка · c1 белая ладья · f1 белая ладья · g1 белый король | 7 |
| 6 | a8 чёрная ладья · c8 чёрный слон · d8 чёрный ферзь · e8 чёрная ладья · f8 чёрный конь · g8 чёрный король · b7 чёрная пешка · e7 чёрный слон · f7 чёрная пешка · g7 чёрная пешка · h7 чёрная пешка · a6 чёрная пешка · c6 чёрная пешка · f6 чёрный конь · d5 чёрная пешка · g5 белый слон · d4 белая пешка · a3 белая пешка · c3 белый конь · d3 белый слон · e3 белая пешка · f3 белый конь · b2 белая пешка · c2 белый ферзь · f2 белая пешка · g2 белая пешка · h2 белая пешка · c1 белая ладья · f1 белая ладья · g1 белый король | a8 чёрная ладья · c8 чёрный слон · d8 чёрный ферзь · e8 чёрная ладья · f8 чёрный конь · g8 чёрный король · b7 чёрная пешка · e7 чёрный слон · f7 чёрная пешка · g7 чёрная пешка · h7 чёрная пешка · a6 чёрная пешка · c6 чёрная пешка · f6 чёрный конь · d5 чёрная пешка · g5 белый слон · d4 белая пешка · a3 белая пешка · c3 белый конь · d3 белый слон · e3 белая пешка · f3 белый конь · b2 белая пешка · c2 белый ферзь · f2 белая пешка · g2 белая пешка · h2 белая пешка · c1 белая ладья · f1 белая ладья · g1 белый король | a8 чёрная ладья · c8 чёрный слон · d8 чёрный ферзь · e8 чёрная ладья · f8 чёрный конь · g8 чёрный король · b7 чёрная пешка · e7 чёрный слон · f7 чёрная пешка · g7 чёрная пешка · h7 чёрная пешка · a6 чёрная пешка · c6 чёрная пешка · f6 чёрный конь · d5 чёрная пешка · g5 белый слон · d4 белая пешка · a3 белая пешка · c3 белый конь · d3 белый слон · e3 белая пешка · f3 белый конь · b2 белая пешка · c2 белый ферзь · f2 белая пешка · g2 белая пешка · h2 белая пешка · c1 белая ладья · f1 белая ладья · g1 белый король | a8 чёрная ладья · c8 чёрный слон · d8 чёрный ферзь · e8 чёрная ладья · f8 чёрный конь · g8 чёрный король · b7 чёрная пешка · e7 чёрный слон · f7 чёрная пешка · g7 чёрная пешка · h7 чёрная пешка · a6 чёрная пешка · c6 чёрная пешка · f6 чёрный конь · d5 чёрная пешка · g5 белый слон · d4 белая пешка · a3 белая пешка · c3 белый конь · d3 белый слон · e3 белая пешка · f3 белый конь · b2 белая пешка · c2 белый ферзь · f2 белая пешка · g2 белая пешка · h2 белая пешка · c1 белая ладья · f1 белая ладья · g1 белый король | a8 чёрная ладья · c8 чёрный слон · d8 чёрный ферзь · e8 чёрная ладья · f8 чёрный конь · g8 чёрный король · b7 чёрная пешка · e7 чёрный слон · f7 чёрная пешка · g7 чёрная пешка · h7 чёрная пешка · a6 чёрная пешка · c6 чёрная пешка · f6 чёрный конь · d5 чёрная пешка · g5 белый слон · d4 белая пешка · a3 белая пешка · c3 белый конь · d3 белый слон · e3 белая пешка · f3 белый конь · b2 белая пешка · c2 белый ферзь · f2 белая пешка · g2 белая пешка · h2 белая пешка · c1 белая ладья · f1 белая ладья · g1 белый король | a8 чёрная ладья · c8 чёрный слон · d8 чёрный ферзь · e8 чёрная ладья · f8 чёрный конь · g8 чёрный король · b7 чёрная пешка · e7 чёрный слон · f7 чёрная пешка · g7 чёрная пешка · h7 чёрная пешка · a6 чёрная пешка · c6 чёрная пешка · f6 чёрный конь · d5 чёрная пешка · g5 белый слон · d4 белая пешка · a3 белая пешка · c3 белый конь · d3 белый слон · e3 белая пешка · f3 белый конь · b2 белая пешка · c2 белый ферзь · f2 белая пешка · g2 белая пешка · h2 белая пешка · c1 белая ладья · f1 белая ладья · g1 белый король | a8 чёрная ладья · c8 чёрный слон · d8 чёрный ферзь · e8 чёрная ладья · f8 чёрный конь · g8 чёрный король · b7 чёрная пешка · e7 чёрный слон · f7 чёрная пешка · g7 чёрная пешка · h7 чёрная пешка · a6 чёрная пешка · c6 чёрная пешка · f6 чёрный конь · d5 чёрная пешка · g5 белый слон · d4 белая пешка · a3 белая пешка · c3 белый конь · d3 белый слон · e3 белая пешка · f3 белый конь · b2 белая пешка · c2 белый ферзь · f2 белая пешка · g2 белая пешка · h2 белая пешка · c1 белая ладья · f1 белая ладья · g1 белый король | a8 чёрная ладья · c8 чёрный слон · d8 чёрный ферзь · e8 чёрная ладья · f8 чёрный конь · g8 чёрный король · b7 чёрная пешка · e7 чёрный слон · f7 чёрная пешка · g7 чёрная пешка · h7 чёрная пешка · a6 чёрная пешка · c6 чёрная пешка · f6 чёрный конь · d5 чёрная пешка · g5 белый слон · d4 белая пешка · a3 белая пешка · c3 белый конь · d3 белый слон · e3 белая пешка · f3 белый конь · b2 белая пешка · c2 белый ферзь · f2 белая пешка · g2 белая пешка · h2 белая пешка · c1 белая ладья · f1 белая ладья · g1 белый король | 6 |
| 5 | a8 чёрная ладья · c8 чёрный слон · d8 чёрный ферзь · e8 чёрная ладья · f8 чёрный конь · g8 чёрный король · b7 чёрная пешка · e7 чёрный слон · f7 чёрная пешка · g7 чёрная пешка · h7 чёрная пешка · a6 чёрная пешка · c6 чёрная пешка · f6 чёрный конь · d5 чёрная пешка · g5 белый слон · d4 белая пешка · a3 белая пешка · c3 белый конь · d3 белый слон · e3 белая пешка · f3 белый конь · b2 белая пешка · c2 белый ферзь · f2 белая пешка · g2 белая пешка · h2 белая пешка · c1 белая ладья · f1 белая ладья · g1 белый король | a8 чёрная ладья · c8 чёрный слон · d8 чёрный ферзь · e8 чёрная ладья · f8 чёрный конь · g8 чёрный король · b7 чёрная пешка · e7 чёрный слон · f7 чёрная пешка · g7 чёрная пешка · h7 чёрная пешка · a6 чёрная пешка · c6 чёрная пешка · f6 чёрный конь · d5 чёрная пешка · g5 белый слон · d4 белая пешка · a3 белая пешка · c3 белый конь · d3 белый слон · e3 белая пешка · f3 белый конь · b2 белая пешка · c2 белый ферзь · f2 белая пешка · g2 белая пешка · h2 белая пешка · c1 белая ладья · f1 белая ладья · g1 белый король | a8 чёрная ладья · c8 чёрный слон · d8 чёрный ферзь · e8 чёрная ладья · f8 чёрный конь · g8 чёрный король · b7 чёрная пешка · e7 чёрный слон · f7 чёрная пешка · g7 чёрная пешка · h7 чёрная пешка · a6 чёрная пешка · c6 чёрная пешка · f6 чёрный конь · d5 чёрная пешка · g5 белый слон · d4 белая пешка · a3 белая пешка · c3 белый конь · d3 белый слон · e3 белая пешка · f3 белый конь · b2 белая пешка · c2 белый ферзь · f2 белая пешка · g2 белая пешка · h2 белая пешка · c1 белая ладья · f1 белая ладья · g1 белый король | a8 чёрная ладья · c8 чёрный слон · d8 чёрный ферзь · e8 чёрная ладья · f8 чёрный конь · g8 чёрный король · b7 чёрная пешка · e7 чёрный слон · f7 чёрная пешка · g7 чёрная пешка · h7 чёрная пешка · a6 чёрная пешка · c6 чёрная пешка · f6 чёрный конь · d5 чёрная пешка · g5 белый слон · d4 белая пешка · a3 белая пешка · c3 белый конь · d3 белый слон · e3 белая пешка · f3 белый конь · b2 белая пешка · c2 белый ферзь · f2 белая пешка · g2 белая пешка · h2 белая пешка · c1 белая ладья · f1 белая ладья · g1 белый король | a8 чёрная ладья · c8 чёрный слон · d8 чёрный ферзь · e8 чёрная ладья · f8 чёрный конь · g8 чёрный король · b7 чёрная пешка · e7 чёрный слон · f7 чёрная пешка · g7 чёрная пешка · h7 чёрная пешка · a6 чёрная пешка · c6 чёрная пешка · f6 чёрный конь · d5 чёрная пешка · g5 белый слон · d4 белая пешка · a3 белая пешка · c3 белый конь · d3 белый слон · e3 белая пешка · f3 белый конь · b2 белая пешка · c2 белый ферзь · f2 белая пешка · g2 белая пешка · h2 белая пешка · c1 белая ладья · f1 белая ладья · g1 белый король | a8 чёрная ладья · c8 чёрный слон · d8 чёрный ферзь · e8 чёрная ладья · f8 чёрный конь · g8 чёрный король · b7 чёрная пешка · e7 чёрный слон · f7 чёрная пешка · g7 чёрная пешка · h7 чёрная пешка · a6 чёрная пешка · c6 чёрная пешка · f6 чёрный конь · d5 чёрная пешка · g5 белый слон · d4 белая пешка · a3 белая пешка · c3 белый конь · d3 белый слон · e3 белая пешка · f3 белый конь · b2 белая пешка · c2 белый ферзь · f2 белая пешка · g2 белая пешка · h2 белая пешка · c1 белая ладья · f1 белая ладья · g1 белый король | a8 чёрная ладья · c8 чёрный слон · d8 чёрный ферзь · e8 чёрная ладья · f8 чёрный конь · g8 чёрный король · b7 чёрная пешка · e7 чёрный слон · f7 чёрная пешка · g7 чёрная пешка · h7 чёрная пешка · a6 чёрная пешка · c6 чёрная пешка · f6 чёрный конь · d5 чёрная пешка · g5 белый слон · d4 белая пешка · a3 белая пешка · c3 белый конь · d3 белый слон · e3 белая пешка · f3 белый конь · b2 белая пешка · c2 белый ферзь · f2 белая пешка · g2 белая пешка · h2 белая пешка · c1 белая ладья · f1 белая ладья · g1 белый король | a8 чёрная ладья · c8 чёрный слон · d8 чёрный ферзь · e8 чёрная ладья · f8 чёрный конь · g8 чёрный король · b7 чёрная пешка · e7 чёрный слон · f7 чёрная пешка · g7 чёрная пешка · h7 чёрная пешка · a6 чёрная пешка · c6 чёрная пешка · f6 чёрный конь · d5 чёрная пешка · g5 белый слон · d4 белая пешка · a3 белая пешка · c3 белый конь · d3 белый слон · e3 белая пешка · f3 белый конь · b2 белая пешка · c2 белый ферзь · f2 белая пешка · g2 белая пешка · h2 белая пешка · c1 белая ладья · f1 белая ладья · g1 белый король | 5 |
| 4 | a8 чёрная ладья · c8 чёрный слон · d8 чёрный ферзь · e8 чёрная ладья · f8 чёрный конь · g8 чёрный король · b7 чёрная пешка · e7 чёрный слон · f7 чёрная пешка · g7 чёрная пешка · h7 чёрная пешка · a6 чёрная пешка · c6 чёрная пешка · f6 чёрный конь · d5 чёрная пешка · g5 белый слон · d4 белая пешка · a3 белая пешка · c3 белый конь · d3 белый слон · e3 белая пешка · f3 белый конь · b2 белая пешка · c2 белый ферзь · f2 белая пешка · g2 белая пешка · h2 белая пешка · c1 белая ладья · f1 белая ладья · g1 белый король | a8 чёрная ладья · c8 чёрный слон · d8 чёрный ферзь · e8 чёрная ладья · f8 чёрный конь · g8 чёрный король · b7 чёрная пешка · e7 чёрный слон · f7 чёрная пешка · g7 чёрная пешка · h7 чёрная пешка · a6 чёрная пешка · c6 чёрная пешка · f6 чёрный конь · d5 чёрная пешка · g5 белый слон · d4 белая пешка · a3 белая пешка · c3 белый конь · d3 белый слон · e3 белая пешка · f3 белый конь · b2 белая пешка · c2 белый ферзь · f2 белая пешка · g2 белая пешка · h2 белая пешка · c1 белая ладья · f1 белая ладья · g1 белый король | a8 чёрная ладья · c8 чёрный слон · d8 чёрный ферзь · e8 чёрная ладья · f8 чёрный конь · g8 чёрный король · b7 чёрная пешка · e7 чёрный слон · f7 чёрная пешка · g7 чёрная пешка · h7 чёрная пешка · a6 чёрная пешка · c6 чёрная пешка · f6 чёрный конь · d5 чёрная пешка · g5 белый слон · d4 белая пешка · a3 белая пешка · c3 белый конь · d3 белый слон · e3 белая пешка · f3 белый конь · b2 белая пешка · c2 белый ферзь · f2 белая пешка · g2 белая пешка · h2 белая пешка · c1 белая ладья · f1 белая ладья · g1 белый король | a8 чёрная ладья · c8 чёрный слон · d8 чёрный ферзь · e8 чёрная ладья · f8 чёрный конь · g8 чёрный король · b7 чёрная пешка · e7 чёрный слон · f7 чёрная пешка · g7 чёрная пешка · h7 чёрная пешка · a6 чёрная пешка · c6 чёрная пешка · f6 чёрный конь · d5 чёрная пешка · g5 белый слон · d4 белая пешка · a3 белая пешка · c3 белый конь · d3 белый слон · e3 белая пешка · f3 белый конь · b2 белая пешка · c2 белый ферзь · f2 белая пешка · g2 белая пешка · h2 белая пешка · c1 белая ладья · f1 белая ладья · g1 белый король | a8 чёрная ладья · c8 чёрный слон · d8 чёрный ферзь · e8 чёрная ладья · f8 чёрный конь · g8 чёрный король · b7 чёрная пешка · e7 чёрный слон · f7 чёрная пешка · g7 чёрная пешка · h7 чёрная пешка · a6 чёрная пешка · c6 чёрная пешка · f6 чёрный конь · d5 чёрная пешка · g5 белый слон · d4 белая пешка · a3 белая пешка · c3 белый конь · d3 белый слон · e3 белая пешка · f3 белый конь · b2 белая пешка · c2 белый ферзь · f2 белая пешка · g2 белая пешка · h2 белая пешка · c1 белая ладья · f1 белая ладья · g1 белый король | a8 чёрная ладья · c8 чёрный слон · d8 чёрный ферзь · e8 чёрная ладья · f8 чёрный конь · g8 чёрный король · b7 чёрная пешка · e7 чёрный слон · f7 чёрная пешка · g7 чёрная пешка · h7 чёрная пешка · a6 чёрная пешка · c6 чёрная пешка · f6 чёрный конь · d5 чёрная пешка · g5 белый слон · d4 белая пешка · a3 белая пешка · c3 белый конь · d3 белый слон · e3 белая пешка · f3 белый конь · b2 белая пешка · c2 белый ферзь · f2 белая пешка · g2 белая пешка · h2 белая пешка · c1 белая ладья · f1 белая ладья · g1 белый король | a8 чёрная ладья · c8 чёрный слон · d8 чёрный ферзь · e8 чёрная ладья · f8 чёрный конь · g8 чёрный король · b7 чёрная пешка · e7 чёрный слон · f7 чёрная пешка · g7 чёрная пешка · h7 чёрная пешка · a6 чёрная пешка · c6 чёрная пешка · f6 чёрный конь · d5 чёрная пешка · g5 белый слон · d4 белая пешка · a3 белая пешка · c3 белый конь · d3 белый слон · e3 белая пешка · f3 белый конь · b2 белая пешка · c2 белый ферзь · f2 белая пешка · g2 белая пешка · h2 белая пешка · c1 белая ладья · f1 белая ладья · g1 белый король | a8 чёрная ладья · c8 чёрный слон · d8 чёрный ферзь · e8 чёрная ладья · f8 чёрный конь · g8 чёрный король · b7 чёрная пешка · e7 чёрный слон · f7 чёрная пешка · g7 чёрная пешка · h7 чёрная пешка · a6 чёрная пешка · c6 чёрная пешка · f6 чёрный конь · d5 чёрная пешка · g5 белый слон · d4 белая пешка · a3 белая пешка · c3 белый конь · d3 белый слон · e3 белая пешка · f3 белый конь · b2 белая пешка · c2 белый ферзь · f2 белая пешка · g2 белая пешка · h2 белая пешка · c1 белая ладья · f1 белая ладья · g1 белый король | 4 |
| 3 | a8 чёрная ладья · c8 чёрный слон · d8 чёрный ферзь · e8 чёрная ладья · f8 чёрный конь · g8 чёрный король · b7 чёрная пешка · e7 чёрный слон · f7 чёрная пешка · g7 чёрная пешка · h7 чёрная пешка · a6 чёрная пешка · c6 чёрная пешка · f6 чёрный конь · d5 чёрная пешка · g5 белый слон · d4 белая пешка · a3 белая пешка · c3 белый конь · d3 белый слон · e3 белая пешка · f3 белый конь · b2 белая пешка · c2 белый ферзь · f2 белая пешка · g2 белая пешка · h2 белая пешка · c1 белая ладья · f1 белая ладья · g1 белый король | a8 чёрная ладья · c8 чёрный слон · d8 чёрный ферзь · e8 чёрная ладья · f8 чёрный конь · g8 чёрный король · b7 чёрная пешка · e7 чёрный слон · f7 чёрная пешка · g7 чёрная пешка · h7 чёрная пешка · a6 чёрная пешка · c6 чёрная пешка · f6 чёрный конь · d5 чёрная пешка · g5 белый слон · d4 белая пешка · a3 белая пешка · c3 белый конь · d3 белый слон · e3 белая пешка · f3 белый конь · b2 белая пешка · c2 белый ферзь · f2 белая пешка · g2 белая пешка · h2 белая пешка · c1 белая ладья · f1 белая ладья · g1 белый король | a8 чёрная ладья · c8 чёрный слон · d8 чёрный ферзь · e8 чёрная ладья · f8 чёрный конь · g8 чёрный король · b7 чёрная пешка · e7 чёрный слон · f7 чёрная пешка · g7 чёрная пешка · h7 чёрная пешка · a6 чёрная пешка · c6 чёрная пешка · f6 чёрный конь · d5 чёрная пешка · g5 белый слон · d4 белая пешка · a3 белая пешка · c3 белый конь · d3 белый слон · e3 белая пешка · f3 белый конь · b2 белая пешка · c2 белый ферзь · f2 белая пешка · g2 белая пешка · h2 белая пешка · c1 белая ладья · f1 белая ладья · g1 белый король | a8 чёрная ладья · c8 чёрный слон · d8 чёрный ферзь · e8 чёрная ладья · f8 чёрный конь · g8 чёрный король · b7 чёрная пешка · e7 чёрный слон · f7 чёрная пешка · g7 чёрная пешка · h7 чёрная пешка · a6 чёрная пешка · c6 чёрная пешка · f6 чёрный конь · d5 чёрная пешка · g5 белый слон · d4 белая пешка · a3 белая пешка · c3 белый конь · d3 белый слон · e3 белая пешка · f3 белый конь · b2 белая пешка · c2 белый ферзь · f2 белая пешка · g2 белая пешка · h2 белая пешка · c1 белая ладья · f1 белая ладья · g1 белый король | a8 чёрная ладья · c8 чёрный слон · d8 чёрный ферзь · e8 чёрная ладья · f8 чёрный конь · g8 чёрный король · b7 чёрная пешка · e7 чёрный слон · f7 чёрная пешка · g7 чёрная пешка · h7 чёрная пешка · a6 чёрная пешка · c6 чёрная пешка · f6 чёрный конь · d5 чёрная пешка · g5 белый слон · d4 белая пешка · a3 белая пешка · c3 белый конь · d3 белый слон · e3 белая пешка · f3 белый конь · b2 белая пешка · c2 белый ферзь · f2 белая пешка · g2 белая пешка · h2 белая пешка · c1 белая ладья · f1 белая ладья · g1 белый король | a8 чёрная ладья · c8 чёрный слон · d8 чёрный ферзь · e8 чёрная ладья · f8 чёрный конь · g8 чёрный король · b7 чёрная пешка · e7 чёрный слон · f7 чёрная пешка · g7 чёрная пешка · h7 чёрная пешка · a6 чёрная пешка · c6 чёрная пешка · f6 чёрный конь · d5 чёрная пешка · g5 белый слон · d4 белая пешка · a3 белая пешка · c3 белый конь · d3 белый слон · e3 белая пешка · f3 белый конь · b2 белая пешка · c2 белый ферзь · f2 белая пешка · g2 белая пешка · h2 белая пешка · c1 белая ладья · f1 белая ладья · g1 белый король | a8 чёрная ладья · c8 чёрный слон · d8 чёрный ферзь · e8 чёрная ладья · f8 чёрный конь · g8 чёрный король · b7 чёрная пешка · e7 чёрный слон · f7 чёрная пешка · g7 чёрная пешка · h7 чёрная пешка · a6 чёрная пешка · c6 чёрная пешка · f6 чёрный конь · d5 чёрная пешка · g5 белый слон · d4 белая пешка · a3 белая пешка · c3 белый конь · d3 белый слон · e3 белая пешка · f3 белый конь · b2 белая пешка · c2 белый ферзь · f2 белая пешка · g2 белая пешка · h2 белая пешка · c1 белая ладья · f1 белая ладья · g1 белый король | a8 чёрная ладья · c8 чёрный слон · d8 чёрный ферзь · e8 чёрная ладья · f8 чёрный конь · g8 чёрный король · b7 чёрная пешка · e7 чёрный слон · f7 чёрная пешка · g7 чёрная пешка · h7 чёрная пешка · a6 чёрная пешка · c6 чёрная пешка · f6 чёрный конь · d5 чёрная пешка · g5 белый слон · d4 белая пешка · a3 белая пешка · c3 белый конь · d3 белый слон · e3 белая пешка · f3 белый конь · b2 белая пешка · c2 белый ферзь · f2 белая пешка · g2 белая пешка · h2 белая пешка · c1 белая ладья · f1 белая ладья · g1 белый король | 3 |
| 2 | a8 чёрная ладья · c8 чёрный слон · d8 чёрный ферзь · e8 чёрная ладья · f8 чёрный конь · g8 чёрный король · b7 чёрная пешка · e7 чёрный слон · f7 чёрная пешка · g7 чёрная пешка · h7 чёрная пешка · a6 чёрная пешка · c6 чёрная пешка · f6 чёрный конь · d5 чёрная пешка · g5 белый слон · d4 белая пешка · a3 белая пешка · c3 белый конь · d3 белый слон · e3 белая пешка · f3 белый конь · b2 белая пешка · c2 белый ферзь · f2 белая пешка · g2 белая пешка · h2 белая пешка · c1 белая ладья · f1 белая ладья · g1 белый король | a8 чёрная ладья · c8 чёрный слон · d8 чёрный ферзь · e8 чёрная ладья · f8 чёрный конь · g8 чёрный король · b7 чёрная пешка · e7 чёрный слон · f7 чёрная пешка · g7 чёрная пешка · h7 чёрная пешка · a6 чёрная пешка · c6 чёрная пешка · f6 чёрный конь · d5 чёрная пешка · g5 белый слон · d4 белая пешка · a3 белая пешка · c3 белый конь · d3 белый слон · e3 белая пешка · f3 белый конь · b2 белая пешка · c2 белый ферзь · f2 белая пешка · g2 белая пешка · h2 белая пешка · c1 белая ладья · f1 белая ладья · g1 белый король | a8 чёрная ладья · c8 чёрный слон · d8 чёрный ферзь · e8 чёрная ладья · f8 чёрный конь · g8 чёрный король · b7 чёрная пешка · e7 чёрный слон · f7 чёрная пешка · g7 чёрная пешка · h7 чёрная пешка · a6 чёрная пешка · c6 чёрная пешка · f6 чёрный конь · d5 чёрная пешка · g5 белый слон · d4 белая пешка · a3 белая пешка · c3 белый конь · d3 белый слон · e3 белая пешка · f3 белый конь · b2 белая пешка · c2 белый ферзь · f2 белая пешка · g2 белая пешка · h2 белая пешка · c1 белая ладья · f1 белая ладья · g1 белый король | a8 чёрная ладья · c8 чёрный слон · d8 чёрный ферзь · e8 чёрная ладья · f8 чёрный конь · g8 чёрный король · b7 чёрная пешка · e7 чёрный слон · f7 чёрная пешка · g7 чёрная пешка · h7 чёрная пешка · a6 чёрная пешка · c6 чёрная пешка · f6 чёрный конь · d5 чёрная пешка · g5 белый слон · d4 белая пешка · a3 белая пешка · c3 белый конь · d3 белый слон · e3 белая пешка · f3 белый конь · b2 белая пешка · c2 белый ферзь · f2 белая пешка · g2 белая пешка · h2 белая пешка · c1 белая ладья · f1 белая ладья · g1 белый король | a8 чёрная ладья · c8 чёрный слон · d8 чёрный ферзь · e8 чёрная ладья · f8 чёрный конь · g8 чёрный король · b7 чёрная пешка · e7 чёрный слон · f7 чёрная пешка · g7 чёрная пешка · h7 чёрная пешка · a6 чёрная пешка · c6 чёрная пешка · f6 чёрный конь · d5 чёрная пешка · g5 белый слон · d4 белая пешка · a3 белая пешка · c3 белый конь · d3 белый слон · e3 белая пешка · f3 белый конь · b2 белая пешка · c2 белый ферзь · f2 белая пешка · g2 белая пешка · h2 белая пешка · c1 белая ладья · f1 белая ладья · g1 белый король | a8 чёрная ладья · c8 чёрный слон · d8 чёрный ферзь · e8 чёрная ладья · f8 чёрный конь · g8 чёрный король · b7 чёрная пешка · e7 чёрный слон · f7 чёрная пешка · g7 чёрная пешка · h7 чёрная пешка · a6 чёрная пешка · c6 чёрная пешка · f6 чёрный конь · d5 чёрная пешка · g5 белый слон · d4 белая пешка · a3 белая пешка · c3 белый конь · d3 белый слон · e3 белая пешка · f3 белый конь · b2 белая пешка · c2 белый ферзь · f2 белая пешка · g2 белая пешка · h2 белая пешка · c1 белая ладья · f1 белая ладья · g1 белый король | a8 чёрная ладья · c8 чёрный слон · d8 чёрный ферзь · e8 чёрная ладья · f8 чёрный конь · g8 чёрный король · b7 чёрная пешка · e7 чёрный слон · f7 чёрная пешка · g7 чёрная пешка · h7 чёрная пешка · a6 чёрная пешка · c6 чёрная пешка · f6 чёрный конь · d5 чёрная пешка · g5 белый слон · d4 белая пешка · a3 белая пешка · c3 белый конь · d3 белый слон · e3 белая пешка · f3 белый конь · b2 белая пешка · c2 белый ферзь · f2 белая пешка · g2 белая пешка · h2 белая пешка · c1 белая ладья · f1 белая ладья · g1 белый король | a8 чёрная ладья · c8 чёрный слон · d8 чёрный ферзь · e8 чёрная ладья · f8 чёрный конь · g8 чёрный король · b7 чёрная пешка · e7 чёрный слон · f7 чёрная пешка · g7 чёрная пешка · h7 чёрная пешка · a6 чёрная пешка · c6 чёрная пешка · f6 чёрный конь · d5 чёрная пешка · g5 белый слон · d4 белая пешка · a3 белая пешка · c3 белый конь · d3 белый слон · e3 белая пешка · f3 белый конь · b2 белая пешка · c2 белый ферзь · f2 белая пешка · g2 белая пешка · h2 белая пешка · c1 белая ладья · f1 белая ладья · g1 белый король | 2 |
| 1 | a8 чёрная ладья · c8 чёрный слон · d8 чёрный ферзь · e8 чёрная ладья · f8 чёрный конь · g8 чёрный король · b7 чёрная пешка · e7 чёрный слон · f7 чёрная пешка · g7 чёрная пешка · h7 чёрная пешка · a6 чёрная пешка · c6 чёрная пешка · f6 чёрный конь · d5 чёрная пешка · g5 белый слон · d4 белая пешка · a3 белая пешка · c3 белый конь · d3 белый слон · e3 белая пешка · f3 белый конь · b2 белая пешка · c2 белый ферзь · f2 белая пешка · g2 белая пешка · h2 белая пешка · c1 белая ладья · f1 белая ладья · g1 белый король | a8 чёрная ладья · c8 чёрный слон · d8 чёрный ферзь · e8 чёрная ладья · f8 чёрный конь · g8 чёрный король · b7 чёрная пешка · e7 чёрный слон · f7 чёрная пешка · g7 чёрная пешка · h7 чёрная пешка · a6 чёрная пешка · c6 чёрная пешка · f6 чёрный конь · d5 чёрная пешка · g5 белый слон · d4 белая пешка · a3 белая пешка · c3 белый конь · d3 белый слон · e3 белая пешка · f3 белый конь · b2 белая пешка · c2 белый ферзь · f2 белая пешка · g2 белая пешка · h2 белая пешка · c1 белая ладья · f1 белая ладья · g1 белый король | a8 чёрная ладья · c8 чёрный слон · d8 чёрный ферзь · e8 чёрная ладья · f8 чёрный конь · g8 чёрный король · b7 чёрная пешка · e7 чёрный слон · f7 чёрная пешка · g7 чёрная пешка · h7 чёрная пешка · a6 чёрная пешка · c6 чёрная пешка · f6 чёрный конь · d5 чёрная пешка · g5 белый слон · d4 белая пешка · a3 белая пешка · c3 белый конь · d3 белый слон · e3 белая пешка · f3 белый конь · b2 белая пешка · c2 белый ферзь · f2 белая пешка · g2 белая пешка · h2 белая пешка · c1 белая ладья · f1 белая ладья · g1 белый король | a8 чёрная ладья · c8 чёрный слон · d8 чёрный ферзь · e8 чёрная ладья · f8 чёрный конь · g8 чёрный король · b7 чёрная пешка · e7 чёрный слон · f7 чёрная пешка · g7 чёрная пешка · h7 чёрная пешка · a6 чёрная пешка · c6 чёрная пешка · f6 чёрный конь · d5 чёрная пешка · g5 белый слон · d4 белая пешка · a3 белая пешка · c3 белый конь · d3 белый слон · e3 белая пешка · f3 белый конь · b2 белая пешка · c2 белый ферзь · f2 белая пешка · g2 белая пешка · h2 белая пешка · c1 белая ладья · f1 белая ладья · g1 белый король | a8 чёрная ладья · c8 чёрный слон · d8 чёрный ферзь · e8 чёрная ладья · f8 чёрный конь · g8 чёрный король · b7 чёрная пешка · e7 чёрный слон · f7 чёрная пешка · g7 чёрная пешка · h7 чёрная пешка · a6 чёрная пешка · c6 чёрная пешка · f6 чёрный конь · d5 чёрная пешка · g5 белый слон · d4 белая пешка · a3 белая пешка · c3 белый конь · d3 белый слон · e3 белая пешка · f3 белый конь · b2 белая пешка · c2 белый ферзь · f2 белая пешка · g2 белая пешка · h2 белая пешка · c1 белая ладья · f1 белая ладья · g1 белый король | a8 чёрная ладья · c8 чёрный слон · d8 чёрный ферзь · e8 чёрная ладья · f8 чёрный конь · g8 чёрный король · b7 чёрная пешка · e7 чёрный слон · f7 чёрная пешка · g7 чёрная пешка · h7 чёрная пешка · a6 чёрная пешка · c6 чёрная пешка · f6 чёрный конь · d5 чёрная пешка · g5 белый слон · d4 белая пешка · a3 белая пешка · c3 белый конь · d3 белый слон · e3 белая пешка · f3 белый конь · b2 белая пешка · c2 белый ферзь · f2 белая пешка · g2 белая пешка · h2 белая пешка · c1 белая ладья · f1 белая ладья · g1 белый король | a8 чёрная ладья · c8 чёрный слон · d8 чёрный ферзь · e8 чёрная ладья · f8 чёрный конь · g8 чёрный король · b7 чёрная пешка · e7 чёрный слон · f7 чёрная пешка · g7 чёрная пешка · h7 чёрная пешка · a6 чёрная пешка · c6 чёрная пешка · f6 чёрный конь · d5 чёрная пешка · g5 белый слон · d4 белая пешка · a3 белая пешка · c3 белый конь · d3 белый слон · e3 белая пешка · f3 белый конь · b2 белая пешка · c2 белый ферзь · f2 белая пешка · g2 белая пешка · h2 белая пешка · c1 белая ладья · f1 белая ладья · g1 белый король | a8 чёрная ладья · c8 чёрный слон · d8 чёрный ферзь · e8 чёрная ладья · f8 чёрный конь · g8 чёрный король · b7 чёрная пешка · e7 чёрный слон · f7 чёрная пешка · g7 чёрная пешка · h7 чёрная пешка · a6 чёрная пешка · c6 чёрная пешка · f6 чёрный конь · d5 чёрная пешка · g5 белый слон · d4 белая пешка · a3 белая пешка · c3 белый конь · d3 белый слон · e3 белая пешка · f3 белый конь · b2 белая пешка · c2 белый ферзь · f2 белая пешка · g2 белая пешка · h2 белая пешка · c1 белая ладья · f1 белая ладья · g1 белый король | 1 |
|   | a | b | c | d | e | f | g | h |   |

|   | a | b | c | d | e | f | g | h |   |
| - | --- | --- | --- | --- | --- | --- | --- | --- | - |
| 8 | a8 чёрная ладья · d8 чёрный ферзь · f8 чёрная ладья · g8 чёрный король · a7 чёрная пешка · b7 чёрная пешка · d7 чёрный конь · f7 чёрная пешка · h7 чёрная пешка · c6 чёрная пешка · f6 чёрный слон · g6 чёрная пешка · d5 чёрная пешка · b4 белая пешка · d4 белая пешка · c3 белый конь · d3 белый ферзь · e3 белая пешка · f3 белый конь · a2 белая пешка · f2 белая пешка · g2 белая пешка · h2 белая пешка · a1 белая ладья · f1 белая ладья · g1 белый король | a8 чёрная ладья · d8 чёрный ферзь · f8 чёрная ладья · g8 чёрный король · a7 чёрная пешка · b7 чёрная пешка · d7 чёрный конь · f7 чёрная пешка · h7 чёрная пешка · c6 чёрная пешка · f6 чёрный слон · g6 чёрная пешка · d5 чёрная пешка · b4 белая пешка · d4 белая пешка · c3 белый конь · d3 белый ферзь · e3 белая пешка · f3 белый конь · a2 белая пешка · f2 белая пешка · g2 белая пешка · h2 белая пешка · a1 белая ладья · f1 белая ладья · g1 белый король | a8 чёрная ладья · d8 чёрный ферзь · f8 чёрная ладья · g8 чёрный король · a7 чёрная пешка · b7 чёрная пешка · d7 чёрный конь · f7 чёрная пешка · h7 чёрная пешка · c6 чёрная пешка · f6 чёрный слон · g6 чёрная пешка · d5 чёрная пешка · b4 белая пешка · d4 белая пешка · c3 белый конь · d3 белый ферзь · e3 белая пешка · f3 белый конь · a2 белая пешка · f2 белая пешка · g2 белая пешка · h2 белая пешка · a1 белая ладья · f1 белая ладья · g1 белый король | a8 чёрная ладья · d8 чёрный ферзь · f8 чёрная ладья · g8 чёрный король · a7 чёрная пешка · b7 чёрная пешка · d7 чёрный конь · f7 чёрная пешка · h7 чёрная пешка · c6 чёрная пешка · f6 чёрный слон · g6 чёрная пешка · d5 чёрная пешка · b4 белая пешка · d4 белая пешка · c3 белый конь · d3 белый ферзь · e3 белая пешка · f3 белый конь · a2 белая пешка · f2 белая пешка · g2 белая пешка · h2 белая пешка · a1 белая ладья · f1 белая ладья · g1 белый король | a8 чёрная ладья · d8 чёрный ферзь · f8 чёрная ладья · g8 чёрный король · a7 чёрная пешка · b7 чёрная пешка · d7 чёрный конь · f7 чёрная пешка · h7 чёрная пешка · c6 чёрная пешка · f6 чёрный слон · g6 чёрная пешка · d5 чёрная пешка · b4 белая пешка · d4 белая пешка · c3 белый конь · d3 белый ферзь · e3 белая пешка · f3 белый конь · a2 белая пешка · f2 белая пешка · g2 белая пешка · h2 белая пешка · a1 белая ладья · f1 белая ладья · g1 белый король | a8 чёрная ладья · d8 чёрный ферзь · f8 чёрная ладья · g8 чёрный король · a7 чёрная пешка · b7 чёрная пешка · d7 чёрный конь · f7 чёрная пешка · h7 чёрная пешка · c6 чёрная пешка · f6 чёрный слон · g6 чёрная пешка · d5 чёрная пешка · b4 белая пешка · d4 белая пешка · c3 белый конь · d3 белый ферзь · e3 белая пешка · f3 белый конь · a2 белая пешка · f2 белая пешка · g2 белая пешка · h2 белая пешка · a1 белая ладья · f1 белая ладья · g1 белый король | a8 чёрная ладья · d8 чёрный ферзь · f8 чёрная ладья · g8 чёрный король · a7 чёрная пешка · b7 чёрная пешка · d7 чёрный конь · f7 чёрная пешка · h7 чёрная пешка · c6 чёрная пешка · f6 чёрный слон · g6 чёрная пешка · d5 чёрная пешка · b4 белая пешка · d4 белая пешка · c3 белый конь · d3 белый ферзь · e3 белая пешка · f3 белый конь · a2 белая пешка · f2 белая пешка · g2 белая пешка · h2 белая пешка · a1 белая ладья · f1 белая ладья · g1 белый король | a8 чёрная ладья · d8 чёрный ферзь · f8 чёрная ладья · g8 чёрный король · a7 чёрная пешка · b7 чёрная пешка · d7 чёрный конь · f7 чёрная пешка · h7 чёрная пешка · c6 чёрная пешка · f6 чёрный слон · g6 чёрная пешка · d5 чёрная пешка · b4 белая пешка · d4 белая пешка · c3 белый конь · d3 белый ферзь · e3 белая пешка · f3 белый конь · a2 белая пешка · f2 белая пешка · g2 белая пешка · h2 белая пешка · a1 белая ладья · f1 белая ладья · g1 белый король | 8 |
| 7 | a8 чёрная ладья · d8 чёрный ферзь · f8 чёрная ладья · g8 чёрный король · a7 чёрная пешка · b7 чёрная пешка · d7 чёрный конь · f7 чёрная пешка · h7 чёрная пешка · c6 чёрная пешка · f6 чёрный слон · g6 чёрная пешка · d5 чёрная пешка · b4 белая пешка · d4 белая пешка · c3 белый конь · d3 белый ферзь · e3 белая пешка · f3 белый конь · a2 белая пешка · f2 белая пешка · g2 белая пешка · h2 белая пешка · a1 белая ладья · f1 белая ладья · g1 белый король | a8 чёрная ладья · d8 чёрный ферзь · f8 чёрная ладья · g8 чёрный король · a7 чёрная пешка · b7 чёрная пешка · d7 чёрный конь · f7 чёрная пешка · h7 чёрная пешка · c6 чёрная пешка · f6 чёрный слон · g6 чёрная пешка · d5 чёрная пешка · b4 белая пешка · d4 белая пешка · c3 белый конь · d3 белый ферзь · e3 белая пешка · f3 белый конь · a2 белая пешка · f2 белая пешка · g2 белая пешка · h2 белая пешка · a1 белая ладья · f1 белая ладья · g1 белый король | a8 чёрная ладья · d8 чёрный ферзь · f8 чёрная ладья · g8 чёрный король · a7 чёрная пешка · b7 чёрная пешка · d7 чёрный конь · f7 чёрная пешка · h7 чёрная пешка · c6 чёрная пешка · f6 чёрный слон · g6 чёрная пешка · d5 чёрная пешка · b4 белая пешка · d4 белая пешка · c3 белый конь · d3 белый ферзь · e3 белая пешка · f3 белый конь · a2 белая пешка · f2 белая пешка · g2 белая пешка · h2 белая пешка · a1 белая ладья · f1 белая ладья · g1 белый король | a8 чёрная ладья · d8 чёрный ферзь · f8 чёрная ладья · g8 чёрный король · a7 чёрная пешка · b7 чёрная пешка · d7 чёрный конь · f7 чёрная пешка · h7 чёрная пешка · c6 чёрная пешка · f6 чёрный слон · g6 чёрная пешка · d5 чёрная пешка · b4 белая пешка · d4 белая пешка · c3 белый конь · d3 белый ферзь · e3 белая пешка · f3 белый конь · a2 белая пешка · f2 белая пешка · g2 белая пешка · h2 белая пешка · a1 белая ладья · f1 белая ладья · g1 белый король | a8 чёрная ладья · d8 чёрный ферзь · f8 чёрная ладья · g8 чёрный король · a7 чёрная пешка · b7 чёрная пешка · d7 чёрный конь · f7 чёрная пешка · h7 чёрная пешка · c6 чёрная пешка · f6 чёрный слон · g6 чёрная пешка · d5 чёрная пешка · b4 белая пешка · d4 белая пешка · c3 белый конь · d3 белый ферзь · e3 белая пешка · f3 белый конь · a2 белая пешка · f2 белая пешка · g2 белая пешка · h2 белая пешка · a1 белая ладья · f1 белая ладья · g1 белый король | a8 чёрная ладья · d8 чёрный ферзь · f8 чёрная ладья · g8 чёрный король · a7 чёрная пешка · b7 чёрная пешка · d7 чёрный конь · f7 чёрная пешка · h7 чёрная пешка · c6 чёрная пешка · f6 чёрный слон · g6 чёрная пешка · d5 чёрная пешка · b4 белая пешка · d4 белая пешка · c3 белый конь · d3 белый ферзь · e3 белая пешка · f3 белый конь · a2 белая пешка · f2 белая пешка · g2 белая пешка · h2 белая пешка · a1 белая ладья · f1 белая ладья · g1 белый король | a8 чёрная ладья · d8 чёрный ферзь · f8 чёрная ладья · g8 чёрный король · a7 чёрная пешка · b7 чёрная пешка · d7 чёрный конь · f7 чёрная пешка · h7 чёрная пешка · c6 чёрная пешка · f6 чёрный слон · g6 чёрная пешка · d5 чёрная пешка · b4 белая пешка · d4 белая пешка · c3 белый конь · d3 белый ферзь · e3 белая пешка · f3 белый конь · a2 белая пешка · f2 белая пешка · g2 белая пешка · h2 белая пешка · a1 белая ладья · f1 белая ладья · g1 белый король | a8 чёрная ладья · d8 чёрный ферзь · f8 чёрная ладья · g8 чёрный король · a7 чёрная пешка · b7 чёрная пешка · d7 чёрный конь · f7 чёрная пешка · h7 чёрная пешка · c6 чёрная пешка · f6 чёрный слон · g6 чёрная пешка · d5 чёрная пешка · b4 белая пешка · d4 белая пешка · c3 белый конь · d3 белый ферзь · e3 белая пешка · f3 белый конь · a2 белая пешка · f2 белая пешка · g2 белая пешка · h2 белая пешка · a1 белая ладья · f1 белая ладья · g1 белый король | 7 |
| 6 | a8 чёрная ладья · d8 чёрный ферзь · f8 чёрная ладья · g8 чёрный король · a7 чёрная пешка · b7 чёрная пешка · d7 чёрный конь · f7 чёрная пешка · h7 чёрная пешка · c6 чёрная пешка · f6 чёрный слон · g6 чёрная пешка · d5 чёрная пешка · b4 белая пешка · d4 белая пешка · c3 белый конь · d3 белый ферзь · e3 белая пешка · f3 белый конь · a2 белая пешка · f2 белая пешка · g2 белая пешка · h2 белая пешка · a1 белая ладья · f1 белая ладья · g1 белый король | a8 чёрная ладья · d8 чёрный ферзь · f8 чёрная ладья · g8 чёрный король · a7 чёрная пешка · b7 чёрная пешка · d7 чёрный конь · f7 чёрная пешка · h7 чёрная пешка · c6 чёрная пешка · f6 чёрный слон · g6 чёрная пешка · d5 чёрная пешка · b4 белая пешка · d4 белая пешка · c3 белый конь · d3 белый ферзь · e3 белая пешка · f3 белый конь · a2 белая пешка · f2 белая пешка · g2 белая пешка · h2 белая пешка · a1 белая ладья · f1 белая ладья · g1 белый король | a8 чёрная ладья · d8 чёрный ферзь · f8 чёрная ладья · g8 чёрный король · a7 чёрная пешка · b7 чёрная пешка · d7 чёрный конь · f7 чёрная пешка · h7 чёрная пешка · c6 чёрная пешка · f6 чёрный слон · g6 чёрная пешка · d5 чёрная пешка · b4 белая пешка · d4 белая пешка · c3 белый конь · d3 белый ферзь · e3 белая пешка · f3 белый конь · a2 белая пешка · f2 белая пешка · g2 белая пешка · h2 белая пешка · a1 белая ладья · f1 белая ладья · g1 белый король | a8 чёрная ладья · d8 чёрный ферзь · f8 чёрная ладья · g8 чёрный король · a7 чёрная пешка · b7 чёрная пешка · d7 чёрный конь · f7 чёрная пешка · h7 чёрная пешка · c6 чёрная пешка · f6 чёрный слон · g6 чёрная пешка · d5 чёрная пешка · b4 белая пешка · d4 белая пешка · c3 белый конь · d3 белый ферзь · e3 белая пешка · f3 белый конь · a2 белая пешка · f2 белая пешка · g2 белая пешка · h2 белая пешка · a1 белая ладья · f1 белая ладья · g1 белый король | a8 чёрная ладья · d8 чёрный ферзь · f8 чёрная ладья · g8 чёрный король · a7 чёрная пешка · b7 чёрная пешка · d7 чёрный конь · f7 чёрная пешка · h7 чёрная пешка · c6 чёрная пешка · f6 чёрный слон · g6 чёрная пешка · d5 чёрная пешка · b4 белая пешка · d4 белая пешка · c3 белый конь · d3 белый ферзь · e3 белая пешка · f3 белый конь · a2 белая пешка · f2 белая пешка · g2 белая пешка · h2 белая пешка · a1 белая ладья · f1 белая ладья · g1 белый король | a8 чёрная ладья · d8 чёрный ферзь · f8 чёрная ладья · g8 чёрный король · a7 чёрная пешка · b7 чёрная пешка · d7 чёрный конь · f7 чёрная пешка · h7 чёрная пешка · c6 чёрная пешка · f6 чёрный слон · g6 чёрная пешка · d5 чёрная пешка · b4 белая пешка · d4 белая пешка · c3 белый конь · d3 белый ферзь · e3 белая пешка · f3 белый конь · a2 белая пешка · f2 белая пешка · g2 белая пешка · h2 белая пешка · a1 белая ладья · f1 белая ладья · g1 белый король | a8 чёрная ладья · d8 чёрный ферзь · f8 чёрная ладья · g8 чёрный король · a7 чёрная пешка · b7 чёрная пешка · d7 чёрный конь · f7 чёрная пешка · h7 чёрная пешка · c6 чёрная пешка · f6 чёрный слон · g6 чёрная пешка · d5 чёрная пешка · b4 белая пешка · d4 белая пешка · c3 белый конь · d3 белый ферзь · e3 белая пешка · f3 белый конь · a2 белая пешка · f2 белая пешка · g2 белая пешка · h2 белая пешка · a1 белая ладья · f1 белая ладья · g1 белый король | a8 чёрная ладья · d8 чёрный ферзь · f8 чёрная ладья · g8 чёрный король · a7 чёрная пешка · b7 чёрная пешка · d7 чёрный конь · f7 чёрная пешка · h7 чёрная пешка · c6 чёрная пешка · f6 чёрный слон · g6 чёрная пешка · d5 чёрная пешка · b4 белая пешка · d4 белая пешка · c3 белый конь · d3 белый ферзь · e3 белая пешка · f3 белый конь · a2 белая пешка · f2 белая пешка · g2 белая пешка · h2 белая пешка · a1 белая ладья · f1 белая ладья · g1 белый король | 6 |
| 5 | a8 чёрная ладья · d8 чёрный ферзь · f8 чёрная ладья · g8 чёрный король · a7 чёрная пешка · b7 чёрная пешка · d7 чёрный конь · f7 чёрная пешка · h7 чёрная пешка · c6 чёрная пешка · f6 чёрный слон · g6 чёрная пешка · d5 чёрная пешка · b4 белая пешка · d4 белая пешка · c3 белый конь · d3 белый ферзь · e3 белая пешка · f3 белый конь · a2 белая пешка · f2 белая пешка · g2 белая пешка · h2 белая пешка · a1 белая ладья · f1 белая ладья · g1 белый король | a8 чёрная ладья · d8 чёрный ферзь · f8 чёрная ладья · g8 чёрный король · a7 чёрная пешка · b7 чёрная пешка · d7 чёрный конь · f7 чёрная пешка · h7 чёрная пешка · c6 чёрная пешка · f6 чёрный слон · g6 чёрная пешка · d5 чёрная пешка · b4 белая пешка · d4 белая пешка · c3 белый конь · d3 белый ферзь · e3 белая пешка · f3 белый конь · a2 белая пешка · f2 белая пешка · g2 белая пешка · h2 белая пешка · a1 белая ладья · f1 белая ладья · g1 белый король | a8 чёрная ладья · d8 чёрный ферзь · f8 чёрная ладья · g8 чёрный король · a7 чёрная пешка · b7 чёрная пешка · d7 чёрный конь · f7 чёрная пешка · h7 чёрная пешка · c6 чёрная пешка · f6 чёрный слон · g6 чёрная пешка · d5 чёрная пешка · b4 белая пешка · d4 белая пешка · c3 белый конь · d3 белый ферзь · e3 белая пешка · f3 белый конь · a2 белая пешка · f2 белая пешка · g2 белая пешка · h2 белая пешка · a1 белая ладья · f1 белая ладья · g1 белый король | a8 чёрная ладья · d8 чёрный ферзь · f8 чёрная ладья · g8 чёрный король · a7 чёрная пешка · b7 чёрная пешка · d7 чёрный конь · f7 чёрная пешка · h7 чёрная пешка · c6 чёрная пешка · f6 чёрный слон · g6 чёрная пешка · d5 чёрная пешка · b4 белая пешка · d4 белая пешка · c3 белый конь · d3 белый ферзь · e3 белая пешка · f3 белый конь · a2 белая пешка · f2 белая пешка · g2 белая пешка · h2 белая пешка · a1 белая ладья · f1 белая ладья · g1 белый король | a8 чёрная ладья · d8 чёрный ферзь · f8 чёрная ладья · g8 чёрный король · a7 чёрная пешка · b7 чёрная пешка · d7 чёрный конь · f7 чёрная пешка · h7 чёрная пешка · c6 чёрная пешка · f6 чёрный слон · g6 чёрная пешка · d5 чёрная пешка · b4 белая пешка · d4 белая пешка · c3 белый конь · d3 белый ферзь · e3 белая пешка · f3 белый конь · a2 белая пешка · f2 белая пешка · g2 белая пешка · h2 белая пешка · a1 белая ладья · f1 белая ладья · g1 белый король | a8 чёрная ладья · d8 чёрный ферзь · f8 чёрная ладья · g8 чёрный король · a7 чёрная пешка · b7 чёрная пешка · d7 чёрный конь · f7 чёрная пешка · h7 чёрная пешка · c6 чёрная пешка · f6 чёрный слон · g6 чёрная пешка · d5 чёрная пешка · b4 белая пешка · d4 белая пешка · c3 белый конь · d3 белый ферзь · e3 белая пешка · f3 белый конь · a2 белая пешка · f2 белая пешка · g2 белая пешка · h2 белая пешка · a1 белая ладья · f1 белая ладья · g1 белый король | a8 чёрная ладья · d8 чёрный ферзь · f8 чёрная ладья · g8 чёрный король · a7 чёрная пешка · b7 чёрная пешка · d7 чёрный конь · f7 чёрная пешка · h7 чёрная пешка · c6 чёрная пешка · f6 чёрный слон · g6 чёрная пешка · d5 чёрная пешка · b4 белая пешка · d4 белая пешка · c3 белый конь · d3 белый ферзь · e3 белая пешка · f3 белый конь · a2 белая пешка · f2 белая пешка · g2 белая пешка · h2 белая пешка · a1 белая ладья · f1 белая ладья · g1 белый король | a8 чёрная ладья · d8 чёрный ферзь · f8 чёрная ладья · g8 чёрный король · a7 чёрная пешка · b7 чёрная пешка · d7 чёрный конь · f7 чёрная пешка · h7 чёрная пешка · c6 чёрная пешка · f6 чёрный слон · g6 чёрная пешка · d5 чёрная пешка · b4 белая пешка · d4 белая пешка · c3 белый конь · d3 белый ферзь · e3 белая пешка · f3 белый конь · a2 белая пешка · f2 белая пешка · g2 белая пешка · h2 белая пешка · a1 белая ладья · f1 белая ладья · g1 белый король | 5 |
| 4 | a8 чёрная ладья · d8 чёрный ферзь · f8 чёрная ладья · g8 чёрный король · a7 чёрная пешка · b7 чёрная пешка · d7 чёрный конь · f7 чёрная пешка · h7 чёрная пешка · c6 чёрная пешка · f6 чёрный слон · g6 чёрная пешка · d5 чёрная пешка · b4 белая пешка · d4 белая пешка · c3 белый конь · d3 белый ферзь · e3 белая пешка · f3 белый конь · a2 белая пешка · f2 белая пешка · g2 белая пешка · h2 белая пешка · a1 белая ладья · f1 белая ладья · g1 белый король | a8 чёрная ладья · d8 чёрный ферзь · f8 чёрная ладья · g8 чёрный король · a7 чёрная пешка · b7 чёрная пешка · d7 чёрный конь · f7 чёрная пешка · h7 чёрная пешка · c6 чёрная пешка · f6 чёрный слон · g6 чёрная пешка · d5 чёрная пешка · b4 белая пешка · d4 белая пешка · c3 белый конь · d3 белый ферзь · e3 белая пешка · f3 белый конь · a2 белая пешка · f2 белая пешка · g2 белая пешка · h2 белая пешка · a1 белая ладья · f1 белая ладья · g1 белый король | a8 чёрная ладья · d8 чёрный ферзь · f8 чёрная ладья · g8 чёрный король · a7 чёрная пешка · b7 чёрная пешка · d7 чёрный конь · f7 чёрная пешка · h7 чёрная пешка · c6 чёрная пешка · f6 чёрный слон · g6 чёрная пешка · d5 чёрная пешка · b4 белая пешка · d4 белая пешка · c3 белый конь · d3 белый ферзь · e3 белая пешка · f3 белый конь · a2 белая пешка · f2 белая пешка · g2 белая пешка · h2 белая пешка · a1 белая ладья · f1 белая ладья · g1 белый король | a8 чёрная ладья · d8 чёрный ферзь · f8 чёрная ладья · g8 чёрный король · a7 чёрная пешка · b7 чёрная пешка · d7 чёрный конь · f7 чёрная пешка · h7 чёрная пешка · c6 чёрная пешка · f6 чёрный слон · g6 чёрная пешка · d5 чёрная пешка · b4 белая пешка · d4 белая пешка · c3 белый конь · d3 белый ферзь · e3 белая пешка · f3 белый конь · a2 белая пешка · f2 белая пешка · g2 белая пешка · h2 белая пешка · a1 белая ладья · f1 белая ладья · g1 белый король | a8 чёрная ладья · d8 чёрный ферзь · f8 чёрная ладья · g8 чёрный король · a7 чёрная пешка · b7 чёрная пешка · d7 чёрный конь · f7 чёрная пешка · h7 чёрная пешка · c6 чёрная пешка · f6 чёрный слон · g6 чёрная пешка · d5 чёрная пешка · b4 белая пешка · d4 белая пешка · c3 белый конь · d3 белый ферзь · e3 белая пешка · f3 белый конь · a2 белая пешка · f2 белая пешка · g2 белая пешка · h2 белая пешка · a1 белая ладья · f1 белая ладья · g1 белый король | a8 чёрная ладья · d8 чёрный ферзь · f8 чёрная ладья · g8 чёрный король · a7 чёрная пешка · b7 чёрная пешка · d7 чёрный конь · f7 чёрная пешка · h7 чёрная пешка · c6 чёрная пешка · f6 чёрный слон · g6 чёрная пешка · d5 чёрная пешка · b4 белая пешка · d4 белая пешка · c3 белый конь · d3 белый ферзь · e3 белая пешка · f3 белый конь · a2 белая пешка · f2 белая пешка · g2 белая пешка · h2 белая пешка · a1 белая ладья · f1 белая ладья · g1 белый король | a8 чёрная ладья · d8 чёрный ферзь · f8 чёрная ладья · g8 чёрный король · a7 чёрная пешка · b7 чёрная пешка · d7 чёрный конь · f7 чёрная пешка · h7 чёрная пешка · c6 чёрная пешка · f6 чёрный слон · g6 чёрная пешка · d5 чёрная пешка · b4 белая пешка · d4 белая пешка · c3 белый конь · d3 белый ферзь · e3 белая пешка · f3 белый конь · a2 белая пешка · f2 белая пешка · g2 белая пешка · h2 белая пешка · a1 белая ладья · f1 белая ладья · g1 белый король | a8 чёрная ладья · d8 чёрный ферзь · f8 чёрная ладья · g8 чёрный король · a7 чёрная пешка · b7 чёрная пешка · d7 чёрный конь · f7 чёрная пешка · h7 чёрная пешка · c6 чёрная пешка · f6 чёрный слон · g6 чёрная пешка · d5 чёрная пешка · b4 белая пешка · d4 белая пешка · c3 белый конь · d3 белый ферзь · e3 белая пешка · f3 белый конь · a2 белая пешка · f2 белая пешка · g2 белая пешка · h2 белая пешка · a1 белая ладья · f1 белая ладья · g1 белый король | 4 |
| 3 | a8 чёрная ладья · d8 чёрный ферзь · f8 чёрная ладья · g8 чёрный король · a7 чёрная пешка · b7 чёрная пешка · d7 чёрный конь · f7 чёрная пешка · h7 чёрная пешка · c6 чёрная пешка · f6 чёрный слон · g6 чёрная пешка · d5 чёрная пешка · b4 белая пешка · d4 белая пешка · c3 белый конь · d3 белый ферзь · e3 белая пешка · f3 белый конь · a2 белая пешка · f2 белая пешка · g2 белая пешка · h2 белая пешка · a1 белая ладья · f1 белая ладья · g1 белый король | a8 чёрная ладья · d8 чёрный ферзь · f8 чёрная ладья · g8 чёрный король · a7 чёрная пешка · b7 чёрная пешка · d7 чёрный конь · f7 чёрная пешка · h7 чёрная пешка · c6 чёрная пешка · f6 чёрный слон · g6 чёрная пешка · d5 чёрная пешка · b4 белая пешка · d4 белая пешка · c3 белый конь · d3 белый ферзь · e3 белая пешка · f3 белый конь · a2 белая пешка · f2 белая пешка · g2 белая пешка · h2 белая пешка · a1 белая ладья · f1 белая ладья · g1 белый король | a8 чёрная ладья · d8 чёрный ферзь · f8 чёрная ладья · g8 чёрный король · a7 чёрная пешка · b7 чёрная пешка · d7 чёрный конь · f7 чёрная пешка · h7 чёрная пешка · c6 чёрная пешка · f6 чёрный слон · g6 чёрная пешка · d5 чёрная пешка · b4 белая пешка · d4 белая пешка · c3 белый конь · d3 белый ферзь · e3 белая пешка · f3 белый конь · a2 белая пешка · f2 белая пешка · g2 белая пешка · h2 белая пешка · a1 белая ладья · f1 белая ладья · g1 белый король | a8 чёрная ладья · d8 чёрный ферзь · f8 чёрная ладья · g8 чёрный король · a7 чёрная пешка · b7 чёрная пешка · d7 чёрный конь · f7 чёрная пешка · h7 чёрная пешка · c6 чёрная пешка · f6 чёрный слон · g6 чёрная пешка · d5 чёрная пешка · b4 белая пешка · d4 белая пешка · c3 белый конь · d3 белый ферзь · e3 белая пешка · f3 белый конь · a2 белая пешка · f2 белая пешка · g2 белая пешка · h2 белая пешка · a1 белая ладья · f1 белая ладья · g1 белый король | a8 чёрная ладья · d8 чёрный ферзь · f8 чёрная ладья · g8 чёрный король · a7 чёрная пешка · b7 чёрная пешка · d7 чёрный конь · f7 чёрная пешка · h7 чёрная пешка · c6 чёрная пешка · f6 чёрный слон · g6 чёрная пешка · d5 чёрная пешка · b4 белая пешка · d4 белая пешка · c3 белый конь · d3 белый ферзь · e3 белая пешка · f3 белый конь · a2 белая пешка · f2 белая пешка · g2 белая пешка · h2 белая пешка · a1 белая ладья · f1 белая ладья · g1 белый король | a8 чёрная ладья · d8 чёрный ферзь · f8 чёрная ладья · g8 чёрный король · a7 чёрная пешка · b7 чёрная пешка · d7 чёрный конь · f7 чёрная пешка · h7 чёрная пешка · c6 чёрная пешка · f6 чёрный слон · g6 чёрная пешка · d5 чёрная пешка · b4 белая пешка · d4 белая пешка · c3 белый конь · d3 белый ферзь · e3 белая пешка · f3 белый конь · a2 белая пешка · f2 белая пешка · g2 белая пешка · h2 белая пешка · a1 белая ладья · f1 белая ладья · g1 белый король | a8 чёрная ладья · d8 чёрный ферзь · f8 чёрная ладья · g8 чёрный король · a7 чёрная пешка · b7 чёрная пешка · d7 чёрный конь · f7 чёрная пешка · h7 чёрная пешка · c6 чёрная пешка · f6 чёрный слон · g6 чёрная пешка · d5 чёрная пешка · b4 белая пешка · d4 белая пешка · c3 белый конь · d3 белый ферзь · e3 белая пешка · f3 белый конь · a2 белая пешка · f2 белая пешка · g2 белая пешка · h2 белая пешка · a1 белая ладья · f1 белая ладья · g1 белый король | a8 чёрная ладья · d8 чёрный ферзь · f8 чёрная ладья · g8 чёрный король · a7 чёрная пешка · b7 чёрная пешка · d7 чёрный конь · f7 чёрная пешка · h7 чёрная пешка · c6 чёрная пешка · f6 чёрный слон · g6 чёрная пешка · d5 чёрная пешка · b4 белая пешка · d4 белая пешка · c3 белый конь · d3 белый ферзь · e3 белая пешка · f3 белый конь · a2 белая пешка · f2 белая пешка · g2 белая пешка · h2 белая пешка · a1 белая ладья · f1 белая ладья · g1 белый король | 3 |
| 2 | a8 чёрная ладья · d8 чёрный ферзь · f8 чёрная ладья · g8 чёрный король · a7 чёрная пешка · b7 чёрная пешка · d7 чёрный конь · f7 чёрная пешка · h7 чёрная пешка · c6 чёрная пешка · f6 чёрный слон · g6 чёрная пешка · d5 чёрная пешка · b4 белая пешка · d4 белая пешка · c3 белый конь · d3 белый ферзь · e3 белая пешка · f3 белый конь · a2 белая пешка · f2 белая пешка · g2 белая пешка · h2 белая пешка · a1 белая ладья · f1 белая ладья · g1 белый король | a8 чёрная ладья · d8 чёрный ферзь · f8 чёрная ладья · g8 чёрный король · a7 чёрная пешка · b7 чёрная пешка · d7 чёрный конь · f7 чёрная пешка · h7 чёрная пешка · c6 чёрная пешка · f6 чёрный слон · g6 чёрная пешка · d5 чёрная пешка · b4 белая пешка · d4 белая пешка · c3 белый конь · d3 белый ферзь · e3 белая пешка · f3 белый конь · a2 белая пешка · f2 белая пешка · g2 белая пешка · h2 белая пешка · a1 белая ладья · f1 белая ладья · g1 белый король | a8 чёрная ладья · d8 чёрный ферзь · f8 чёрная ладья · g8 чёрный король · a7 чёрная пешка · b7 чёрная пешка · d7 чёрный конь · f7 чёрная пешка · h7 чёрная пешка · c6 чёрная пешка · f6 чёрный слон · g6 чёрная пешка · d5 чёрная пешка · b4 белая пешка · d4 белая пешка · c3 белый конь · d3 белый ферзь · e3 белая пешка · f3 белый конь · a2 белая пешка · f2 белая пешка · g2 белая пешка · h2 белая пешка · a1 белая ладья · f1 белая ладья · g1 белый король | a8 чёрная ладья · d8 чёрный ферзь · f8 чёрная ладья · g8 чёрный король · a7 чёрная пешка · b7 чёрная пешка · d7 чёрный конь · f7 чёрная пешка · h7 чёрная пешка · c6 чёрная пешка · f6 чёрный слон · g6 чёрная пешка · d5 чёрная пешка · b4 белая пешка · d4 белая пешка · c3 белый конь · d3 белый ферзь · e3 белая пешка · f3 белый конь · a2 белая пешка · f2 белая пешка · g2 белая пешка · h2 белая пешка · a1 белая ладья · f1 белая ладья · g1 белый король | a8 чёрная ладья · d8 чёрный ферзь · f8 чёрная ладья · g8 чёрный король · a7 чёрная пешка · b7 чёрная пешка · d7 чёрный конь · f7 чёрная пешка · h7 чёрная пешка · c6 чёрная пешка · f6 чёрный слон · g6 чёрная пешка · d5 чёрная пешка · b4 белая пешка · d4 белая пешка · c3 белый конь · d3 белый ферзь · e3 белая пешка · f3 белый конь · a2 белая пешка · f2 белая пешка · g2 белая пешка · h2 белая пешка · a1 белая ладья · f1 белая ладья · g1 белый король | a8 чёрная ладья · d8 чёрный ферзь · f8 чёрная ладья · g8 чёрный король · a7 чёрная пешка · b7 чёрная пешка · d7 чёрный конь · f7 чёрная пешка · h7 чёрная пешка · c6 чёрная пешка · f6 чёрный слон · g6 чёрная пешка · d5 чёрная пешка · b4 белая пешка · d4 белая пешка · c3 белый конь · d3 белый ферзь · e3 белая пешка · f3 белый конь · a2 белая пешка · f2 белая пешка · g2 белая пешка · h2 белая пешка · a1 белая ладья · f1 белая ладья · g1 белый король | a8 чёрная ладья · d8 чёрный ферзь · f8 чёрная ладья · g8 чёрный король · a7 чёрная пешка · b7 чёрная пешка · d7 чёрный конь · f7 чёрная пешка · h7 чёрная пешка · c6 чёрная пешка · f6 чёрный слон · g6 чёрная пешка · d5 чёрная пешка · b4 белая пешка · d4 белая пешка · c3 белый конь · d3 белый ферзь · e3 белая пешка · f3 белый конь · a2 белая пешка · f2 белая пешка · g2 белая пешка · h2 белая пешка · a1 белая ладья · f1 белая ладья · g1 белый король | a8 чёрная ладья · d8 чёрный ферзь · f8 чёрная ладья · g8 чёрный король · a7 чёрная пешка · b7 чёрная пешка · d7 чёрный конь · f7 чёрная пешка · h7 чёрная пешка · c6 чёрная пешка · f6 чёрный слон · g6 чёрная пешка · d5 чёрная пешка · b4 белая пешка · d4 белая пешка · c3 белый конь · d3 белый ферзь · e3 белая пешка · f3 белый конь · a2 белая пешка · f2 белая пешка · g2 белая пешка · h2 белая пешка · a1 белая ладья · f1 белая ладья · g1 белый король | 2 |
| 1 | a8 чёрная ладья · d8 чёрный ферзь · f8 чёрная ладья · g8 чёрный король · a7 чёрная пешка · b7 чёрная пешка · d7 чёрный конь · f7 чёрная пешка · h7 чёрная пешка · c6 чёрная пешка · f6 чёрный слон · g6 чёрная пешка · d5 чёрная пешка · b4 белая пешка · d4 белая пешка · c3 белый конь · d3 белый ферзь · e3 белая пешка · f3 белый конь · a2 белая пешка · f2 белая пешка · g2 белая пешка · h2 белая пешка · a1 белая ладья · f1 белая ладья · g1 белый король | a8 чёрная ладья · d8 чёрный ферзь · f8 чёрная ладья · g8 чёрный король · a7 чёрная пешка · b7 чёрная пешка · d7 чёрный конь · f7 чёрная пешка · h7 чёрная пешка · c6 чёрная пешка · f6 чёрный слон · g6 чёрная пешка · d5 чёрная пешка · b4 белая пешка · d4 белая пешка · c3 белый конь · d3 белый ферзь · e3 белая пешка · f3 белый конь · a2 белая пешка · f2 белая пешка · g2 белая пешка · h2 белая пешка · a1 белая ладья · f1 белая ладья · g1 белый король | a8 чёрная ладья · d8 чёрный ферзь · f8 чёрная ладья · g8 чёрный король · a7 чёрная пешка · b7 чёрная пешка · d7 чёрный конь · f7 чёрная пешка · h7 чёрная пешка · c6 чёрная пешка · f6 чёрный слон · g6 чёрная пешка · d5 чёрная пешка · b4 белая пешка · d4 белая пешка · c3 белый конь · d3 белый ферзь · e3 белая пешка · f3 белый конь · a2 белая пешка · f2 белая пешка · g2 белая пешка · h2 белая пешка · a1 белая ладья · f1 белая ладья · g1 белый король | a8 чёрная ладья · d8 чёрный ферзь · f8 чёрная ладья · g8 чёрный король · a7 чёрная пешка · b7 чёрная пешка · d7 чёрный конь · f7 чёрная пешка · h7 чёрная пешка · c6 чёрная пешка · f6 чёрный слон · g6 чёрная пешка · d5 чёрная пешка · b4 белая пешка · d4 белая пешка · c3 белый конь · d3 белый ферзь · e3 белая пешка · f3 белый конь · a2 белая пешка · f2 белая пешка · g2 белая пешка · h2 белая пешка · a1 белая ладья · f1 белая ладья · g1 белый король | a8 чёрная ладья · d8 чёрный ферзь · f8 чёрная ладья · g8 чёрный король · a7 чёрная пешка · b7 чёрная пешка · d7 чёрный конь · f7 чёрная пешка · h7 чёрная пешка · c6 чёрная пешка · f6 чёрный слон · g6 чёрная пешка · d5 чёрная пешка · b4 белая пешка · d4 белая пешка · c3 белый конь · d3 белый ферзь · e3 белая пешка · f3 белый конь · a2 белая пешка · f2 белая пешка · g2 белая пешка · h2 белая пешка · a1 белая ладья · f1 белая ладья · g1 белый король | a8 чёрная ладья · d8 чёрный ферзь · f8 чёрная ладья · g8 чёрный король · a7 чёрная пешка · b7 чёрная пешка · d7 чёрный конь · f7 чёрная пешка · h7 чёрная пешка · c6 чёрная пешка · f6 чёрный слон · g6 чёрная пешка · d5 чёрная пешка · b4 белая пешка · d4 белая пешка · c3 белый конь · d3 белый ферзь · e3 белая пешка · f3 белый конь · a2 белая пешка · f2 белая пешка · g2 белая пешка · h2 белая пешка · a1 белая ладья · f1 белая ладья · g1 белый король | a8 чёрная ладья · d8 чёрный ферзь · f8 чёрная ладья · g8 чёрный король · a7 чёрная пешка · b7 чёрная пешка · d7 чёрный конь · f7 чёрная пешка · h7 чёрная пешка · c6 чёрная пешка · f6 чёрный слон · g6 чёрная пешка · d5 чёрная пешка · b4 белая пешка · d4 белая пешка · c3 белый конь · d3 белый ферзь · e3 белая пешка · f3 белый конь · a2 белая пешка · f2 белая пешка · g2 белая пешка · h2 белая пешка · a1 белая ладья · f1 белая ладья · g1 белый король | a8 чёрная ладья · d8 чёрный ферзь · f8 чёрная ладья · g8 чёрный король · a7 чёрная пешка · b7 чёрная пешка · d7 чёрный конь · f7 чёрная пешка · h7 чёрная пешка · c6 чёрная пешка · f6 чёрный слон · g6 чёрная пешка · d5 чёрная пешка · b4 белая пешка · d4 белая пешка · c3 белый конь · d3 белый ферзь · e3 белая пешка · f3 белый конь · a2 белая пешка · f2 белая пешка · g2 белая пешка · h2 белая пешка · a1 белая ладья · f1 белая ладья · g1 белый король | 1 |
|   | a | b | c | d | e | f | g | h |   |

- Противодействие атаке пешечного меньшинства (путём b7-b5 с переводом коня на c4)
- Размен белопольных слонов
- Подрыв центра с6-с5
- Пешечный штурм на королевском фланге
- Фигурная оккупация и давление на ферзевом фланге

#### Размен своего белопольного слона
При пешках, стоящих на полях b7, c6, d5, белопольный слон черных — плохой и малоактивный. В данной пешечной структуре его размен — к выгоде черных. После размена черным менее страшно фигурное давление на ферзевом фланге, и они могут уверенно приступить к контригре или искать упрощения с переходом в эндшпиль.
Пирцу удалось добиться ничьей в партии с Трифуновичем:
12...g6!
Начало перевода коня на g7 с целью размена белопольного слона на f5.
13. Кa4 Кe6 14. Сh4 Кg7 15. Кc5 Кd7 16. С:e7 Л:e7 17. b4 Кb6 18. a4 Сf5! 19. Кd2 С:d3 20. Ф:d3 Nf5.
У белых минимальное преимущество, но черные свели опасность к минимуму. Последовало соглашение на ничью.

#### Противодействие атаке пешечного меньшинства
Противодействие выражается в выставлении пешечного заслона b7-b5 с последующим, при возможности, переводом коня на с4. При таком построении атака пешечного меньшинства захлебывается, но черным необходимо следить за образующейся отсталой пешкой c6 и возможностью вторжения белых ладей по вскрывающейся вертикали в случае размена на b5. Конь на с4 отражает фронтальные угрозы пешке c6, поэтому белые туда его стараются не пустить. Этот план следует проводить после размена белопольных слонов, иначе черные рискуют остаться в эндшпиле с плохим слоном. В матче Полугаевский согласился вничью со Спасским в Ленинграде в 1963 году,  проводя ферзевый гамбит:
Полугаевский — Спасский:
Белые фигуры Л.Полугаевского уже наметили план по проведению атаки пешечного меньшинства ходом b2-b4. Поэтому черные Б.Спасского спешат выставить заслон:
13...b5! 14. a4 a6 15. a5!
Не допуская коня на b6, откуда он попадал на c4.
15...Лe8 16. Кe2 Сe7 17. Фb3 Сd6 18. Кc1 g5 19. Кd3 g4 20. Кd2 Re6 21. Rfc1.
Белые сдваивают ладьи по вертикали «c» для атаки на отсталую пешку с6.
21...Фg5 22. Лa2 Лae8 23. Лac2 Фh6 24. Кf1 Сb8 25. Кc5 К:c5 26. Л:c5 Лg6 27. Фc2 Лee6.
Пешка с6 в безопасности.
28. g3 Крg7 29. Фf5. Последовало соглашение на ничью.

#### Подрыв центрас6-с5
Данный подрыв является типовой реакцией на план белых с e3-e4. Черные поддерживают напряжение в центре, и, если вскрытие игры к их выгоде — вскрывают. Если белые готовят продвижение с помощью f2-f3, то пешка e3 ослабляется, что оправдывает появление образующейся после размена на c5 изолированной пешки d5. Слабая пешка e3, если она не двинется дальше, становится объектом атаки.
Дальнейшее запирание центра c5-c4 чаще всего является плохим планом, т.к. после этого прорыв e3-e4 значительно выигрывает в силе.